# Stadtbahn Köln
Die Stadtbahn Köln ist das Rückgrat des öffentlichen Nahverkehrs (ÖPNV) in Köln. Sie besteht aus zwölf Linien und verfügt über ein Streckennetz von 149 Kilometern, davon verlaufen etwa 28 Kilometer in Tunneln und weitere fünf Kilometer als Hochbahn. Zudem ist die Kölner Stadtbahn über die Eisenbahnstrecken der HGK mit der Bonner Stadtbahn verknüpft. Betreiber der Stadtbahn in Köln sind die Kölner Verkehrs-Betriebe (KVB). Auf den Linien 16 und 18 sind auch Fahrzeuge der Bonner SWB Bus und Bahn eingesetzt. Die Züge verkehren regulär in Doppeltraktion. Auf dem gesamten Netz gilt der Tarif des Verkehrsverbundes Rhein-Sieg (VRS).

## Geschichte

### Kölner Straßenbahn
Im Jahr 1877 nahmen die ersten Kölner Pferdebahnen den Betrieb auf. Diese Pferdebahn war ein privates Unternehmen, das überwiegend den Verkehr zwischen Köln und den noch nicht eingemeindeten Vororten betrieb. Die erste rein innerstädtische Linie, die „Rundbahn“ wurde erst 1879 von einer zweiten Gesellschaft gebaut (Fusion 1882). Die notwendigen Erweiterungen in die schnell wachsenden Vororte wurden nach Meinung der Stadt Köln allzu langsam vorgenommen und die Investition in die Elektrifizierung wollte das Pferdebahnunternehmen nicht riskieren. Daher übernahm die Stadt zum 1. Januar 1900 die Pferdebahngesellschaft und leitete schnellstmöglich die Elektrifizierung des Netzes ein. Gleichzeitig wurden zahlreiche Streckenäste in die Kölner Stadtteile errichtet. In den engen Straßen der dicht bebauten Innenstadt existierte ein engmaschiges Netz.
Zwischen 1904 und 1912 wurden zudem noch besondere Vorortbahnstrecken in die weiter entfernten Vororte errichtet. Diese verkehrten im dicht bebauten Bereich auf den Gleisen der Straßenbahn und weiter draußen überwiegend auf eigenem Bahnkörper mit vollbahnähnlichem Charakter. Die Vorortbahnen unterschieden sich von den Straßenbahnen bis in die 1960er Jahre durch eigene, meist größere Fahrzeuge und die Linienbezeichnung mit Buchstaben, während die Stadtlinien Nummern hatten.
Bereits 1902 gab es in Köln Überlegungen zum Bau einer Untergrundbahn im ehemaligen Wallgraben um die Kölner Neustadt. 1910–12 griff man das Thema durch weitere Überlegungen und Planungen zum Bau einer U-Bahn im Stadtgebiet wieder auf. Doch folgten aufgrund des Ersten Weltkriegs und seinen Nachwirkungen bzw. der Weltwirtschaftskrise aus diesen Plänen keinerlei Konsequenzen.
Nach der Eingemeindung der Stadt Mülheim am Rhein nach Köln 1914 sollte es noch bis zum Jahr 1933 dauern, bis auch die dortigen Straßenbahnen, die Mülheimer Kleinbahnen, ein Teil der Kölner Straßenbahnen wurden.

### Ausbau zur Stadtbahn

Ausgangslage: Straßenbahnnetz 1960 nach der Inbetriebnahme der Severinsbrücke, die eine neue Rheinüberquerung bot

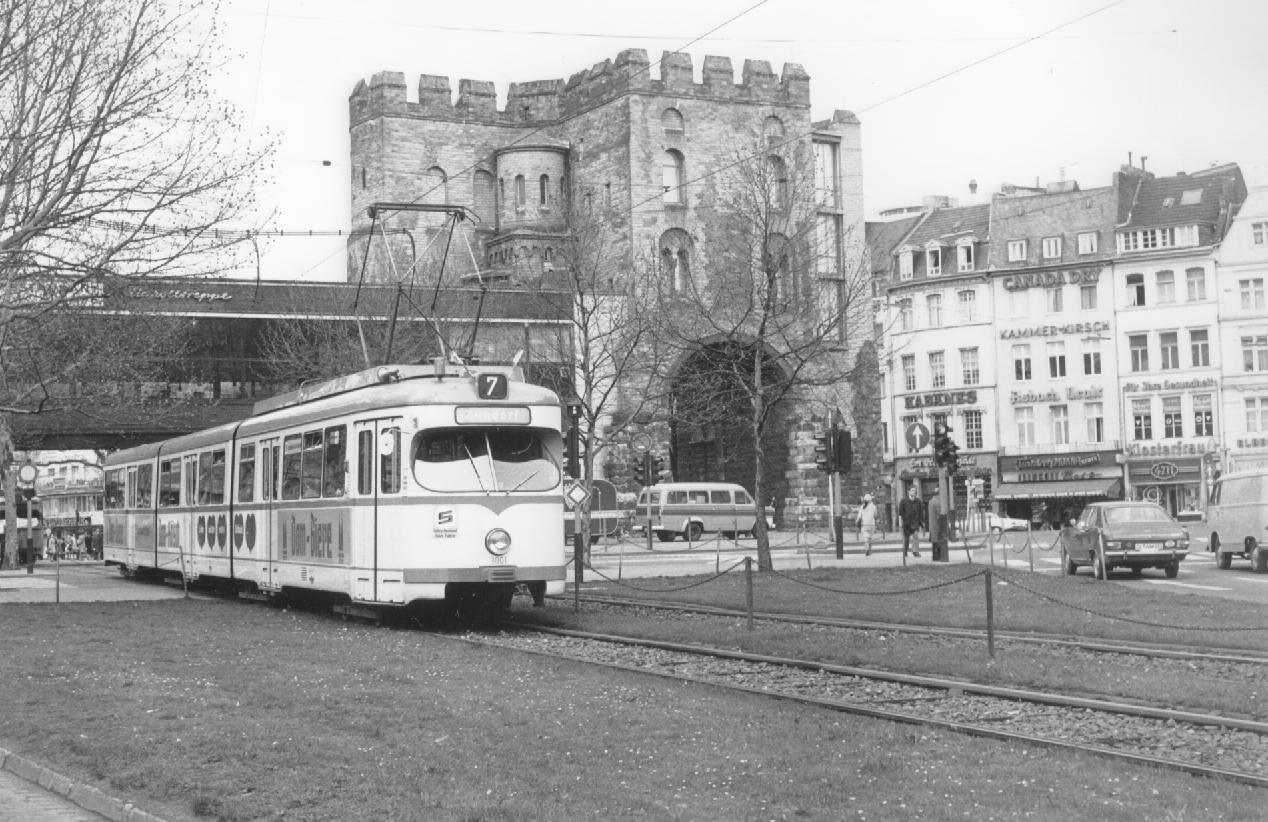
Achtachsige Straßenbahn der Linie 7 in den 1960er Jahren am Hahnentor (Rudolfplatz)

Das dichte Straßenbahnnetz, das es in der Vorkriegszeit in der Kölner Innenstadt gegeben hatte, wurde nach der Zerstörung im Zweiten Weltkrieg nur teilweise wieder aufgebaut. So wurde der Hauptbahnhof, dessen Verlegung an die Aachener Straße, den Hansaring oder ins rechtsrheinische Köln wiederholt diskutiert wurde, zunächst nur durch eine Stichstrecke mit den die Innenstadt umgebenden Ringstraßen verbunden. Ein direkter Anschluss des Bahnhofs an die zentralen innenstädtischen Plätze, Neumarkt und Heumarkt, fehlte indes. Dies lag zum Teil an den Ausbauplänen Kölns zu einer autogerechten Stadt, in diesem Zusammenhang wurden alte Schienenwege (etwa die Nord-Süd-Durchquerung der Innenstadt) durch Buslinien ersetzt; zum Teil hatte das Vorkriegsnetz aber auch durch viele sehr enge Straßen geführt, in denen die nun beabsichtigte Ertüchtigung des Straßenbahnverkehrs durch den Einsatz breiterer Züge nicht möglich war. Insbesondere das Fehlen der Nord-Süd-Verbindung und einer guten Anbindung des Hauptbahnhofes wurden in der Nachkriegszeit als Manko kritisiert. Ungeklärt war zunächst auch die Anbindung an die rechtsrheinische Stadthälfte, die vor dem Krieg über die Hohenzollern-, die Mülheimer und die Deutzer Brücke erfolgt war; nach dem Krieg wurde beschlossen, die Hohenzollernbrücke ganz dem Eisenbahnverkehr zu widmen und weiter südlich eine neue Rheinbrücke für den innerstädtischen Verkehr zu bauen; erst nach der Eröffnung der Severinsbrücke 1959 war dieses Projekt abgeschlossen, und die Straßenbahnlinien konnten neu geordnet werden.
Schon zuvor, im Jahr 1956, sah der vom Rat der Stadt Köln angenommene Generalverkehrsplan für die Kölner Straßenbahn eine Neubaustrecke vor, die in Nord-Süd-Richtung die Innenstadt in einem Tunnel unterqueren sollte. Der oberirdische Verlauf parallel zur neuen Nord-Süd-Fahrt wurde verworfen, da er in einigem Abstand an den zentralen Plätzen der Innenstadt vorbeigeführt hätte. Der Tunnel war nicht wie in anderen Städten als U-Bahn ausgelegt, sondern als eine in den Untergrund verlegte Straßenbahn, für die der Begriff U-Straßenbahn geprägt wurde. Das bedeutete eine ähnliche Konzeption wie bei Straßenbahnstrecken an der Oberfläche, also enge Kurvenradien, kurze Abstände zwischen den Haltestellen, Verzweigungen auf gleicher Ebene und für Straßenbahnfahrzeuge geeignete Bahnsteige. Am Ende der Tunnelstrecke sollten die Züge wieder als Straßenbahn oberirdisch verkehren, wenngleich der Ausbau auf eigenem Bahnkörper schon frühzeitig vorangetrieben wurde. Für diese Betriebsart – in Tunneln in engen und hoch belasteten Straßen, sonst als Straßen- oder Überlandbahn – wurde später der Begriff Stadtbahn gewählt. Ähnliche Konzepte wurden später in zahlreichen anderen Städten Nordrhein-Westfalens erarbeitet, um Straßenbahn- und Autoverkehr zu entflechten; auch im benachbarten Ausland sind vergleichbare Modelle zu finden (Brüssel, Antwerpen).

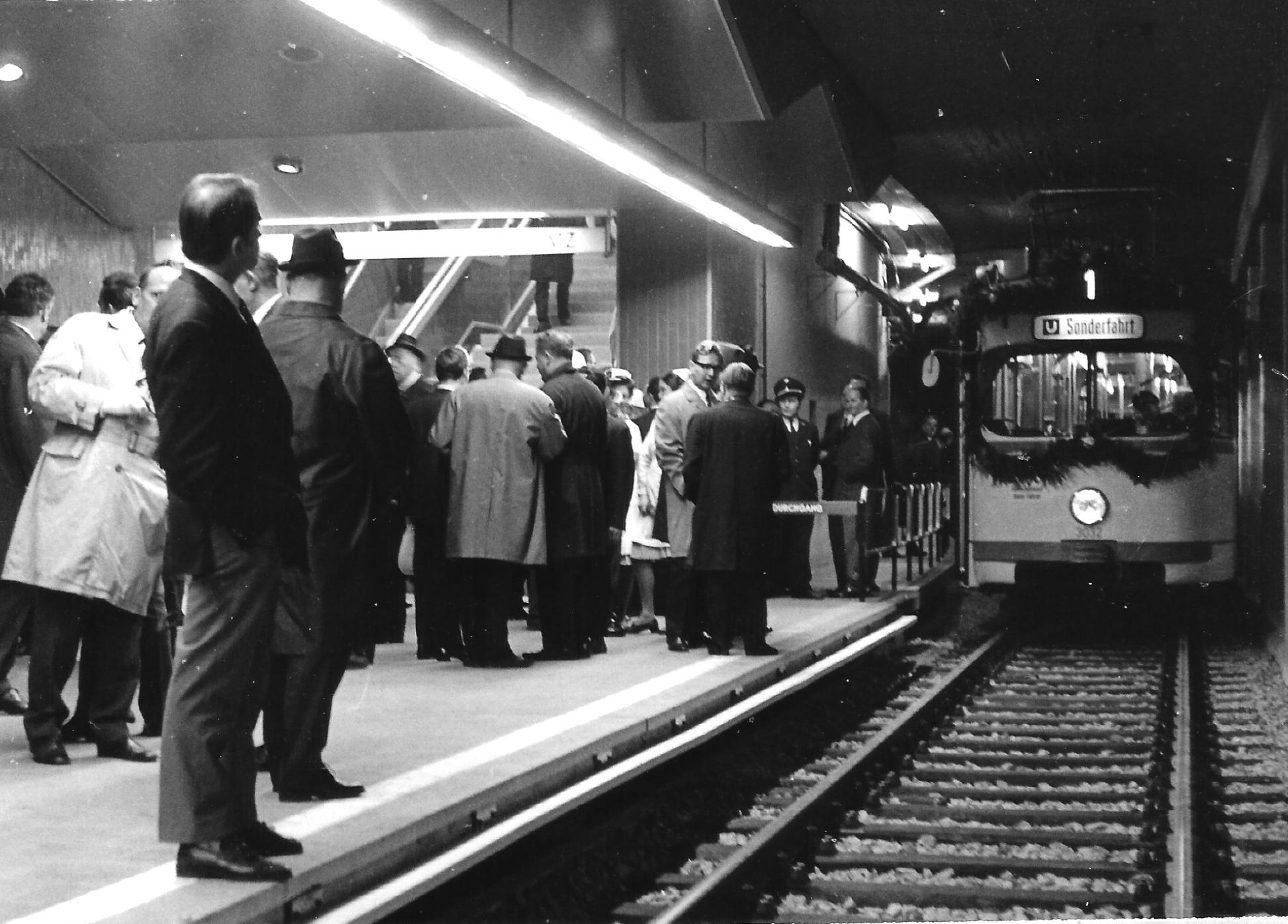
Eröffnung der U-Bahn-Haltestelle Dom/Hbf 1968

Die Bezeichnung Stadtbahn hat sich im Sprachgebrauch der Einwohner Kölns bis heute nicht durchgesetzt, zumal daneben die Begriffe U-Bahn (und zuweilen auch Straßenbahn) offiziell Verwendung finden. So sind unterirdische Haltestellen mit einem großen weißen U auf mittelblauem Grund gekennzeichnet, was an den Begriff U-Bahn denken lässt; der beispielsweise in Düsseldorf gewählte Zusatz „Stadtbahn“ fehlt. Die Kölner sprechen daher meist von U-Bahn, Straßenbahn oder schlicht von der Bahn oder der KVB.
Die Anfänge des Stadtbahnbaus in Köln sind vor dem Hintergrund zu sehen, dass es zur damaligen Zeit keinerlei Zusagen zur Mitfinanzierung durch Land und Bund gab; schlimmstenfalls hätte die Stadt Köln die Kosten allein aufbringen müssen. Unter diesen Voraussetzungen wurde 1963 mit dem Bau des Innenstadttunnels zwischen Magnusstraße und Dom/Hauptbahnhof begonnen. Am 11. Oktober 1968 konnte dieser erste Bauabschnitt in Betrieb genommen werden. Bis 1970 war mit den weiteren Ästen über Neumarkt – Poststr. – Barbarossaplatz, Poststr. – Severinstr. und Dom/Hauptbahnhof – Rampe Turiner Straße der Kern des Tunnel-Streckennetzes in der Innenstadt fertiggestellt. Dabei wurde eine spätere Fortsetzung der Tunnelstrecken baulich bereits vorgesehen. Fast alle in der Folge gebauten Tunnel sind keine neuen Strecken, sondern ersetzten bestehende oder ehemalige oberirdische Straßenbahnstrecken.
Vorteilhaft für den Ausbau zur Stadtbahn waren die – überwiegend rechtsrheinischen – Vorortbahnstrecken, die bereits seit Jahrzehnten einen weitgehend eigenen Bahnkörper besaßen. Zudem waren in Köln die meisten Straßenbahnstrecken schon seit den 1950er Jahren für eine Fahrzeugbreite von 2,5 Meter ausgebaut. Straßenbahnwagen in anderen Städten hatten damals eine Breite von höchstens 2,3 Meter. Die zusätzlichen Zentimeter ermöglichten später in Köln den Einsatz der 2,65 Meter breiten Stadtbahnwagen Typ B auch auf Straßenbahnstrecken, die schrittweise auf Stadtbahnstandard ausgebaut wurden.
Bereits frühzeitig gab es in Köln auch Mischbetrieb zwischen Straßenbahn und Eisenbahn. Nachdem bereits 1898 die Vorgebirgsbahn der Köln-Bonner Eisenbahnen (KBE) über die Luxemburger Straße nach Köln gekommen war, benutzte die 1906 eröffnete Rheinuferbahn am Kölner Rheinufer von Anfang an Gleise der Kölner Straßenbahn. Die 1893 eröffnete Köln-Frechen-Benzelrather Eisenbahn (KFBE) wurde 1914 von Meterspur auf Normalspur umgebaut und wird seit der Übernahme durch die KVB 1955 mit nach EBO zugelassenen Straßenbahnfahrzeugen betrieben. Schon gegen Mitte der 1960er Jahre war geplant, die Züge der Rheinufer- und Vorgebirgsbahn in das städtische Bahnnetz zu integrieren. Dafür mussten jedoch erst passende Fahrzeuge entwickelt werden, die sowohl den Anforderungen einer Eisenbahn als auch einer teilweise im Tunnel verkehrenden Stadtbahn entsprachen.
Wie in vielen Großstädten mit sich über die Jahrzehnte wandelnden Vorstellungen von einem angemessenen, effizienten Verkehrssystem kann es als für den Kölner Stadtbahnbau charakteristisch angesehen werden, dass die Planungen von wechselnden Anforderungen und Parametern bestimmt waren. Beispielhaft dafür ist die Länge der Bahnsteige. Während die ersten Bahnhöfe für zwei hintereinander haltende 30 m lange Straßenbahnzüge konzipiert waren, machte später das Land Nordrhein-Westfalen seine Bezuschussung von der Eignung für drei – oder teilweise auch vier – zusammengekuppelte Stadtbahnwagen Typ B abhängig. Das führte zu neuen Bahnsteiglängen von bis zu 110 m, wobei die erheblich kürzeren oberirdischen Bahnsteige derzeit maximal eine Doppeltraktion von 58 m Länge ermöglichen. Ebenso änderten sich die Trassierungsparameter: Die Kurvenradien wurden vergrößert, höhengleiche Verzweigungen weitgehend vermieden. Die äußeren Streckenäste des Tunnelnetzes sind für eine Höchstgeschwindigkeit von 70 km/h ausgelegt, doch die Abstände zwischen den Haltestellen orientieren sich meist an denen der vormaligen Straßenbahnstrecken, sodass die mögliche Höchstgeschwindigkeit nicht überall erreicht wird.
Eine Zielplanung für den Endausbau des Netzes, wie z. B. bei den U-Bahnen in Berlin, München oder Nürnberg, gibt es nicht. Gebaut wurden die Strecken in der Reihenfolge, wie es verkehrlich und zur Entlastung der Straßen am günstigsten erschien. So wurde als erster Bauabschnitt nach dem Innenstadttunnel die hoch belastete Neusser Straße in nördlichen Stadtteil Nippes untertunnelt. Etwa gleichzeitig wurde die damals in Bau befindliche Trabantenstadt Chorweiler, ebenfalls im Norden Kölns, an das Netz angeschlossen.
Viele der Rampen, die vom Tunnel zur Oberfläche führen, wurden als Provisorien gebaut, um die spätere Weiterführung des Tunnels vorzubereiten. Die fehlende Zielplanung und die Unsicherheit bezüglich der langfristigen Finanzierung großer Bauvorhaben durch Land und Bund führten dazu, dass es darüber hinaus sehr wenige bauliche Vorleistungen für den Fortbau der Tunnel wie zum Beispiel im Rohbau fertiggestellte Kreuzungsbahnhöfe oder Anschlussstutzen gibt.

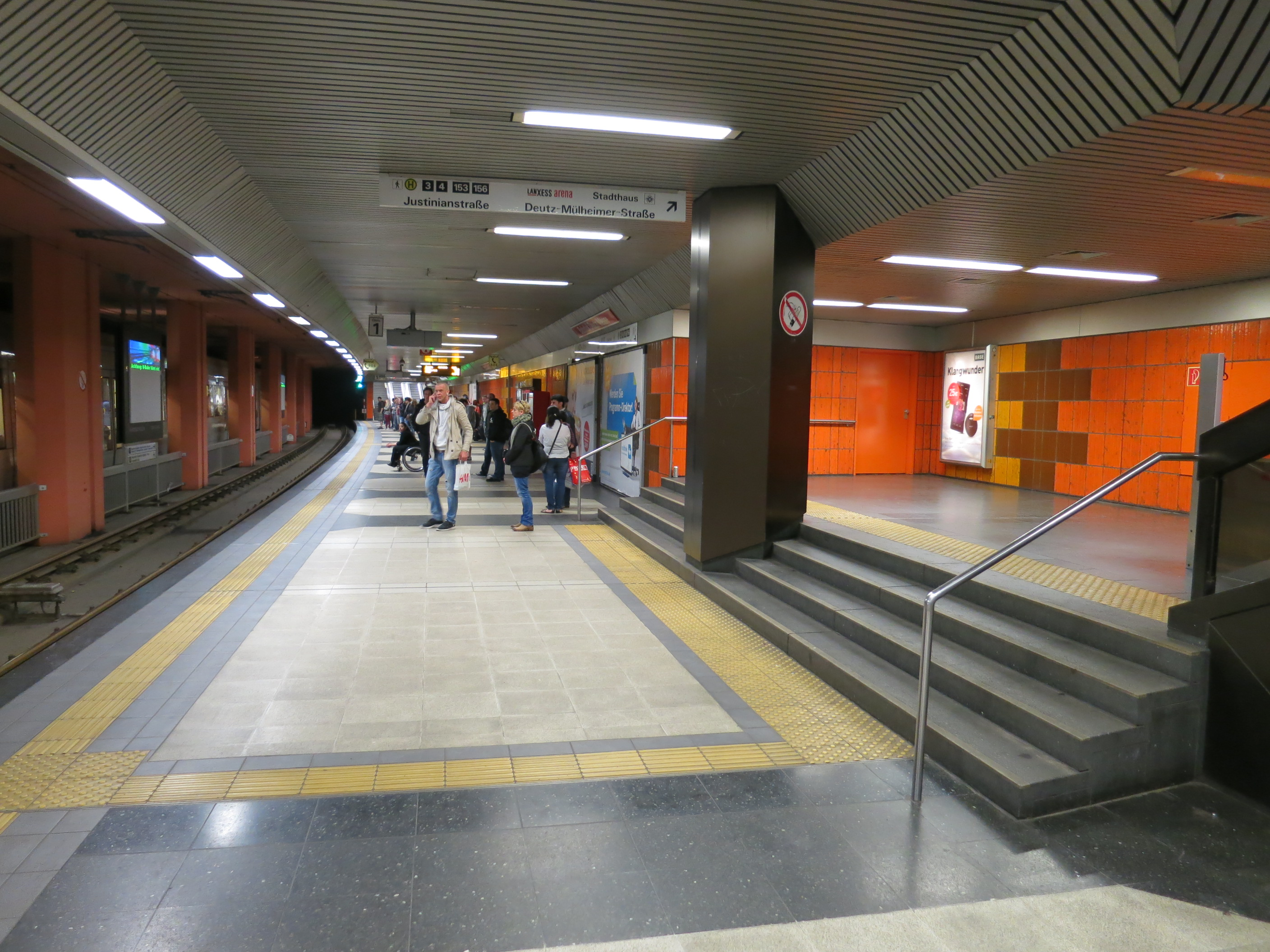
Treppenstufen vom niedrigen Bahnsteig zum einst geplanten Hochflur-Niveau, hier am U-Bahnhof Deutz/Messe. In diesem und ähnlich gestalteten Bahnhöfen gibt es für den behindertengerechten Zugang zudem Rolltreppen, Aufzüge bzw. rampenähnliche Anbauten

Der Mischbetrieb von Straßenbahn- und Stadtbahnfahrzeugen ließ zunächst nur Seitenbahnsteige mit einer Bahnsteighöhe von maximal 35 cm zu, da die seit den 1950er Jahren entwickelten Straßenbahnwagen nur rechtsseitig Türen für den Ein- und Ausstieg hatten. Erst Ende der 1970er Jahre kamen in Form der ersten Stadtbahnwagen wieder Züge mit beidseitigem Ein- und Ausstieg in Betrieb. 1985 wurde mit dem Bau des ersten Streckenabschnitts begonnen, der nur noch für Hochflur-Stadtbahnwagen befahrbar war und Mittelbahnsteige mit einer Bahnsteighöhe von 90 cm aufwies.
Seit dem Sommer 2006 fahren in Köln keine klassischen Straßenbahnwagen mehr. Allerdings beschloss einige Jahre vorher der Stadtrat aus finanziellen und städtebaulichen Gründen, nicht das gesamte Netz für den Betrieb mit den hochflurigen Stadtbahnfahrzeugen umzubauen (die hohen Bahnsteige wurden von der Kölner Bürgerschaft als das Stadtbild störend kritisiert), sondern auf einigen Strecken die niedrigen Bahnsteige dauerhaft beizubehalten, wofür nun Niederflur-Stadtbahnwagen beschafft wurden. So entschied man sich zu Beginn der 1990er Jahre für eine Trennung des Netzes in einen hochflurigen Bereich, dessen Bahnsteige mittlerweile fast durchgehend auf 90 cm Höhe ausgebaut wurden, und einen niederflurigen Bereich, der eine Bahnsteighöhe von 35 cm aufweist. Ein erstes Linienbündel wurde 1994 auf Niederflurbetrieb umgestellt, ein weiteres folgte 2003. Dies führte ähnlich wie in anderen Großstädten, in denen ein Straßenbahnsystem schrittweise in ein U- oder Stadtbahnnetz umgewandelt wird (etwa in Teilen des Ruhrgebiets, aber auch in Brüssel), zu dem Kuriosum, dass an einigen Haltestellen (wie z. B. Christophstraße/Mediapark oder Bahnhof Deutz/Messe) die aus einer früheren Bauphase stammenden Rolltreppen nicht auf Bahnsteighöhe enden, sondern man dann noch wahlweise drei Stufen oder eine behindertengerechte Rampe hinabgehen muss, um auf das Bahnsteigniveau zu gelangen. Bei diesen Haltestellen war es ursprünglich beabsichtigt gewesen, sie später auf eine Bahnsteighöhe von 90 cm anzuheben.

## Liniennetz
Die Streckenlänge des Liniennetzes wird von der Stadt Köln („Zahlen, Daten, Fakten“, Stand 11. Oktober 2018) mit 199 km angegeben, davon 152 km im Stadtgebiet Köln, weitere 47 km außerhalb (Bergisch Gladbach, Frechen, Rheinufer- und Vorgebirgsbahn bis Stadtgrenze Bonn).
Die heutigen Liniennummern sind größtenteils historisch bedingt; daher ist keine klare Trennung der Nummern nach Hochflur/Niederflur vorhanden, zumal auch die Nutzer beide Systeme nicht als voneinander getrennte Systeme wahrnehmen. Die unten verwendeten Farben entsprechen denen des Liniennetzplans. Fahrplan-Veröffentlichungen und Linienbezeichnungen am Fahrzeug tragen keine Farbkennung.
Tagsüber verkehren werktags alle Linien mindestens im 10-Minuten-Takt, wobei sich auf einigen Innenstadtstrecken drei, auf einem Abschnitt sogar vier Linien überlagern. Auf einzelnen Außenästen, insbesondere außerhalb der Stadtgrenzen, wird ganztägig ein 20-Minuten-Takt angeboten, vormittags werden weitere Außenäste ausgedünnt. Die Linie 18 fährt ganztägig im 5-Minuten-Takt, der Takt der Linien 1, 7, 9 und 15 wird in der Hauptverkehrszeit auf Teilstrecken verdichtet. In den Tagesrandzeiten und sonntags wird im 15-Minuten-Takt (auf Außenästen im 30-Minuten-Takt) gefahren. In den Nächten auf Samstag, Sonntag und vor Feiertagen wird auf den meisten Linien ein 30-Minuten-Takt angeboten.
| Linie | Verlauf | Länge                                                                           | Teilnetz   | Fahrzeit (gesamte Strecke)     | mittlere Reisegeschwindigkeit | mittlerer Haltestellenabstand |
| ----- | --- | ------------------------------------------------------------------------------- | ---------- | ------------------------------ | ----------------------------- | ----------------------------- |
| 1     | Weiden West – Junkersdorf – Müngersdorf – Aachener Str./Gürtel – Rudolfplatz – Neumarkt – Bf Deutz – Kalk – Höhenberg – Merheim – Brück – Refrath – Bensberg vormittags 20-Minuten-Takt Brück – Bensberg | 26,5 km 19,9 km in Köln                                                         | Niederflur | 56 min                         | 28,9 km/h 27,1 km/h in Köln   | 736 m 710 m in Köln           |
| 3     | Görlinger-Zentrum – Mengenich – Bocklemünd – Bickendorf – Bf Ehrenfeld – Bf West – Friesenplatz – Neumarkt – Bf Deutz – Koelnmesse –Buchforst – Buchheim – Holweide – Dellbrück – Thielenbruch | 22,1 km                                                                         | Hochflur   | 50 min                         | 26,3 km/h                     | 717 m                         |
| 4     | Bocklemünd – Bickendorf – Bf Ehrenfeld – Bf West – Friesenplatz – Neumarkt – Bf Deutz – Koelnmesse – Mülheim Wiener Platz – Höhenhaus – Dünnwald – Schlebusch abends sowie sonntagmorgens erst ab Rochusplatz | 21,7 km                                                                         | Hochflur   | 48 min                         | 28,3 km/h                     | 775 m                         |
| 5     | Am Butzweilerhof – Neuehrenfeld – Bf West – Friesenplatz – Dom/Hbf – Rathaus – Heumarkt | 10,3 km                                                                         | Hochflur   | 27 min                         | 21 km/h                       | 735 m                         |
| 7     | Frechen – Marsdorf – Lindenthal – Aachener Str./Gürtel – Rudolfplatz – Neumarkt – Deutz – Poll – Westhoven – Ensen – Porz – Zündorf außer im Berufsverkehr Frechen–Braunsfeld 20-Minuten-Takt (teilweise auch Frechen – Frechen Bf), abends sowie sonntags Frechen-Moltkestraße 30-Minuten-Takt                                                          | 25,8 km 22,0 km in Köln                                                         | Niederflur | 62 min                         | 22,4 km/h 26,4 km/h in Köln   | 806 m 956 m in Köln           |
| 9     | Sülz – Universität – Bf Süd – Neumarkt – Bf Deutz – Kalk – Vingst – Ostheim – Königsforst | 15,4 km                                                                         | Niederflur | 38 min                         | 25,9 km/h                     | 727 m                         |
| 12    | Merkenich – Niehl – Weidenpesch – Nippes – Ebertplatz – Friesenplatz – Rudolfplatz – Barbarossaplatz – Zollstock mo-sa von 9 bis 19 Uhr im 20-Minuten-Takt Merkenich – Niehl | 17,0 km                                                                         | Niederflur | 44 min                         | 22,7 km/h                     | 654 m                         |
| 13    | Sülzgürtel – Lindenthal – Aachener Str./Gürtel – Bf Ehrenfeld – Neuehrenfeld – Nußbaumerstr. – Bilderstöckchen – Nippes – Amsterdamer Str./Gürtel – Slabystr. Ab 2. April 2024 bis vrsl. 15.09.2025 fällt der Streckenabschnitt: Mülheim Wiener Platz – Bf Mülheim – Buchheim – Holweide Vischeringstr. weg aufgrund der Sanierung der Mülheimer Brücke. | 11,6 km 16,2 km bei voller Länge                                                | Hochflur   | 27 min 35 min bei voller Länge | 29,5 km/h                     | 736 m                         |
| 14    | Reichenspergerplatz – Ebertplatz – Dom/Hbf – Neumarkt – Bf Deutz – Koelnmesse – Mülheim Wiener Platz – Keupstr. Zusatzlinie zur Entlastung der Linie 4 während der Sanierung der Mülheimer Brücke ab 2. April 2024 bis vrsl. 15.09.2025, verkehrt nur mo-fr 5.30 bis 9 Uhr und 13 bis 20 Uhr                                                             | 9,9 km                                                                          | Hochflur   | 26 min                         |                               | 660 m                         |
| 15    | Chorweiler – Heimersdorf – Longerich – Weidenpesch – Nippes – Ebertplatz – Friesenplatz – Rudolfplatz – Barbarossaplatz – Chlodwigplatz – Ubierring | 15,2 km                                                                         | Niederflur | 38 min                         | 24,0 km/h                     | 705 m                         |
| 16    | Niehl Sebastianstr. – Amsterdamer Str./Gürtel – Ebertplatz – Dom/Hbf – Neumarkt – Barbarossaplatz – Chlodwigplatz – Ubierring – Bayenthal – Rodenkirchen – Sürth – Godorf – Wesseling – Hersel – Bonn Hbf – Bonn-Bad Godesberg außerhalb der HVZ ab Sürth bzw. Wesseling 20-Minuten-Takt                                                                 | 44,3 km 19,9 km in Köln                                                         | Hochflur   | 88 min                         | 33,4 km/h 29,1 km/h in Köln   | 950 m 905 m in Köln           |
| 17    | Severinstr. – Chlodwigplatz – Rodenkirchen mo–sa im 20-Minuten-Takt, so im 30-Minuten-Takt | 8,5 km                                                                          | Hochflur   | 15 min                         |                               | 772 m                         |
| 18    | Slabystr. – Zoo/Flora – Ebertplatz – Dom/Hbf – Neumarkt – Barbarossaplatz – Sülzgürtel – Klettenberg – Hürth – Brühl – Schwadorf – Bornheim – Alfter – Bonn Hbf Linksrheinisch verkehrende Linie 18 ab 2. April 2024 bis vrsl. 15.09.2025 während der Sanierung der Mülheimer Brücke. mo-fr ab Schwadorf 20-Minuten-Takt                                 | 38,3 km 10 km in Köln 46,4 km bei voller Länge 18,1 km in Köln bei voller Länge | Hochflur   | 78 min                         | 33,4 km/h 26,5 km/h in Köln   | 1008 m 724 m in Köln          |
| 18    | Thielenbruch – Dellbrück – Holweide – Buchheim Herler Str. – Bf Mülheim – Mülheim Wiener Platz rechtsrheinisch verkehrende Linie 18 ab 2. April 2024 bis vrsl. 15.09.2025 während der Sanierung der Mülheimer Brücke. | 6,9 km                                                                          | Hochflur   | 12 min                         |                               | 690 m                         |

Fällt ab 2. April 2024 bis vrsl. 15. September 2025 weg
Seit der Liniennetzvereinfachung im August 2007 gibt es planmäßig verschiedene Fahrten, die ihre Liniennummer während der Fahrt wechseln und anschließend auf anderer Linie die Fahrt fortsetzen. Dabei handelt es sich u. a. um fünf Verstärkerzüge morgens von Porz zur Universität sowie Fahrten von Ubierring nach Buchheim und zurück in den Randstunden und sonntags morgens.

### Niederflur-Netz

#### Ost-West-Linien (Linien 1, 7, 9)

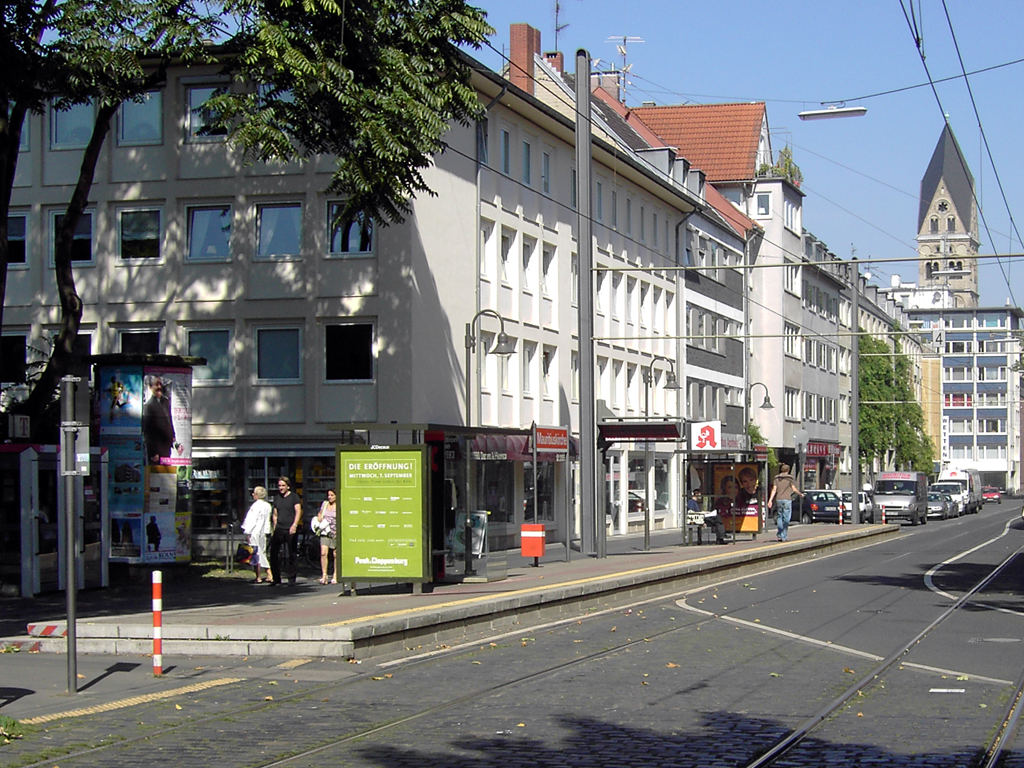
Niederflur-Haltestelle Mauritiuskirche im West-Ost-Netz

Das Ost-West-Linienbündel wurde 1994 im Hinblick auf die Lieferung der ersten Niederflur-Stadtbahnwagen gebildet, indem die Linie 9 westlich von Deutz Technische Hochschule ihre heutige Linienführung über die Deutzer Brücke zur Innenstadt und weiter westwärts erhielt. Zuvor war sie über die Severinsbrücke in den innerstädtischen U-Bahn-Tunnel zum Neumarkt, Dom/Hauptbahnhof und weiter nach Norden (Nippes, Weidenpesch) gelenkt worden. Nach dem Umbau des oberirdischen Knotenpunktes am Neumarkt war die Linie 1 bereits ab 1995 vollständig mit 35 cm hohen Bahnsteigen ausgestattet, die einen stufenlosen Einstieg in die hier eingesetzten Niederflur-Stadtbahnwagen ermöglichen. Auf den übrigen Linien wurden die Haltestellen sukzessive mit Bahnsteigen nachgerüstet: Der Westast der Linie 9 wurde 1998 umgebaut, derjenige der Linie 7 im Jahr darauf. Der Ostast der Linie 7 ist seit 2005 vollständig umgebaut. Mit dem Umbau der Endhaltestelle der Linie 9 in Sülz wurde im Juni 2005 der Ausbau der Ost-West-Linien abgeschlossen.
Nach dem Umbau der Ringe-Linien zu Niederflur konnten nicht alle geplanten Niederflurlinien mit passenden Fahrzeugen bedient werden. Während der Auslieferung der Niederflur-Fahrzeuge der Serie K4500 von 2005 bis 2007 wurden deshalb auf einigen Verstärkern der Linie 1 und der damaligen Linie 8 vorübergehend Hochflur-Fahrzeuge eingesetzt. Seit der Lieferung aller Niederflur-Fahrzeuge der Serie K4500 werden auf allen Niederflurlinien nur noch die Niederflur-Fahrzeuge der Serien K4000 und K4500 eingesetzt, selten auch beide Serien in Doppeltraktion. Bei einem temporären Mangel an Niederflur-Fahrzeugen kann es allerdings auch zum Einsatz von Hochflur-Fahrzeugen der Serie K5000 auf der Linie 1 kommen, wie es z. B. im Jahr 2014 mehrmals der Fall war.
Der gemeinsame Abschnitt Neumarkt–Heumarkt–Deutzer Brücke erreicht in Spitzenzeiten mit 30 Zügen pro Stunde und Richtung die gleiche Zugdichte, wie sie der Innenstadttunnel ganztägig aufweist und wird, wenn dieser in einigen Jahren durch die Nord-Süd-Stadtbahn entlastet wird, die am stärksten belastete Strecke im Kölner Stadtbahnnetz sein. Um diese Strecke zu entlasten, wird derzeit (Stand Anfang 2023) der Ausbau der Ost-West-Achse diskutiert, unter anderem soll die Linie 1 in Zukunft mit 90 m langen Bahnen fahren. Auch der Bau einer U-Bahnstrecke wird vom Rat der Stadt Köln erwogen.

#### Ringe-Linien (Linien 12 und 15)
Die Ringe-Linien verkehren in heutiger Form seit der Fahrplanumstellung am 14. Dezember 2003, als die zweite Stufe des Niederflurkonzepts realisiert wurde. Seither verkehrt die Linie 12 anstelle der Linien 17 und 19 über die Ringe anstatt durch den Innenstadttunnel, und die Linie 15 hat mit der Linie 18 den Linienast nördlich des Ebertplatzes getauscht. Damit sind die Hochflur- und Niederflur-Netze weitgehend entflochten. Lediglich auf der Gürtelstrecke zwischen Aachener Str./Gürtel und Dürener Str./Gürtel, mit den Linien 7 und 13, und auf der südlichen Ringstrecke von Barbarossaplatz bis Ubierring mit den Linien 15 und 16 verkehren noch Hochflur- und Niederflur-Fahrzeuge im Mischverkehr. Letzterer wird bis zur Inbetriebnahme der Nord-Süd-Stadtbahn beibehalten, danach verbleibt die Linie 15 dort zwischen Eifelstraße und Ubierring als einzige Linie.
Die Umstellung der Ringe-Linien war die „kleinste“ von mehreren untersuchten Varianten zur Ausdehnung des Niederflurnetzes und bot vor allem den Vorteil, dass wenige Haltestellenumbauten notwendig wurden. Ein wichtiges Gegenargument war, dass die Ford-Werke als Großabnehmer von Jobtickets Wert auf eine Direktverbindung zum Hauptbahnhof legten, von der sie durch die Führung der Linie 12 über die Ringe abgeschnitten sind.
Alle Ringe-Linien sind nunmehr vollständig mit 35-Zentimeter-Bahnsteigen ausgestattet. Der Hochbahnsteig an der Haltestelle Hansaring wurde im Herbst 2003 auf 35 Zentimeter zurückgebaut, der Hochbahnsteig an der Endhaltestelle Chorweiler im August 2006 durch Aufschottern der Gleise für Niederflur-Fahrzeuge benutzbar gemacht. Entsprechend werden auf der Linie 12 seit 2003 Niederflur-Fahrzeuge eingesetzt, auf der Linie 15 seit 2006. Der Südast der Linie 12 (Eifelstraße–Zollstock) wurde von Oktober 2006 bis August 2007 mit Mittelbahnsteigen ausgestattet. Zuvor musste dort vom Straßenniveau aus eingestiegen werden. Dabei wurde die Station Kalscheurer Weg aufgegeben, da sie sich wegen der längeren Bahnsteige als überflüssig erwies.

### Hochflur-Netz (Linien 3, 4, 5, 13, 16, 17, 18)
Als Hochflurnetz werden die übrigen Linien (Linien 3, 4, 5, 13, 16, 17, 18) des Stadtbahnnetzes zusammengefasst. Ihre Gemeinsamkeit besteht darin, dass sie mit klassischen Stadtbahnfahrzeugen bedient werden, deren Fahrzeugboden sich etwa einen Meter über dem Gleis befindet. Für einen stufenlosen Einstieg in diese Fahrzeuge sind entsprechend hohe Bahnsteige erforderlich. Die Außenäste des Hochflurnetzes sind mittlerweile fast vollständig mit solchen Hochbahnsteigen ausgerüstet, Ausnahmen sind die Haltestellen Reichenspergerplatz und Slabystraße auf der Riehler Straße im Norden der Stadt, fast alle Haltestellen der Gürtel-Linie 13 (die einzige Tangentiallinie) und – wegen des Mischverkehrs mit EBO-Fahrzeugen – die Überland-Stationen der Linie 16 zwischen Wesseling und der Bonner Stadtgrenze. Bis 2010 verfügte keine der an der Oberfläche befindlichen Stationen der Linie 5 nach Ossendorf über einen Hochbahnsteig.

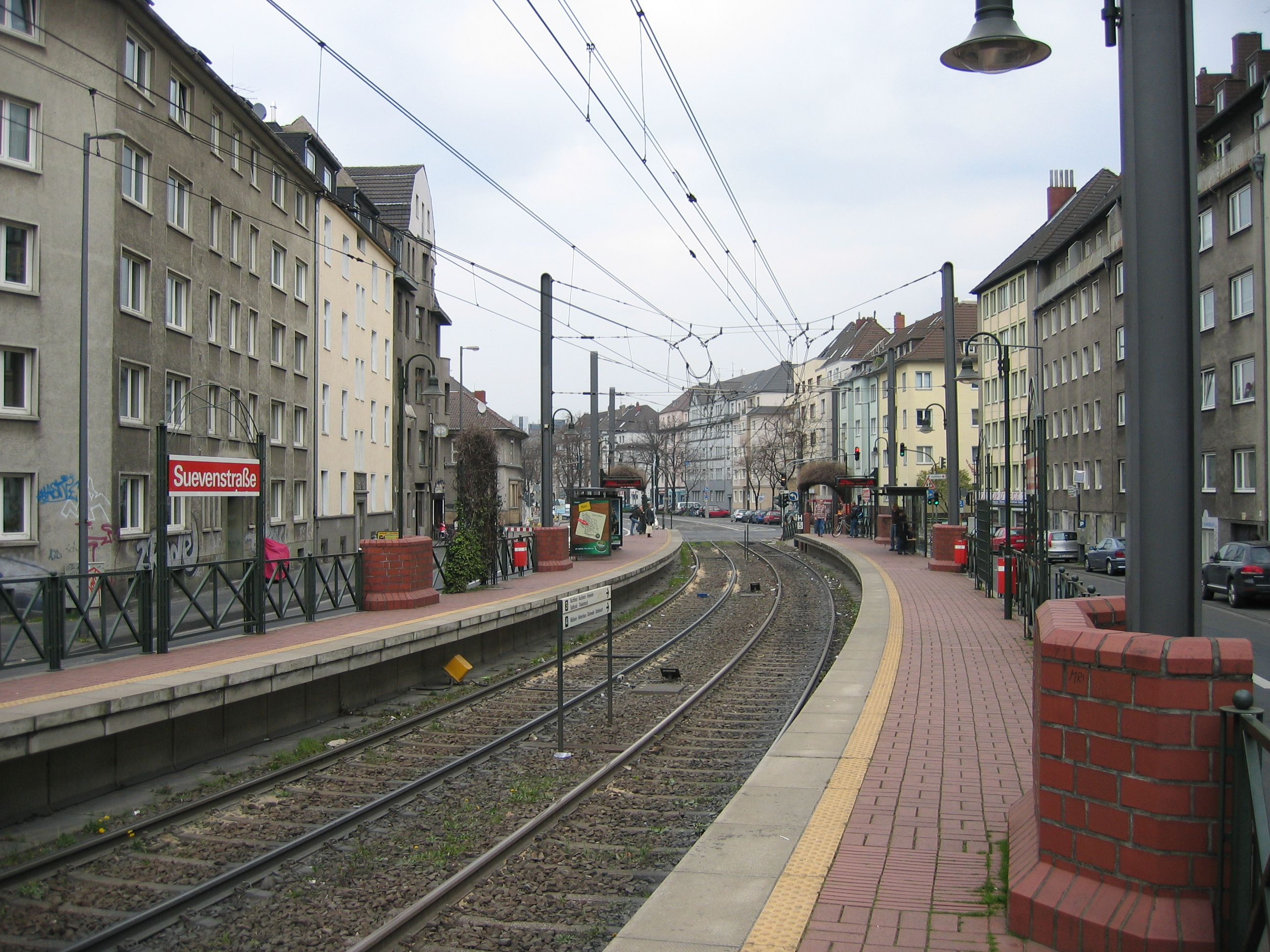
Hochflur-Haltestelle Suevenstraße in Deutz

Im Innenstadtbereich musste noch lange an nahezu allen Haltestellen von niedrigeren Bahnsteigen über Klappstufen eingestiegen werden. Ein Umbau war meist nicht möglich, da bis Dezember 2003 noch Straßenbahnfahrzeuge mit festen Stufen durch den Innenstadttunnel fuhren. Doch auch hier schreitet der Ausbau mittlerweile voran. Die am stärksten frequentierten Tunnel-Haltestellen Neumarkt und Dom/Hbf wurden 2004 und 2005 auf Hochbahnsteige umgebaut, Anfang Oktober 2006 wurden auch die beiden Stationen Appellhofplatz/Breite Straße und Poststraße auf Hochflurniveau angehoben. Die Haltestelle Breslauer Platz, die im Zuge des Baus der Nord-Süd-Stadtbahn von August 2007 bis Dezember 2011 ohne Halt durchfahren wurde, weist seit ihrer Wiedereröffnung am 11. Dezember 2011 ebenfalls Hochbahnsteige auf. Noch umzubauen sind die Haltestelle Appellhofplatz/Zeughaus sowie die Bahnsteige der Linien 16 und 18 am Barbarossaplatz.
Die Haltestelle Severinstraße wurde im Zuge des Baus der Nord-Süd-Stadtbahn mit provisorischen Hochflur-Bahnsteigen aus Holz versehen. Im Januar 2014 wurden die endgültigen Bahnsteige fertiggestellt. Die hier verkehrenden Linien 3 und 4 wurden damit die ersten Hochflurlinien, auf denen die Klapptritte nicht mehr benötigt werden.

### Ehemalige Linienführungen
Im Folgenden sind nur die Nummern-Linien aufgeführt, die seit Beginn der Stadtbahn-Ära bestanden. Ältere Linienführungen sowie die mit Buchstaben bezeichneten Vorortbahnen sind nicht berücksichtigt; siehe dazu Geschichte der Kölner Straßenbahn.
| Linie | Linienführung | von                | bis                |
| ----- | --- | ------------------ | ------------------ |
| 1     | Weiden Schulstr. – Junkersdorf – Müngersdorf – Braunsfeld – Rudolfplatz – Neumarkt – Heumarkt – Deutz/Messe – Kalk – Höhenberg – Merheim – Brück – Refrath – Bensberg                                                                                                 | 16. Juni 2002      | 27. Mai 2006       |
| 1     | Junkersdorf – Müngersdorf – Braunsfeld – Rudolfplatz – Neumarkt – Heumarkt – Deutz/Messe – Kalk – Höhenberg – Merheim – Brück – Refrath – Bensberg | 2. August 1980     | 15. Juni 2002      |
| 1     | Sülz, Hermeskeiler Platz – Universität – Zülpicher Platz – Neumarkt – Heumarkt – Deutz/Messe – Kalk – Höhenberg – Merheim – Brück – Refrath – Bensberg | 19. Oktober 1970   | 1. August 1980     |
| 1     | Bocklemünd – Bickendorf – Venloer Str./Gürtel – Hans-Böckler-Platz – Brabanter Str. – Rudolfplatz – Neumarkt – Heumarkt – Deutz/Messe – Kalk – Höhenberg – Merheim – Brück – Refrath – Bensberg                                                                       | 12. Juni 1967      | 18. Oktober 1970   |
| 2     | eingestellt (zwischen Neumarkt und Frechen durch Linie 7 ersetzt) | 30. Mai 1999       |                    |
| 2     | Benzelrath – Frechen – Marsdorf – Lindenthal – Braunsfeld – Rudolfplatz – Neumarkt (– Heumarkt – Deutz – Poll – Porz – Zündorf) | 25. September 1994 | 30. Mai 1999       |
| 2     | Benzelrath – Frechen – Marsdorf – Lindenthal – Braunsfeld – Rudolfplatz – Neumarkt (– Heumarkt – Deutz/Messe – Kalk – Vingst – Ostheim) | 2. August 1980     | 24. September 1994 |
| 2     | Sülz, Hermeskeiler Platz – Universität – Zülpicher Platz – Neumarkt – Heumarkt – Deutz – Vingst – Ostheim | 19. Oktober 1970   | 2. August 1980     |
| 2     | Zollstock, Südfriedhof – Barbarossaplatz – Neumarkt – Dom/Hbf. | 6. Oktober 1969    | 18. Oktober 1970   |
| 2     | Zollstock, Südfriedhof – Barbarossaplatz – Zülpicher Platz – Mauritiuskirche – Neumarkt – Poststraße – Barbarossaplatz – Zollstock, Südfriedhof | 12. Juni 1967      | 5. Oktober 1969    |
| 3     | Mengenich – Bocklemünd – Venloer Str./Gürtel – Hans-Böckler-Platz – Friesenplatz – Appellhofplatz – Neumarkt – Severinstr. – Bf. Deutz/Messe – Buchheim – Holweide – Dellbrück – Thielenbruch                                                                         | 16. Juni 2002      | 26. August 2018    |
| 3     | Bocklemünd – Venloer Str./Gürtel – Hans-Böckler-Platz – Friesenplatz – Appellhofplatz – Neumarkt – Severinstr. – Bf. Deutz/Messe – Buchheim – Holweide – Dellbrück – Thielenbruch                                                                                     | 19. Oktober 1970   | 15. Juni 2002      |
| 3     | während des U-Bahn-Baus in Ehrenfeld nur ab Venloer Str./Gürtel | 16. September 1989 | 30. Mai 1992       |
| 3     | Bickendorf, Schleife am Erlenweg – Akazienweg – Venloer Str./Gürtel – Hans-Böckler-Platz – Brabanter Str. – Rudolfplatz – Neumarkt – Kleiner Griechenmarkt – Severinsbrücke – Bf. Deutz/Messe – Buchheim – Holweide – Dellbrück – Thielenbruch                        | 12. Juni 1967      | 18. Oktober 1970   |
| 4     | Bickendorf, Äußere Kanalstraße – Subbelrather Straße/Gürtel – Hans-Böckler-Platz – Friesenplatz – Appellhofplatz – Neumarkt – Severinstr. – Bf. Deutz/Messe – Mülheim – Höhenhaus – Dünnwald – Schlebusch                                                             | 24. Juni 1989      | 30. Mai 1992       |
| 4     | Bocklemünd – Subbelrather Straße/Gürtel – Hans-Böckler-Platz – Friesenplatz – Appellhofplatz – Neumarkt – Severinstr. – Bf. Deutz/Messe – Mülheim – Höhenhaus – Dünnwald – Schlebusch                                                                                 | 24. April 1985     | 23. Juni 1989      |
| 4     | Bocklemünd – Venloer Str./Gürtel – Hans-Böckler-Platz – Friesenplatz – Appellhofplatz – Neumarkt – Severinstr. – Bf. Deutz/Messe – Mülheim – Höhenhaus – Dünnwald – Schlebusch                                                                                        | 7. Januar 1975     | 23. April 1985     |
| 4     | Bickendorf, Akazienweg – Venloer Str./Gürtel – Hans-Böckler-Platz – Friesenplatz – Appellhofplatz – Neumarkt – Severinstr. – Bf. Deutz/Messe – Mülheim – Höhenhaus – Dünnwald – Schlebusch                                                                            | 19. Oktober 1970   | 6. Januar 1975     |
| 4     | Rudolfplatz (Moltkestr.) – Neumarkt – Severinstr. – Bf. Deutz/Messe – Mülheim – Höhenhaus, Neurather Weg; | 8. April 1968      | 18. Oktober 1970   |
| 5     | Am Butzweilerhof – Ossendorf – Neuehrenfeld – Friesenplatz – Dom/Hbf. – Rathaus | 12/2012            | 12/2013            |
| 5     | Am Butzweilerhof – Ossendorf – Neuehrenfeld – Friesenplatz – Dom/Hbf. – Ebertplatz – Reichenspergerplatz | 12/2010            | 12/2012            |
| 5     | Ossendorf – Neuehrenfeld – Friesenplatz – Dom/Hbf. – Ebertplatz – Reichenspergerplatz | 23. Mai 1993       | 12/2010            |
| 5     | Ossendorf – Neuehrenfeld – Friesenplatz – Dom/Hbf. – Ebertplatz – Reichenspergerplatz – Zoo/Flora – Mülheim – Höhenhaus, Neurather Weg | 9. November 1986   | 22. Mai 1993       |
| 5     | Ossendorf – Neuehrenfeld – Friesenplatz – Dom/Hbf. – Ebertplatz – Reichenspergerplatz | 19. Oktober 1970   | 8. November 1986   |
| 5     | Ossendorf – Neuehrenfeld – Friesenplatz – Dom/Hbf. | 11. Oktober 1968   | 18. Oktober 1970   |
| 6     | eingestellt (ersetzt durch Verdichtung der Linie 15) | 06/2007            |                    |
| 6     | Longerich – Weidenpesch – Nippes – Ebertplatz („6 Nord“) | 10/2006            | 06/2007            |
| 6     | Dom/Hbf – Neumarkt – Barbarossaplatz – Chlodwigplatz – Ubierring („6 Süd“) | 10/2006            | 06/2007            |
| 6     | Longerich – Weidenpesch – Nippes – Ebertplatz – Friesenplatz – Rudolfplatz – Barbarossaplatz – Chlodwigplatz – Ubierring | 09/2002            | 10/2006            |
| 6     | Longerich – Weidenpesch – Nippes – Ebertplatz – Friesenplatz – Rudolfplatz – Barbarossaplatz – Chlodwigplatz – Bayenthal – Marienburg, Südpark | 27.07.1974         | 7. September 2002  |
| 6     | (HVZ: Fordwerke, Ölhafen –) Niehl – Weidenpesch – Nippes – Ebertplatz – Friesenplatz – Rudolfplatz – Barbarossaplatz – Chlodwigplatz – Bayenthal – Marienburg, Südpark                                                                                                | 19. Oktober 1970   | 26. Juli 1974      |
| 7     | Sülz, Hermeskeiler Platz – Universität – Zülpicher Platz – Neumarkt – Heumarkt – Deutz – Poll – Porz – Zündorf | 2. August 1980     | 29. Mai 1999       |
| 7     | Junkersdorf – Müngersdorf – Melaten – Rudolfplatz – Neumarkt – Heumarkt – Deutz – Poll – Porz – Zündorf | 12. Juni 1967      | 2. August 1980     |
| 8     | eingestellt (ersetzt durch Verdichtung der Linien 7 und 9) | 06/2007            |                    |
| 8     | Universität – Zülpicher Platz – Neumarkt (– Poll – Porz) / (– Bf. Deutz/Messe) | 1999               | 06/2007            |
| 8     | eingestellt | 2. August 1980     | 1999               |
| 8     | Müngersdorf (Stadion) – Melaten – Rudolfplatz – Neumarkt – Heumarkt – Deutz/Messe – Kalk – Höhenberg – Merheim – Brück (– Refrath) | 8. April 1968      | 2. August 1980     |
| 9     | Chorweiler – Heimersdorf – Longerich – Nippes – Ebertplatz – Dom/Hbf – Neumarkt – Deutz – Kalk – Vingst – Ostheim – Rath-Heumar – Königsforst | 17. November 1973  | 24. September 1994 |
| 9     | Chorweiler, Stallagsweg – Heimersdorf – Longerich – Nippes – Ebertplatz – Dom/Hbf – Neumarkt – Deutz – Kalk – Vingst – Ostheim – Rath-Heumar – Königsforst | 18. Mai 1971       | 16. November 1973  |
| 9     | Longerich – Nippes – Ebertplatz – Dom/Hbf – Neumarkt – Deutz – Kalk – Vingst – Ostheim – Rath-Heumar – Königsforst | 19. Oktober 1970   | 17. Mai 1971       |
| 9     | Longerich – Niehl – Fordwerke, Ölhafen (nur im Berufsverkehr) | 12. Juni 1967      | 18. Oktober 1970   |
| 10    | eingestellt (ersetzt durch Verdichtung der Linie 12) | 26. September 1994 |                    |
| 10    | Zollstock, Südfriedhof – Barbarossaplatz – Rudolfplatz – Friesenplatz – Ebertplatz – Nippes – Niehl – Merkenich | 31. Oktober 1987   | 26. September 1994 |
| 10    | Klettenberg – Barbarossaplatz – Rudolfplatz – Friesenplatz – Ebertplatz – Nippes – Niehl – Fordwerke, Ölhafen | 25. August 1974    | 9. November 1986   |
| 10    | Klettenberg – Barbarossaplatz – Rudolfplatz – Friesenplatz – Ebertplatz – Nippes – Weidenpesch – Longerich | 6. Oktober 1969    | 27. Juli 1974      |
| 11    | eingestellt (ersetzt durch Linie 18) | 9. November 1986   |                    |
| 11    | Klettenberg – Barbarossaplatz – Neumarkt – Dom/Hbf – Ebertplatz – Mülheim – Höhenhaus, Neurather Weg | 27. Juli 1974      | 9. November 1986   |
| 12    | Zollstock, Südfriedhof – Barbarossaplatz – Neumarkt – Dom/Hbf. – Ebertplatz – Nippes – Niehl – Merkenich | 18. Oktober 1970   | 13. Dezember 2003  |
| 13    | Sülzgürtel – Lindenthal – Braunsfeld – Ehrenfeld – Nippes – Riehl – Mülheim – Höhenhaus, Neurather Weg | 23. Mai 1993       | 31. Mai 1997       |
| 13    | Sülzgürtel – Lindenthal – Braunsfeld – Ehrenfeld – Nippes – Riehl – Mülheim, Wiener Platz | 25. August 1974    | 22. Mai 1993       |
| 13    | Sülzgürtel – Lindenthal – Braunsfeld – Ehrenfeld – Neuehrenfeld, Takuplatz | 23. Oktober 1972   | 25. August 1974    |
| 13    | Sülzgürtel – Lindenthal – Braunsfeld – Ehrenfeld – Bilderstöckchen, Longericher Str. | 30. September 1963 | 22. Oktober 1972   |
| 14    | eingestellt | 2003               | 1. April 2024      |
| 14    | KölnMesse – Deutz/Messe – Neumarkt – Dom/Hbf. (Einsatz nur an Messetagen) | 17. Januar 1984    | 27. Mai 2003       |
| 15    | Linienast Longerich Friedhof – Longericher Straße (nur in der HVZ) als Auswirkung der Sanierung der Mülheimer Brücke ist der Linienast vorübergehend eingestellt | 06/2007            | 1. April 2024      |
| 15    | Thielenbruch – Dellbrück – Buchheim – Mülheim – Ebertplatz – Friesenplatz – Rudolfplatz – Barbarossaplatz – Chlodwigplatz – Ubierring | 25. September 1994 | 13. Dezember 2003  |
| 15    | Thielenbruch – Dellbrück – Buchheim – Mülheim – Ebertplatz – Friesenplatz – Rudolfplatz – Barbarossaplatz – Chlodwigplatz – Ubierring – Rodenkirchen – Sürth | 12. August 1978    | 24. September 1994 |
| 15    | Ossendorf – Neuehrenfeld – Friesenplatz – Neumarkt – Severinsbrücke – Deutz – Mülheim – Höhenhaus, Neurather Weg (nur in der HVZ) | 19. Oktober 1970   | 23. Oktober 1972   |
| 15    | Sülz, Hermeskeiler Platz – Universität – Zülpicher Platz – Friesenplatz – Dom/Hbf. | 11. Oktober 1968   | 18. Oktober 1970   |
| 16    | Bonn-Bad Godesberg – Bonn Hbf – Wesseling – Sürth – Rodenkirchen – Ubierring – Barbarossaplatz – Rudolfplatz – Friesenplatz – Ebertplatz – Niehl, Sebastianstr. | 10/2006            | 6/2007             |
| 16    | Bonn-Bad Godesberg – Bonn Hbf – Wesseling – Sürth – Rodenkirchen – Ubierring – Barbarossaplatz – Neumarkt – Dom/Hbf – Ebertplatz – Mülheim – Buchheim, Herler Straße                                                                                                  | 1997               | 2003               |
| 16    | Bonn-Bad Godesberg – Bonn Hbf – Wesseling – Sürth – Rodenkirchen – Ubierring – Barbarossaplatz – Neumarkt – Dom/Hbf – Ebertplatz – Mülheim, Wiener Platz | 12. August 1978    | 31. Mai 1997       |
| 16    | Rodenkirchen, Siegfriedstraße – Rheinufer – Ubierring – Chlodwigplatz – Barbarossaplatz – Rudolfplatz – Friesenplatz – Ebertplatz – Mülheim – Holweide – Dellbrück – Thielenbruch                                                                                     |                    | 11. August 1978    |
| 17    | eingestellt | 10/2006            | 12/2015            |
| 17    | Ubierring – Chlodwigplatz – Barbarossaplatz – Neumarkt – Dom/Hbf – Ebertplatz – Mülheim – Buchheim, Herler Straße (nur abends und am Wochenende) | 12/2003            | 10/2006            |
| 17    | Ubierring – Chlodwigplatz – Barbarossaplatz – Rudolfplatz – Friesenplatz – Ebertplatz – Niehl, Sebastianstraße (nur abends und am Wochenende) | 31. Mai 1997       | 12/2003            |
| 17    | Klettenbergpark – Barbarossaplatz – Neumarkt – Dom/Hbf – Ebertplatz – Reichenspergerplatz | 9. November 1986   | 1992               |
| 18    | Bonn Hbf – Brühl – Klettenberg – Sülzgürtel – Barbarossaplatz – Rudolfplatz – Friesenplatz – Ebertplatz – Mülheim – Buchheim – Dellbrück – Thielenbruch | 10/2006            | 6/2007             |
| 18    | Bonn Hbf – Brühl – Klettenberg – Sülzgürtel – Barbarossaplatz – Neumarkt – Dom/Hbf – Ebertplatz – Nippes – Longerich – Heimersdorf – Chorweiler | 9/1994             | 10/2003            |
| 18    | Bonn Hbf – Brühl – Klettenberg – Sülzgürtel – Barbarossaplatz – Neumarkt – Dom/Hbf – Ebertplatz – Mülheim | 9. November 1986   | 09/1994            |
| 18    | Bonn, Rheinuferbahnhof – Brühl – Klettenberg – Sülzgürtel – Barbarossaplatz Betrieb durch die Köln-Bonner Eisenbahnen | 12. August 1978    | 9. November 1986   |
| 19    | Klettenberg – Sülzgürtel – Barbarossaplatz – Rudolfplatz – Friesenplatz – Ebertplatz – Reichenspergerplatz als temporäre Zusatzlinie im Zuge der Sanierung der Mülheimer Brücke, wieder eingestellt aufgrund von Kapazitätsengpässen. Verkehrte nur mo-fr 6 bis 9 Uhr | 2. April 2024      | 15. November 2024  |
| 19    | eingestellt (ersetzt durch Verdichtung der Linie 18) | 5. August 2007     | 1. April 2024      |
| 19    | Klettenberg – Sülzgürtel – Barbarossaplatz – Neumarkt – Dom/Hbf („19 Süd“) | 9. Oktober 2006    | 5. August 2007     |
| 19    | Breslauer Platz – Ebertplatz – Mülheim – Buchheim, Herler Str. („19 Nord“) | 9. Oktober 2006    | 5. August 2007     |
| 19    | Klettenberg – Sülzgürtel – Barbarossaplatz – Neumarkt – Dom/Hbf – Ebertplatz – Mülheim – Buchheim, Herler Str. | 15. Dezember 2003  | 8. Oktober 2006    |
| 19    | Klettenberg – Sülzgürtel – Barbarossaplatz – Rudolfplatz – Friesenplatz – Ebertplatz – Niehl, Sebastianstr. | 31. Mai 1992       | 14. Dezember 2003  |
| 19    | Hürth-Hermülheim – Klettenberg – Sülzgürtel – Barbarossaplatz – Rudolfplatz – Friesenplatz – Ebertplatz – Niehl, Sebastianstr. | 27. September 1991 | 30. Mai 1992       |
| 19    | Hürth-Hermülheim – Klettenberg – Sülzgürtel – Barbarossaplatz – Rudolfplatz – Friesenplatz – Ebertplatz – Nippes – Weidenpesch – Niehl | 9. November 1986   | 26. September 1991 |
| 19    | Brühl Mitte – Brühl Ost – Berzdorf – Wesseling Querbahn, Betrieb durch die Köln-Bonner Eisenbahnen | 12. August 1978    | 31. Mai 1981       |
| 19    | Longerich – Nippes – Ebertplatz – Friesenplatz – Rudolfplatz – Neumarkt – Deutz – Kalk – Vingst – Ostheim – Rath-Heumar – Königsforst | 5. Oktober 1964    | 19. Oktober 1970   |
| 20    | eingestellt (ersetzt durch Linie 2) | 2. August 1980     |                    |
| 20    | Benzelrath – Frechen – Marsdorf – Lindenthal – Braunsfeld – Rudolfplatz – Neumarkt | 10. Oktober 1969   | 2. August 1980     |
| 20    | Benzelrath – Frechen – Marsdorf – Lindenthal – Braunsfeld – Rudolfplatz – Neumarkt (– Heumarkt – Deutz – Poll)(nur in der HVZ) | 6. Oktober 1969    | 9. Oktober 1969    |
| 20    | Klettenberg – Barbarossaplatz – Rudolfplatz – Friesenplatz – Ebertplatz – Nippes – Niehl – Fordwerke, Ölhafen | 10. Juni 1967      | 8. April 1968      |
| 21    | Klettenberg – Barbarossaplatz – Rudolfplatz – Friesenplatz – Dom/Hbf. | 11. Oktober 1968   | 5. Oktober 1969    |
| 21    | Klettenberg – Barbarossaplatz – Neumarkt – Dom/Hbf. | 6. Oktober 1969    | 18. Oktober 1970   |
| 23    | Sülzgürtel – Lindenthal – Braunsfeld – Ehrenfeld – Neuehrenfeld – Friesenplatz – Dom/Hbf. | 11. Oktober 1968   | 18. Oktober 1970   |

## Betrieb
Grundsätzlich verkehren alle Linien innerhalb des Kölner Stadtgebietes montags bis samstags von ca. 5/6 Uhr (samstags ab ca. 9 Uhr) bis ca. 20 Uhr im 10-Minuten-Takt, wobei die Linien 1, 9, 15 und 18 zur Hauptverkehrszeit auf Teilstrecken auf einen 5-Minuten-Takt verdichtet werden (teilweise ausgesetzt aufgrund von Kapazitätsengpässen) und die Linie 18 auch am Sonntag doppelt so häufig fährt wie die anderen Linien. Die Außenäste der Linien 1 (Brück – Bensberg), 7 (Aachener Straße/Gürtel bzw. Frechen Bahnhof – Frechen-Benzelrath), 12 (Niehl – Merkenich), 16 (Sürth / Wesseling – Bonn) und 18 (Klettenberg – Hürth / Brühl-Schwadorf / Bonn) werden werktags teilweise nur im 20-Minuten-Takt bedient. In der Schwachverkehrszeit (nach 20 Uhr sowie sonntags) wird im 15-Minuten-Takt gefahren, spätabends im 30-Minuten-Takt.
Die Stadtbahnlinien auf Kölner Stadtgebiet verkehren montags bis donnerstags in der Regel zwischen 5/6 Uhr morgens und 1 Uhr nachts. In den Nächten vor Samstagen, Sonntagen und Feiertagen besteht auf den Stadtbahnlinien ein Nachtbetrieb im 30-Minuten-Takt, teilweise auch im 15-Minuten-Takt.

## Neubauten seit Mitte der 1960er Jahre
Der Beginn des Umbaus der Kölner Straßenbahn auf Stadtbahn-Standard lässt sich nicht auf ein einzelnes Ereignis festlegen. Seit Mitte der 1960er Jahre wurden fast kontinuierlich Tunnelstrecken und einzelne oberirdische Streckenabschnitte gebaut, wobei bei fast jedem Projekt andere Parameter zugrunde gelegt und teilweise sogar zwischen mehreren Bauabschnitten geändert wurden. Entsprechend gab es eine Vielzahl von Gesamtplänen, die selten längere Zeit Bestand hatten. Daher werden in den folgenden Zeilen die Neubauten in chronologischer Reihenfolge behandelt.

### Innenstadttunnel

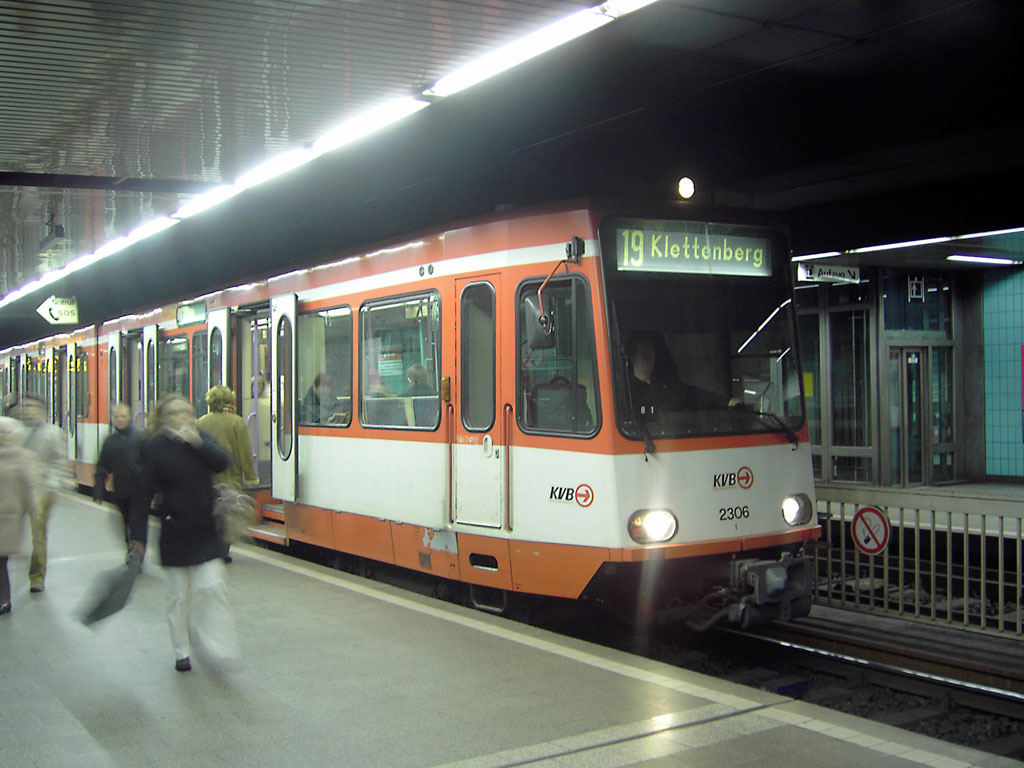
Appellhofplatz im Innenstadttunnel: Zustand vor dem Umbau auf Hochbahnsteige

Der Innenstadttunnel ging zwischen 1968 und 1970 etappenweise in Betrieb. Zunächst wurde der Verkehr auf dem Abschnitt vom Dom/Hauptbahnhof über Appellhofplatz bis zu einer provisorischen Rampe vor dem Friesenplatz aufgenommen, im folgenden Jahr kam der Abschnitt Appellhofplatz–Barbarossaplatz hinzu. An der Station Appellhofplatz entstand ein unterirdisches Gleisdreieck, wobei das Gleis vom Friesenplatz zum Hauptbahnhof die anderen Gleise unterquert. Im Oktober 1970 folgten die Abschnitte Poststraße–Severinsbrücke und Dom/Hauptbahnhof–Breslauer Platz. Hinter der Haltestelle Breslauer Platz wurde eine weitere provisorische Rampe errichtet. Die ebenfalls provisorische Rampe am Barbarossaplatz ist als solche bis heute in Betrieb.
Die Innenstadttunnel wurden als U-Straßenbahnstrecke angelegt. Deshalb weisen sie einige sehr enge Kurven und zwei höhengleiche Verzweigungen am Appellhofplatz und an der Poststraße auf. Aktuell verkehren auf der Strecke drei Linien im 10-Minuten- sowie eine Linie im 5-Minuten-Takt.

### Chorweiler

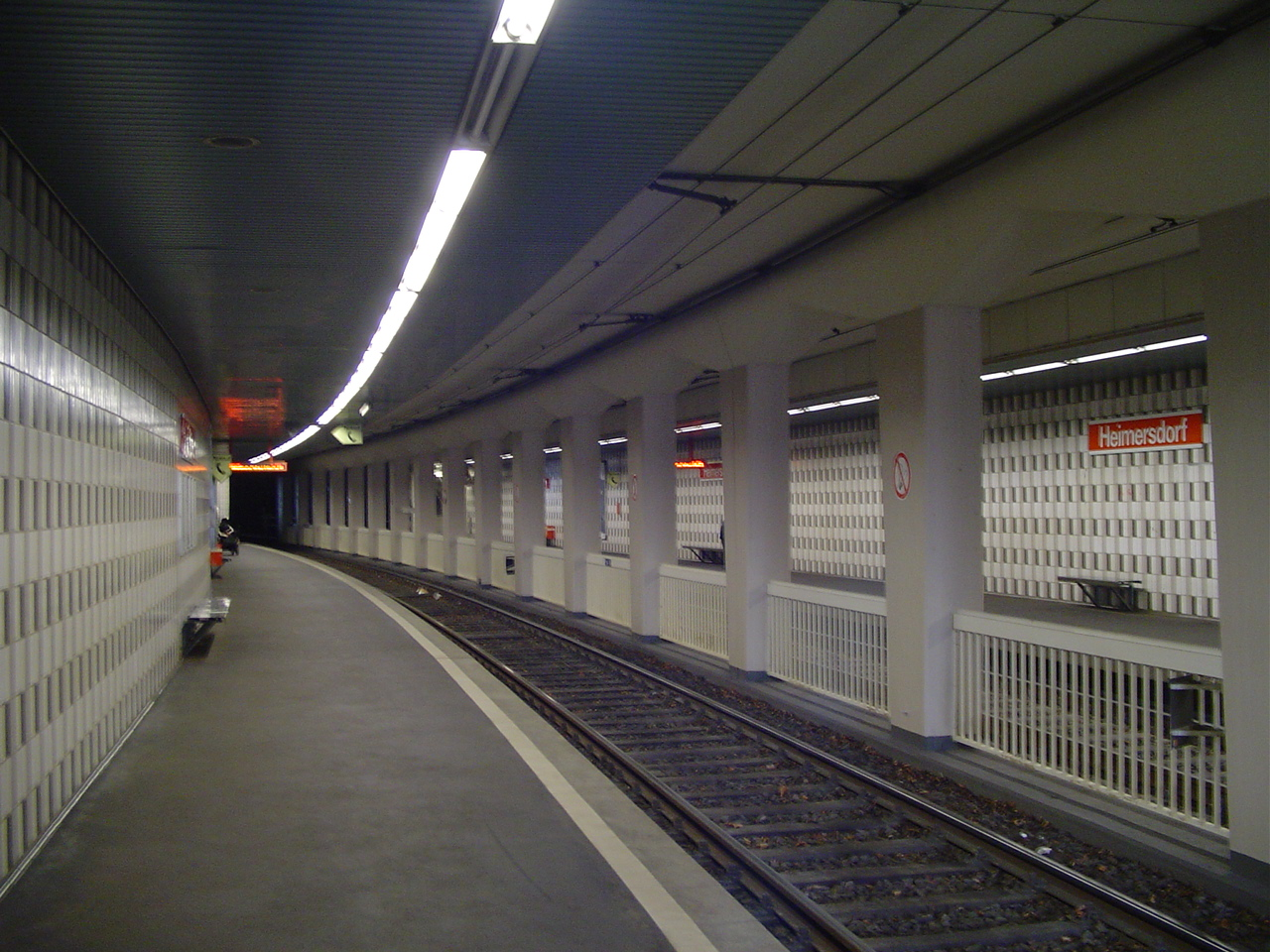
Tunnelstation Heimersdorf

Der erste von Beginn an U-Bahn-artig ausgebaute Abschnitt ist die Neubaustrecke zum Anschluss der Anfang der 1970er Jahre errichteten Trabantenstadt Chorweiler im Norden Kölns. 1971 erfolgte der Bau des ersten, 2,3 Kilometer langen Teilabschnitts: Auf separatem Bahnkörper zweigt er in Longerich von der bestehenden Straßenbahnstrecke Richtung Norden ab, unterquert die Militärringstraße und überquert die Autobahn A 1 bis zum Tunnelbahnhof Heimersdorf. Etwa 200 Meter dahinter endete die Strecke in einer provisorischen Schleife.
1973 wurde die Strecke, zum Teil in Troglage, größtenteils aber im Tunnel, um einen Kilometer bis zum Endbahnhof Chorweiler verlängert. Hier endet die Strecke in einem mit der S-Bahn-Linie S 11 gemeinsamen Tunnelbahnhof.
Bis 1994 fuhr die Linie 9 mit achtachsigen Straßenbahnwagen vom Typ Duewag GT 8 nach Chorweiler. Im Zuge der Liniennetzreform 1994 übernahm die Stadtbahnlinie 18 von Bonn kommend mit hochflurigen Stadtbahnwagen Typ B. Einige Jahre später wurde zugunsten eines höhengleichen Ein- und Ausstiegs das Bahnsteiggleis um 55 Zentimeter abgesenkt. Ende 2001 wurde beschlossen, das Niederflursystem auf die Ringstrecke und die Streckenäste nach Chorweiler, Merkenich und Zollstock auszuweiten. Um in Chorweiler höhengleiches Ein- und Aussteigen an 35 Zentimeter über Schienenoberkante hohen Bahnsteigen zu ermöglichen, wurde 2006 das Bahnsteiggleis wieder aufgeschottert. Seitdem werden auf der Linie 15, die 2003 ihre nördliche Linienführung nach Thielenbruch mit der Linie 18 tauschte, Niederflur-Fahrzeuge eingesetzt.

### Ebertplatz, Nippes und Gürtel-Hochbahn

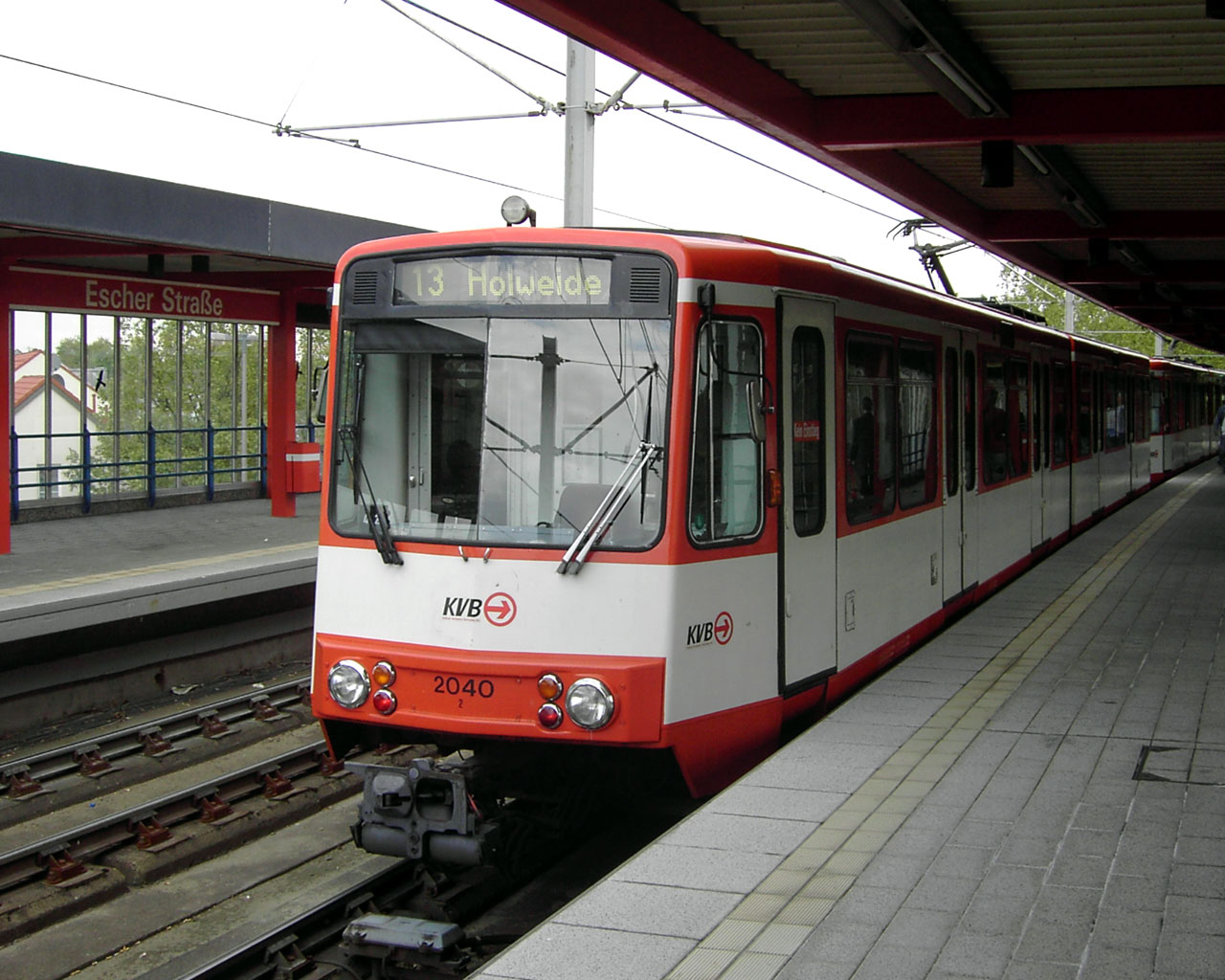
B-Wagen als Linie 13 auf der Gürtel-Hochbahn

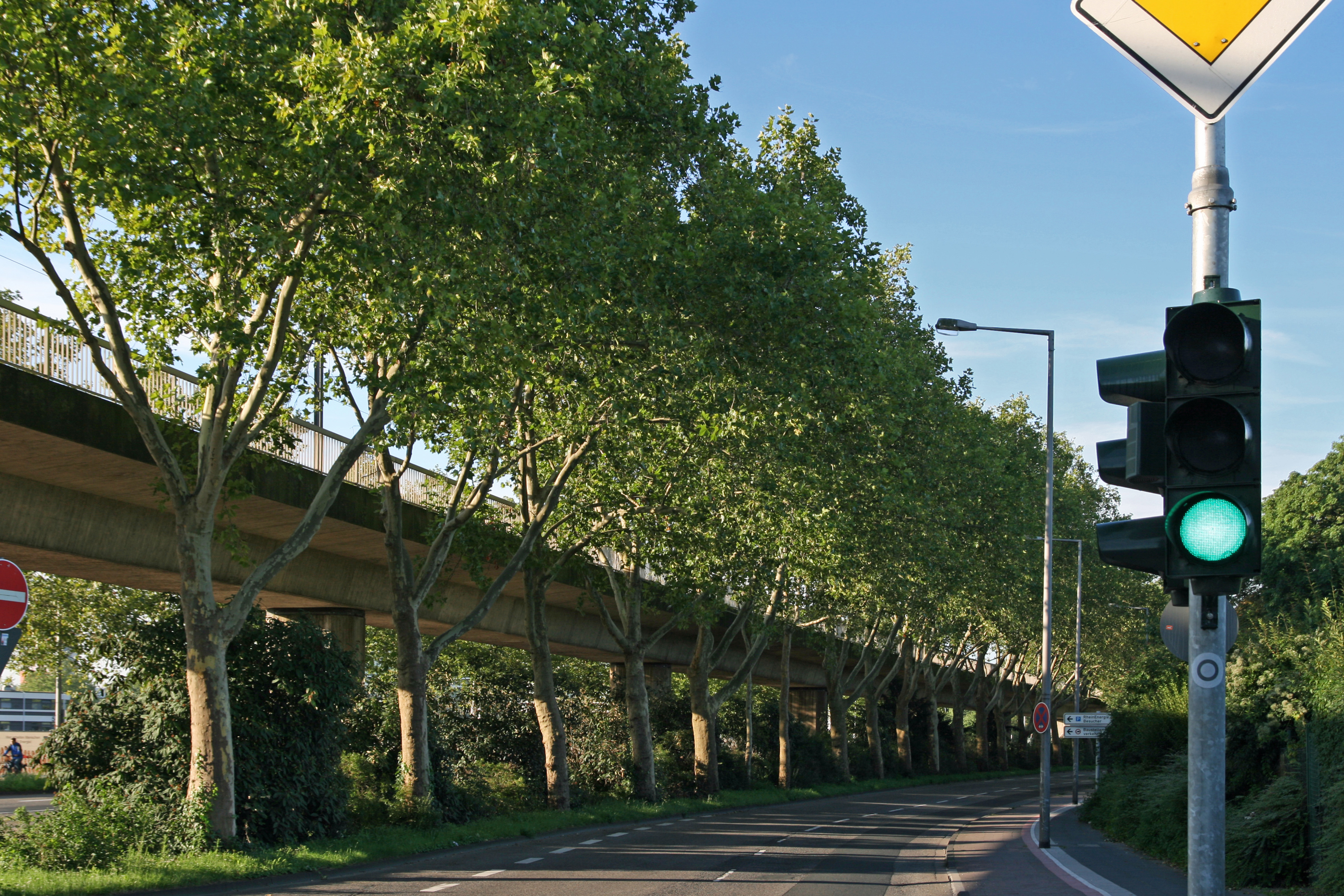
Ab dem Parkgürtel verläuft die Stadtbahnstrecke der Linie 13 als Hochbahn

1974 kam es zur bislang größten Inbetriebnahme von Tunnelstrecken: Die Strecken vom Breslauer Platz und Hansaring zum Zoo und unter der Neusser Straße mit einem viergleisigen Tunnel-Bahnhof am Ebertplatz. Die Station ist für leistungsfähigen Betrieb ausgelegt. Fast sämtliche Verzweigungen sind höhenfrei ausgeführt. Die beiden Tunnelröhren vom Ebertplatz zum Hansaring verfügen über eine Querverbindung, sodass eine unterirdische Wendeschleife entsteht. Ebenso wurde am Reichenspergerplatz der Tunnelstutzen in Richtung Amsterdamer Straße für die Einrichtung einer Wendeschleife genutzt. Da die Planung der Bundesbahn zum Bau der S-Bahn-Stammstrecke weit fortgeschritten war, wurde der Abschnitt vom Ebertplatz bis hinter die Bahnunterführung am Hansaring mit einbezogen. Hier war ein Haltepunkt der S-Bahn geplant. Ebenso wurde beim Bau der nordöstlichen Anschlüsse zur Nord-Süd-Fahrt der Tunnel für die Stadtbahn gleich mitgebaut.
Neben der Vollendung der Innenstadtstrecke wurde der Bau einer Tunnelstrecke unter der Neusser Straße mit Priorität behandelt. Im Stadtteil Nippes ist die Neusser Straße eine enge Hauptverkehrs- und Einkaufsstraße und die Strecke in den linksrheinischen Kölner Norden war damals der am stärksten frequentierte Streckenabschnitt des ganzen Netzes außerhalb der Innenstadt. Um eine möglichst große Fahrzeitverkürzung aus dem Kölner Norden zu erreichen, wurden unter der Neusser Straße große Haltestellenabstände gewählt, um den Preis einer schlechteren Erschließungswirkung. Aus Kostengründen konnte der Tunnel nur bis zur Haltestelle Mollwitzstraße geführt werden. Ursprünglich war eine unterirdische Führung bis zur Wilhelm-Sollmann-Straße vorgesehen, wo sich die Strecke in zwei Äste teilt. Daher ist die jetzige Tunnelrampe als provisorische Rampe angelegt.
Die damaligen Planungen für den Straßenbau sahen eine baldige Verlängerung des Gürtels als vierspurige Straße von Bilderstöckchen bis zur Mülheimer Brücke vor. Daher wurde auch diese Strecke, überwiegend als Hochbahn, mitgebaut. Die Strecke schließt an der Nußbaumerstraße an die Gürtelstrecke an, die bis dorthin im Mittelstreifen des Gürtels verläuft, und verbindet diese mit der Mülheimer Brücke. Die Bahnstrecke Köln–Neuss wird allerdings im Tunnel unterfahren, hier besteht eine unterirdische Station (Geldernstraße/Parkgürtel) mit Umsteigemöglichkeit zur S-Bahn. Auf der Zufahrt zur Brücke trifft die Gürtelstrecke auf die im Mittelstreifen der Riehler Straße ebenfalls vollständig kreuzungsfrei ausgebaute Strecke vom Reichenspergerplatz. Um den nötigen Platz zur Überwindung der Höhenunterschiede zu schaffen, kreuzen sich beide Strecken zunächst auf verschiedenen Ebenen im Bereich der Haltestelle Slabystraße, bevor sie zusammengeführt werden.

### Deutz/Kalk

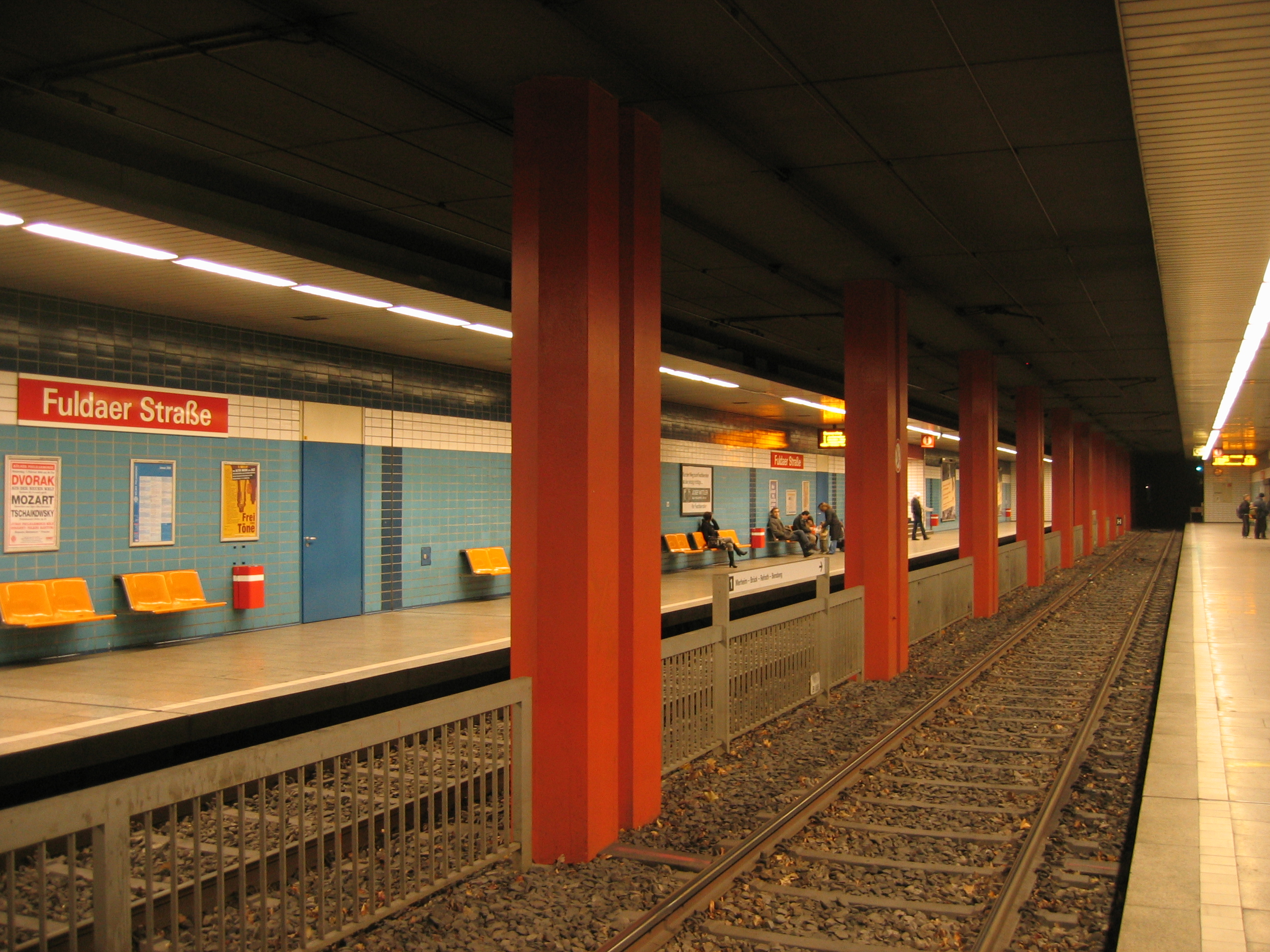
Zeittypische Fliesen in dem 1979 eröffneten U-Bahnhof Fuldaer Straße

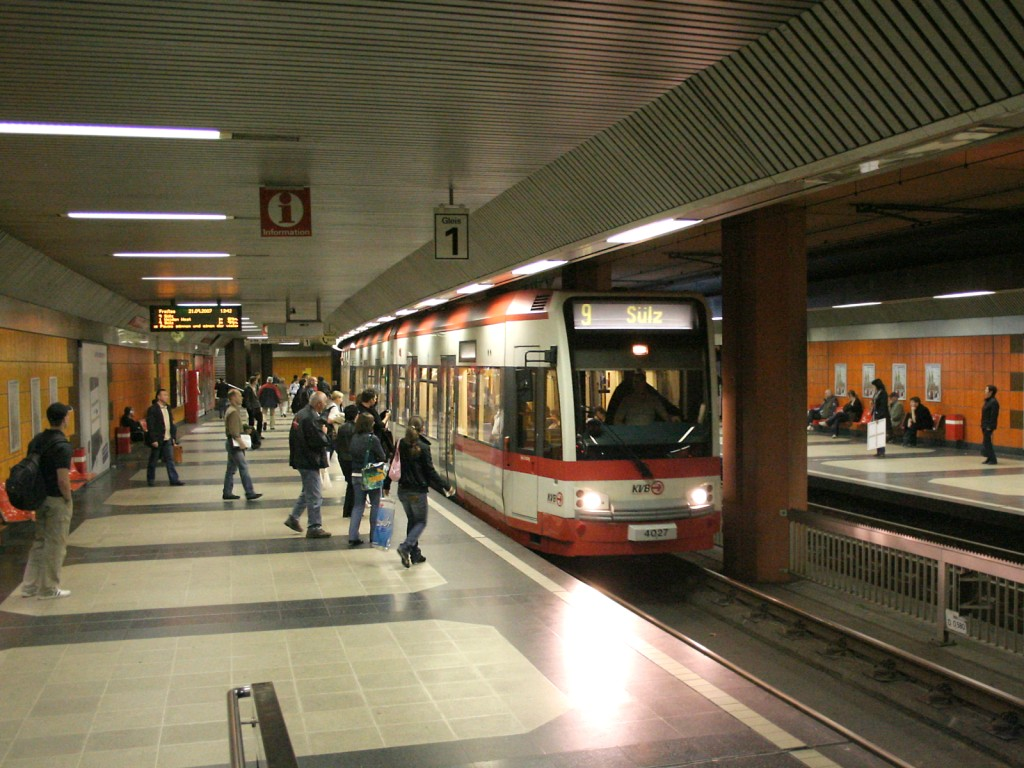
Niederflur-Stadtbahn im U-Bahnhof Deutz/Messe

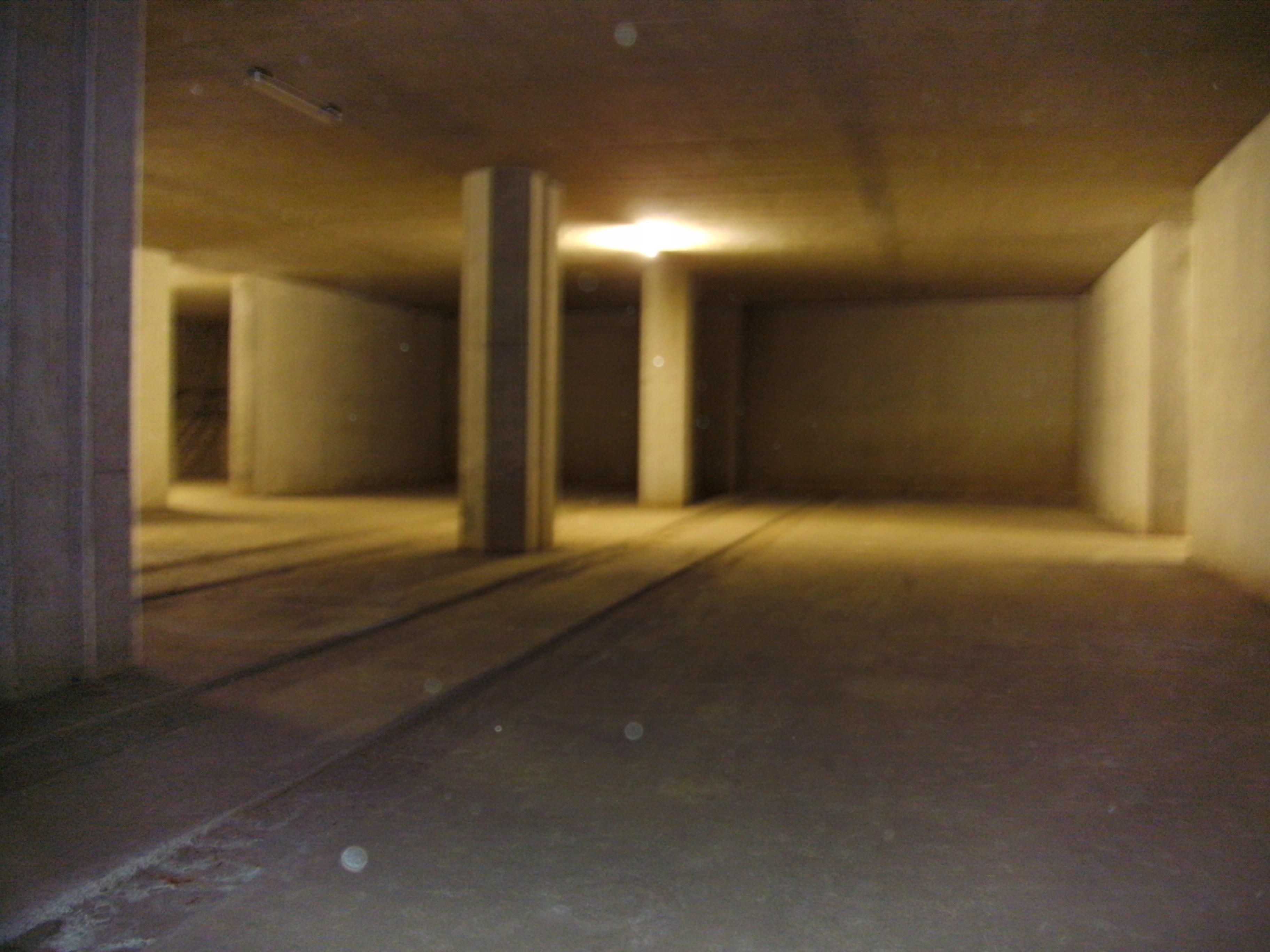
Bauvorleistung für Linien 3 und 4

Im rechtsrheinischen Köln wurde der erste Stadtbahntunnel in vier Bauabschnitten von den Außenbezirken stadteinwärts in den Jahren 1976 bis 1983 eröffnet. Nachdem in Höhenberg bereits 1964 die Haltestelle Frankfurter Straße (seit Dezember 2023: Sportpark Höhenberg) in einen Trog verlegt worden war, wurde daran die Rampe zum ersten Tunnelteilstück mit der Station Fuldaer Straße in Betrieb genommen. Der anschließende Tunnel in Kalk, Vingst und Deutz folgte in drei weiteren Bauabschnitten 1980, 1981 und 1983. An der Station Kalk Kapelle fädelt die Strecke von Königsforst kreuzungsfrei ein. Der Abzweig Deutz Fachhochschule wird seit 1994 nur noch als Betriebsstrecke genutzt, um den Betriebshof Merheim an das Hochflurnetz anzubinden. Allerdings werden bei den Aus- und Einrückfahrten von und nach Merheim häufig auch Fahrgäste über diesen Abzweig transportiert. Diese Züge sind oftmals, aber nicht immer, als E-Linie gekennzeichnet.
Zwischen den Haltestellen Deutz Technische Hochschule und Bahnhof Deutz/Messe entstand außerdem eine viergleisige unterirdische Abstellanlage. Die Haltestelle Kalk Post wurde als Zivilschutzanlage ausgelegt. Unter der Haltestelle am Bahnhof Köln Messe/Deutz wurde als Vorleistung für eine damals geplante Tieferlegung der Linien 3 und 4 eine weitere Haltestellenebene im Rohbau erstellt. Da jedoch diese Tunnelstrecke auf absehbare Zeit nicht gebaut wird, wird der Rohbau als Investitionsruine im Kölner Stadtbahnnetz angesehen.
Zeitgleich mit dem Tunnelbau wurde die Deutzer Brücke als Zulaufstrecke derart verbreitert, dass die Stadtbahn eine vollständig vom Individualverkehr getrennte Trasse erhalten konnte.
Der Abzweig Richtung Porz am rechtsrheinischen Brückenkopf wurde beim Bau ebenfalls als Provisorium geplant. In einer weiteren Ausbaustufe sollte die Strecke erst hinter der Haltestelle Deutz Fachhochschule nach Süden abzweigen. Dazu wurden in den Tunnel an dieser Stelle kurze Stutzen eingebaut.

### Rheinuferbahn

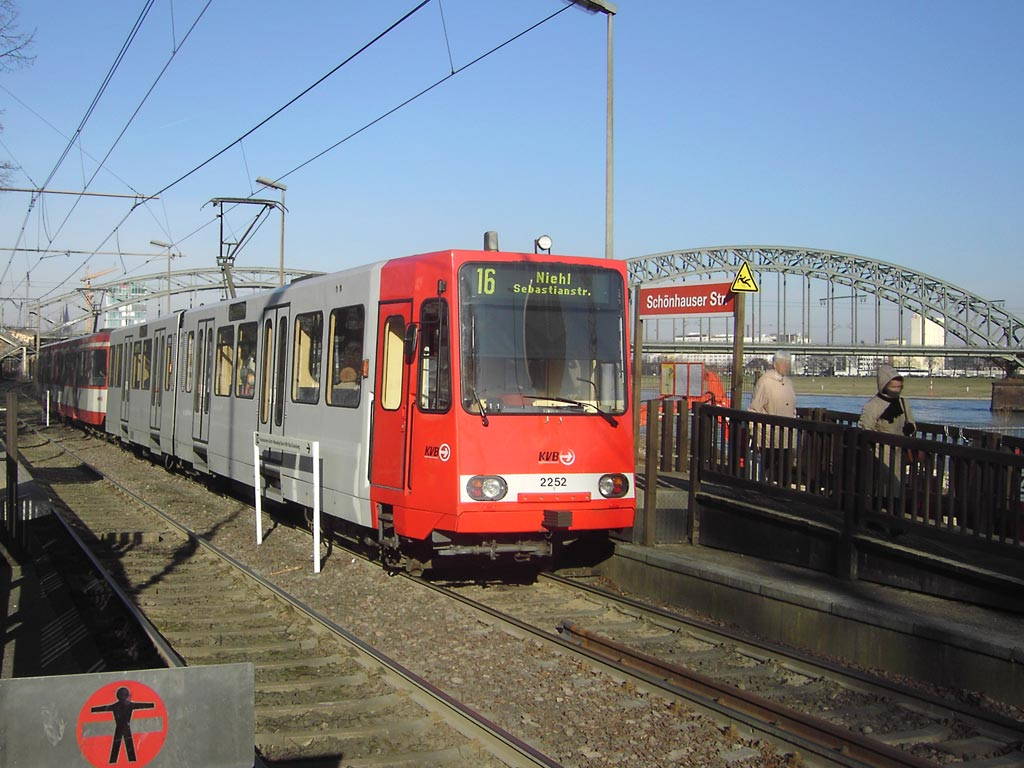
Haltestelle Schönhauser Str. am Rheinufer vor dem Neubau

Seit 1978 ist die Linie 16 eine Überland-Linie: Auf Höhe der Haltestelle Marienburg (heute Heinrich-Lübke-Ufer) zweigt sie von ihrer vorherigen Strecke in den Ortskern von Rodenkirchen auf die Rheinuferbahn der Köln-Bonner Eisenbahnen (KBE) ab, die bis nach Bonn führt. Für den Stadtbahnbetrieb wurde anders als bei der später in Karlsruhe gewählten Lösung die Eisenbahnstrecke auf den Betrieb mit Stadtbahnwagen umgerüstet, anstatt Stadtbahnwagen für den freizügigen Einsatz auf Eisenbahnstrecken zu konstruieren. Allerdings konnte die schon von der KBE mit Gleichstrom betriebene Rheinuferbahn durch Spannungsumstellung (750 V statt 1200 V) und Ergänzen der induktiven Zugsicherung um magnetische Fahrsperren sowie Umrüsten der Weichen für die schmaleren Radreifen der Stadtbahnwagen umgerüstet werden. Die Strecke wird aber weiterhin als Eisenbahnstrecke nach der EBO betrieben, wobei es auf dem Südabschnitt weiterhin auch Güterverkehr mit Eisenbahnwagen gibt. Über die Linie 16 kamen erstmals Bonner Fahrzeuge ins Kölner Netz, wobei bis 1984 in Wesseling das Fahrpersonal wechselte.
Bereits die KBE hatte 1971 einen neuen Haltepunkt Rodenkirchen Süd (heute Michaelshoven) eingeweiht, 1979 wurde zusätzlich der Haltepunkt Siegstraße in Betrieb genommen. In den 1990er Jahren wurden alle Haltestellen bis Wesseling mit Hochbahnsteigen nachgerüstet, womit dieser Streckenabschnitt nur noch mit Stadtbahnwagen befahren werden kann, da die Bahnsteige in das EBO-Lichtraumprofil ragen.
Für den Stadtbahnbetrieb wurde an der Haltestelle Sürth eine Wendeanlage errichtet. Um diese Wendeanlage mit der Inbetriebnahme des Südabschnitts der Nord-Süd-Stadtbahn im Dezember 2015 zu entlasten, wurde im Herbst 2015 die vorhandene Wendeanlage in Rodenkirchen ausgebaut. Seit 2015 befährt die eigens geschaffene Linie 17 den Teil südlich der Einsturzstelle ab der Umsteigestation Severinstraße, einschließlich des Abzweigs zur zweiten Baustufe südlich der Haltestelle Bonner Wall, bis in den Kölner Süden.

### Friesenplatz – Gutenbergstraße
Der Innenstadttunnel wurde 1985 vom Friesenplatz aus verlängert. An der Haltestelle Hans-Böckler-Platz/Bahnhof West, an der es direkte Aufzüge von den Bahnsteigen auf den Bahnsteig des DB-Bahnhofs Köln West gibt, zweigt der Tunnel höhenfrei von der Verlängerung nach Ehrenfeld ab, schwenkt unter dem Inneren Grüngürtel nach Norden und erreicht an der Haltestelle Gutenbergstraße wieder die Oberfläche. Fahrplanmäßig wird der Abschnitt ab der Haltestelle Hans-Böckler-Platz seit Eröffnung von der Linie 5 befahren. Jedoch wurde mit der Eröffnung des Abschnitts die Strecke der Linien 3 und 4 durch Ehrenfeld für den Bau des Tunnels unter der Venloer Straße außer Betrieb genommen. Diese Linien benutzten während der Bauphase den neuen Tunnelausgang und ab Subbelrather Straße/Gürtel eine Umleitungsstrecke, die an der Äußeren Kanalstraße wieder auf die alte Strecke nach Bocklemünd traf.

### Vorgebirgsbahn
Wie acht Jahre zuvor die Rheinuferbahn wurde 1986 auch die Vorgebirgsbahn vollständig auf Stadtbahnbetrieb umgestellt. Schon seit der Umspurung und Elektrifizierung in den 1930er Jahren benutzten Straßenbahn und Vorgebirgsbahn zwischen dem Endbahnhof Barbarossaplatz und Klettenberg dieselben Gleise. In Köln beschränkten sich die Änderungen für den Stadtbahnbetrieb zunächst auf den geänderten Fahrzeugeinsatz und die Stilllegung des KBE-Endbahnhofs am Barbarossaplatz. Umbauten waren nur an der EBO-Strecke, die an der Kölner Stadtgrenze beginnt, notwendig. Bei der Umstellung wurden gleichzeitig die Straßenbahnlinien 10 und 11 durch die Stadtbahn ersetzt, sodass die Wendeschleife in Klettenberg durch ein Wendegleis ersetzt werden konnte. In den Jahren 1990 bis 1992 wurde der Streckenabschnitt schließlich mit Hochbahnsteigen in Mittellage nachgerüstet, die ohne Gleisverschwenkungen errichtet werden konnten, da die Gleise im Verlauf der Luxemburger Straße bereits einen sehr großen Abstand aufwiesen.
Für die Jahre 2018/20 war der Bau eines kurzen Tunnels hinter der Wendeanlage Klettenberg als Unterfahrung der stauträchtigen Kreuzung der Luxemburger Straße mit der Militärringstraße geplant, der jedoch nicht realisiert wurde.

### Ringe-Tunnel

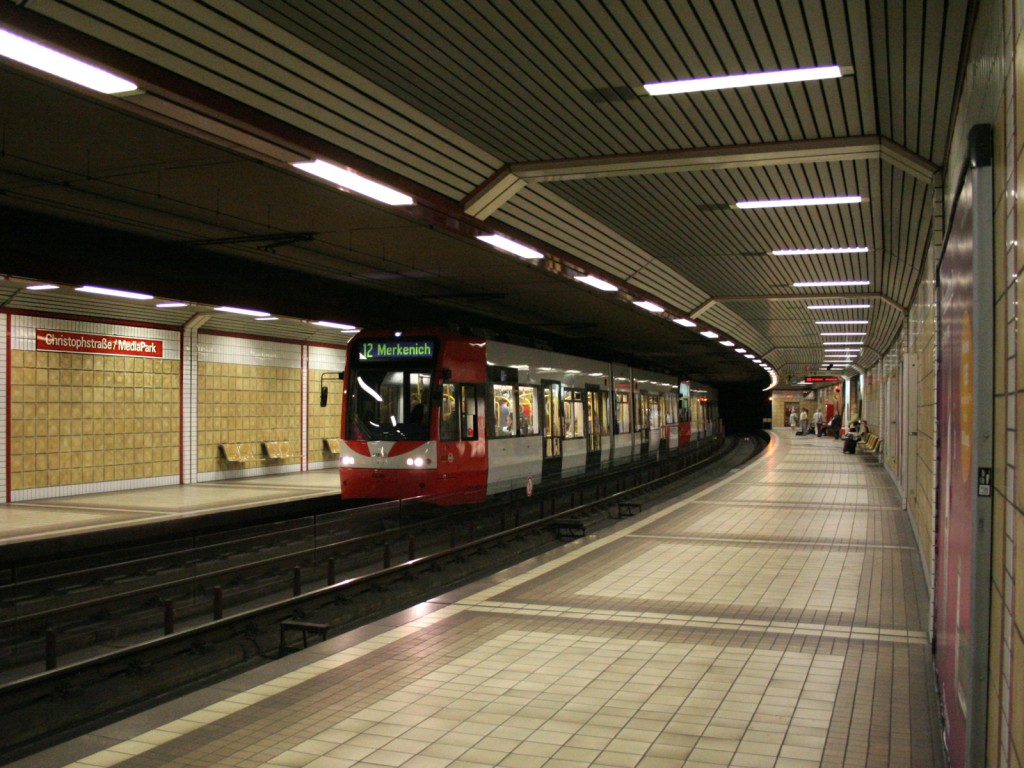
Haltestelle Christophstraße/Mediapark

Seit Oktober 1987 besteht der Tunnel unter den Ringen. Er schließt am Hansaring an den bestehenden Tunnel vom Ebertplatz an und unterquert am Rudolfplatz die an der Oberfläche verlaufende Ost-West-Strecke. Am Friesenplatz unterquert er den Innenstadttunnel, sodass sich ein Turmbahnhof ergibt. Dies ist die einzige komplett unterirdische Kreuzung in Köln, die wegen der übereinander liegenden Seitenbahnsteige etwas verwinkelt geraten ist. Am Zülpicher Platz mündet der Tunnel an eine ehemals sehr schmale Haltestelle an der Oberfläche, die direkt an einer Gleiskreuzung liegt. Diese Haltestelle wurde im Frühsommer 2006 – zulasten der zweiten Fahrspur für Kfz – etwas verbreitert. Der Umbau war notwendig, da sich aufgrund veränderter Betriebsführungen während des Baus der Nord-Süd-Stadtbahn viele Umsteigevorgänge verlagerten. Somit wurde das Fassungsvermögen der Bahnsteige an das zu erwartende Fahrgastaufkommen angepasst.
Der Ringe-Tunnel ist der letzte Kölner Stadtbahntunnel, der mit niedrigen Seitenbahnsteigen gebaut wurde.
Die Haltestelle Rudolfplatz und das Zwischengeschoss sind beim Bau des Ringe-Tunnels zugleich als Schutzraum ausgebaut worden.
Im August 1999 war die Haltestelle Christophstraße/Mediapark Schauplatz des schwersten Unfalls der jüngeren Kölner Stadtbahn-Geschichte, als der CitySprinter-Prototyp ungebremst auf einen stehenden Zug auffuhr.

### Ehrenfeld

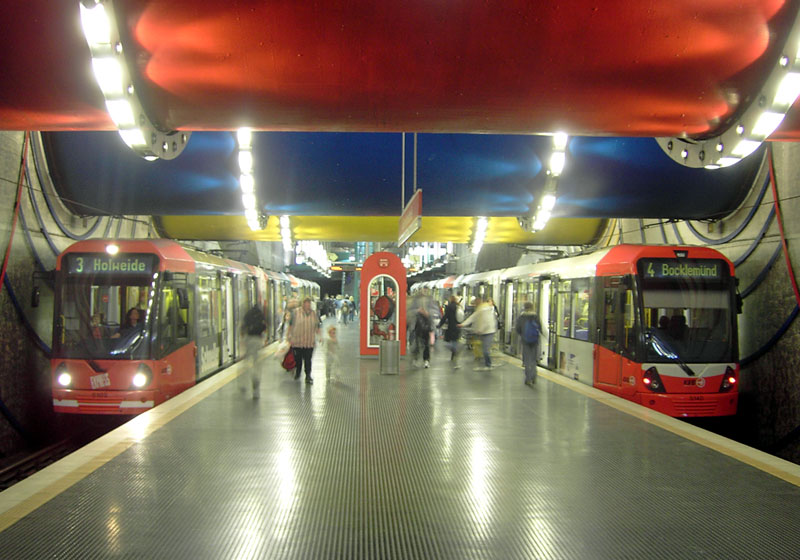
K5000 auf Linie 3 und Linie 4 an der Haltestelle Rochusplatz (ehemals Äußere Kanalstraße)

Der Tunnel durch Ehrenfeld wurde in zwei Etappen eröffnet: Seit 1989 ist die Strecke vom Hans-Böckler-Platz bis zur Haltestelle Venloer Straße/Gürtel freigegeben. Neben der Gürtelstrecke wird dort auch eine Verbindung zum DB-Bahnhof Köln-Ehrenfeld hergestellt. In einem zweiten Bauabschnitt wurde 1992 der Stadtbahnbetrieb bis Bocklemünd aufgenommen. In Bocklemünd (zunächst für die Linien 3 und 4 und seit 2002 noch für die Linie 4 Endhaltestelle) besteht die Möglichkeit zum Umstieg in Buslinien an einem Kombibahnsteig.
Der Ehrenfelder Tunnel unterscheidet sich in mehrfacher Hinsicht von den bisherigen Tunneln: Erstmals ist eine Tunnelstrecke von vornherein mit Hochbahnsteigen ausgestattet worden, zudem haben die Haltestellen Mittel- statt Seitenbahnsteige. Aus den Erfahrungen mit dem Tunnel unter der Neusser Straße wurden die Haltestellenabstände gegenüber der ursprünglichen Planung deutlich verkürzt, um eine bessere Erschließung zu erreichen. Als Premiere wurde auf die bislang üblichen Wandfliesen zugunsten einer aufwändigeren Gestaltung verzichtet.

### Amsterdamer Straße

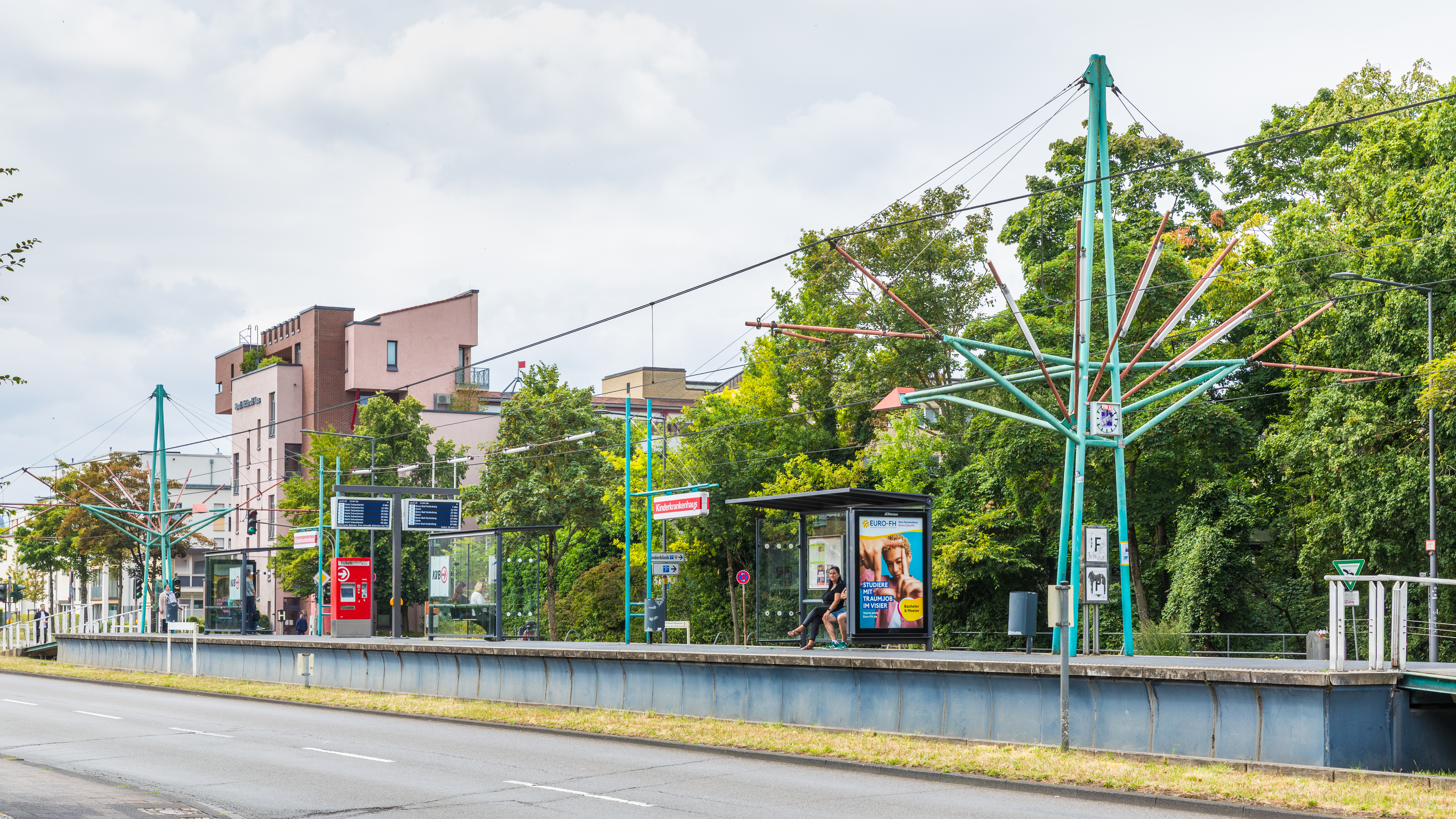
Haltestelle Kinderkrankenhaus mit Oberleitungsmasten, die als Kunstwerke gestaltet sind

Ebenfalls 1992 wurde die Stadtbahnstrecke vom Reichenspergerplatz zur Niehler Sebastianstraße eröffnet. Die Strecke wurde bereits in den 1960er Jahren geplant, sodass Anfang der 1970er Jahre neben einem Tunnelabzweig am Reichenspergerplatz auch ein etwa 300 Meter langer Tunnelabschnitt unter einer Kreuzung und der HGK-Strecke zum Niehler Hafen als Vorleistung gebaut wurde. Da letzterer Tunnel zeitweilig zur Pilzzucht zweckentfremdet worden war, hatte er den Spitznamen Champignon-Tunnel erhalten.
Die übrige Strecke verläuft an der Oberfläche im Mittelstreifen der Amsterdamer Straße und ist großteils mit Rasengleis belegt. Die Bahnsteige sind als Mittelbahnsteige angelegt und wurden für Kölner Verhältnisse sehr aufwändig gestaltet, wobei insbesondere die Oberleitungsmasten Kunstwerke darstellen. Die letzten 300 Meter bis zur dreigleisigen (2 Bahnsteiggleise, 1 Abstellgleis) Endhaltestelle verlaufen neben dem Damm einer sechsspurigen Straße. Ein ca. 1½ Kilometer langer Weiterbau bis zur Strecke nach Merkenich wäre zwar räumlich möglich, ist derzeit aber nicht geplant.

### Mülheim

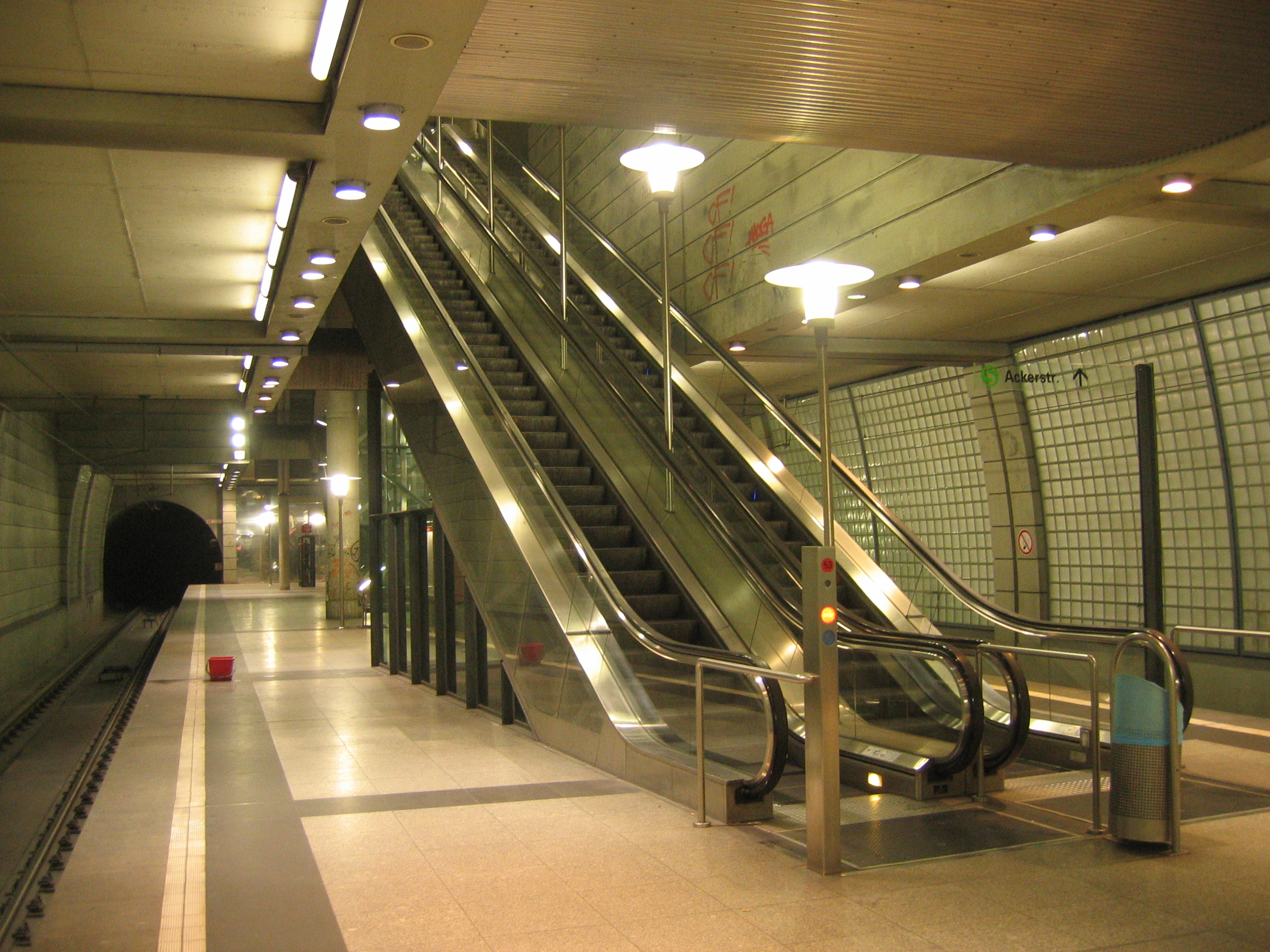
Tunnelhaltestelle Bahnhof Mülheim

Der im rechtsrheinischen Mülheim am 1. Juni 1997 eröffnete Mülheimer Tunnel beginnt an der Rampe der Mülheimer Brücke, unterquert mit einer Haltestelle den Wiener Platz, verläuft unter der Frankfurter Straße mit Anschluss zum DB-Bahnhof Köln-Mülheim und endet an der Oberfläche in Buchheim. Er ist der erste Stadtbahn-Tunnel in Köln, der mit einer Tunnelbohrmaschine in zwei Röhren unter bebautem Gebiet hindurch gegraben wurde. Der Vortrieb begann in Buchheim im Dezember 1992. Ein Jahr später war die Tunnelbohrmaschine wieder an ihrem Ausgangspunkt angelangt und hatte in der Zwischenzeit zwei Tunnelröhren mit einer Gesamtlänge von 2,5 Kilometern gegraben.
Die Haltestelle Wiener Platz liegt knapp unter der tiefer gelegten Platzfläche, die in die Zwischenebene der Haltestelle übergeht. Über mehrere Oberlichter fällt Tageslicht in die Haltestelle. Die Haltestelle Bahnhof Mülheim liegt deutlich tiefer. Trotzdem reicht die Decke bis kurz unter die Oberfläche, was der Anlage eine markante Gestalt gibt. Vom Stadtbahn-Bahnsteig gibt es einen durchgehenden Aufzug zu den S-Bahn-Gleisen des Bahnhofs.
Bevor diese Strecke gebaut wurde, existierte an der Oberfläche eine Straßenbahnstrecke von der Vischeringstraße zum Wiener Platz. Sie fädelte kurz hinter der Haltestelle Vischeringstraße aus der Trasse Richtung Deutz aus und überquerte kurze Zeit später die Autobahn A 3 auf einer Brücke, ehe sie auf die Bergisch Gladbacher Straße mündete. Die gesamte Strecke bis zum Wiener Platz verlief im Mittelstreifen der Straße, wo sich auch die Haltestellen befanden. Die Strecke hatte drei Haltestellen: Herler Ring, Mülheimer Ring und Montanusstraße. An der Haltestelle Mülheimer Ring befand sich eine zweigleisige Wendeschleife abseits der Straße. Die gesamte Strecke war zweigleisig. Die alte Haltestelle Wiener Platz befand sich an der Oberfläche, ca. 50 Meter nördlich der heutigen, vor der Einmündung der Bergisch Gladbacher Straße in den Clevischen Ring. An dieser Stelle gab es eine zweigleisige Wendeschleife mit Bushaltestelle. Diese ist heute mit einem Parkhaus überbaut. Im weiteren Verlaufes des Clevischen Rings gab es seit 1978 eine zweigleisige Wendeanlage für die Bahnen der Linien 16 und 18.

### Bensberg

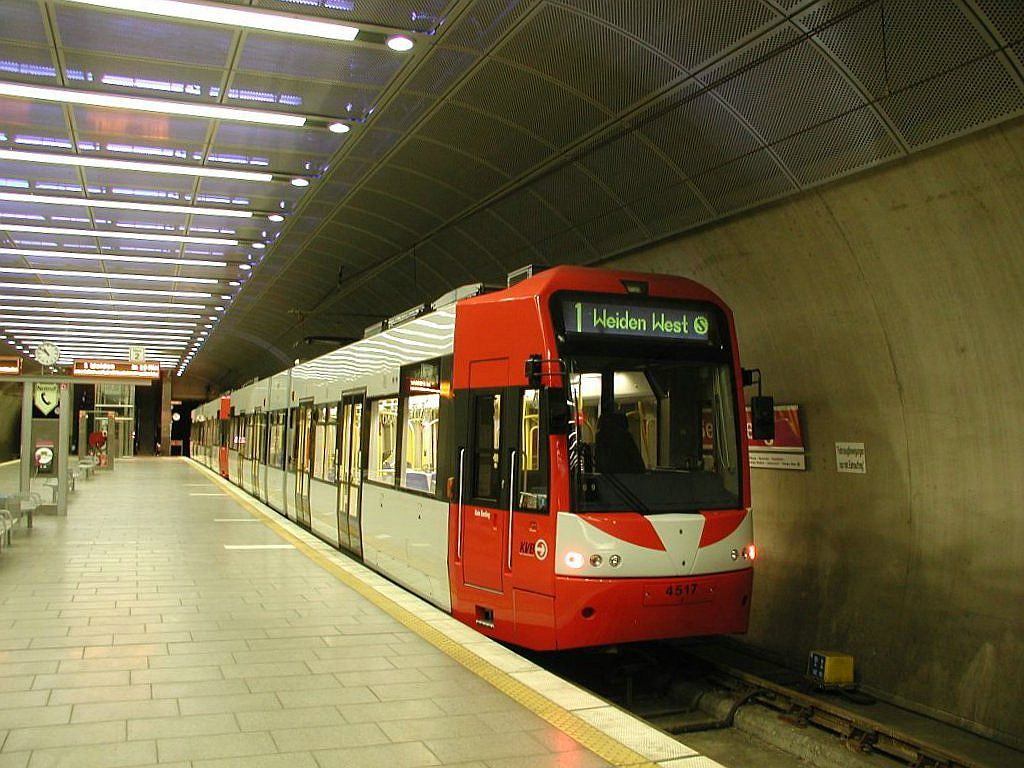
K 4500 in Bensberg

Die Linie 1 wurde 2000 an ihrem Ostende in Bergisch Gladbach-Bensberg verlängert: Mit einem Tunnel wird die Strecke unter das Zentrum von Bensberg zur neuen unterirdischen Endhaltestelle Bensberg geführt. Die an der Oberfläche vor der Tunneleinfahrt liegende frühere Endhaltestelle, die den Namen Bensberg getragen hatte, wurde in Im Hoppenkamp umbenannt.
Der 487 Meter lange Tunnel beginnt an der alten Haltestelle und führt beinahe eben weiter, während das umgebende Gelände deutlich ansteigt. 242 Meter wurden in bergmännischer Bauweise aufgefahren, das Tunnelportal und die neue Haltestelle wurden in offener Bauweise erstellt. Die neue Haltestelle Bensberg liegt 14 Meter unter der Erdoberfläche. Über der Haltestelle befinden sich zwei Parkdecks einer Tiefgarage. Hinter der Haltestelle befindet sich noch ein kurzer Stutzen, der für eine eventuelle Verlängerung in Richtung Herkenrath vorgesehen ist.

### Weiden

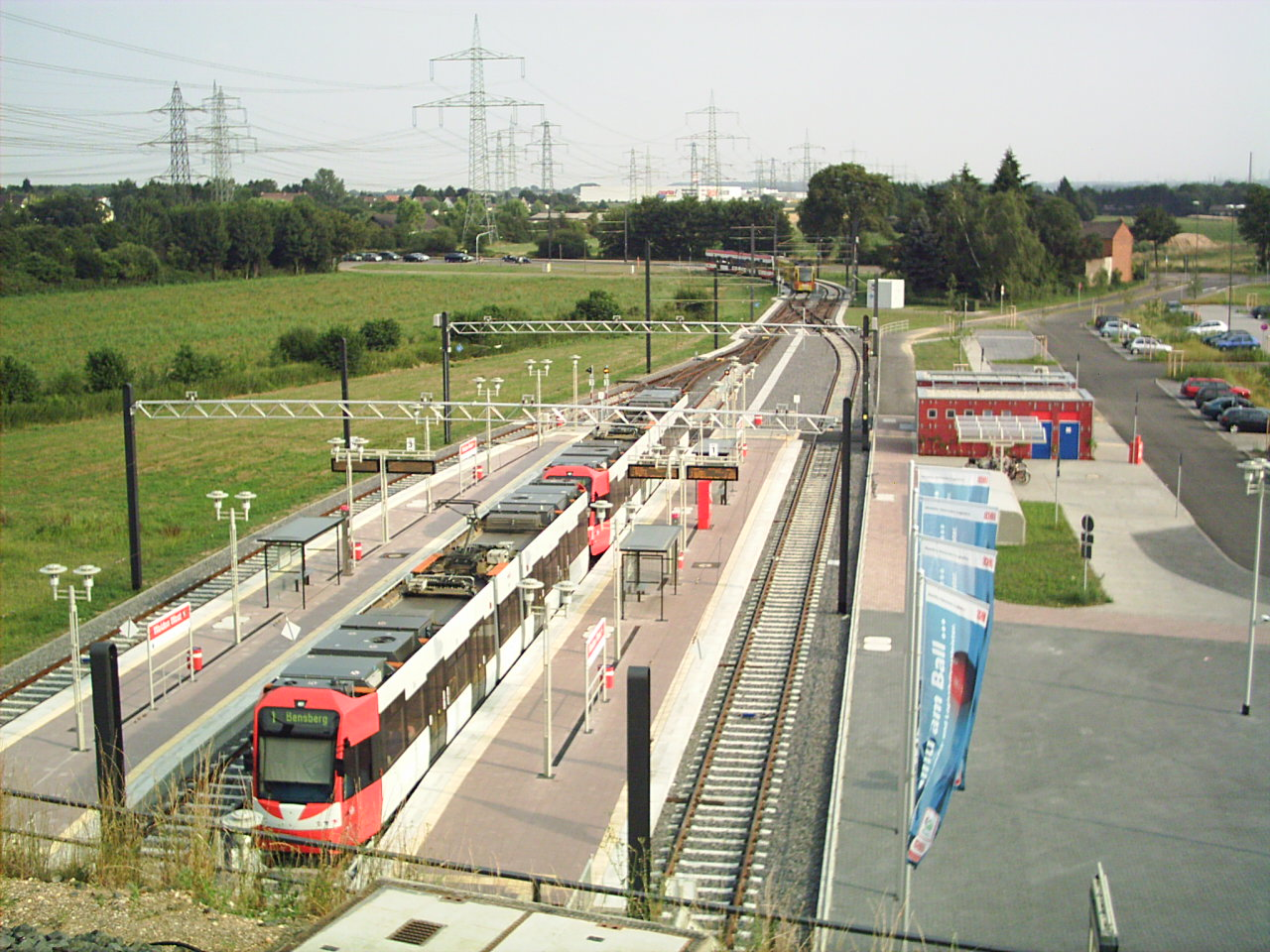
Endhaltestelle Weiden West

Am 16. Juni 2002 wurde der 1956 stillgelegte Streckenabschnitt am Westende der Linie 1 wiedereröffnet: Von ihrem bisherigen Endpunkt Junkersdorf wurde die Linie entlang der Aachener Straße zur Haltestelle Schulstraße (heute Weiden Römergrab) in Weiden verlängert.
Ein besonderes Problem ergab sich beim Wiederaufbau des Streckenabschnitts, der an der früheren Zentrale des Fernsehsenders RTL vorbeiführt: Um Störungen des Sendebetriebs durch Erschütterungen zu vermeiden, mussten die Schienen auf einem aufwendigen Masse-Feder-System montiert werden.
Zur Fußball-Weltmeisterschaft 2006 wurde die Linie 1 von Schulstraße zum neu gebauten S-Bahn-Haltepunkt Weiden West abermals verlängert. An ihrem neuen Endpunkt trifft die Linie 1 rechtwinklig auf die Schnellfahrstrecke Köln–Aachen, auf der die Linien S 13 und S 19 insbesondere in Richtung Westen neue Anschlussbeziehungen schaffen. Sinn dieser Maßnahme war es, das RheinEnergieStadion aus beiden Richtungen mit der Stadtbahn erreichbar zu machen: Bisher waren bei Heimspielen des 1. FC Köln in großem Umfang Verstärkungsfahrten zwischen dem Deutzer Bahnhof, Neumarkt und dem Stadion eingesetzt worden. Durch die neue Verbindung zur S-Bahn an der Bonnstraße hoffte man, diese Bedarfsspitzen besser zu bewältigen.
Außerdem entstand an der neuen Endhaltestelle ein Park-and-ride-Platz mit 430 Stellplätzen. Insbesondere im Gegensatz zu dem an der Linie 7 gelegenen P+R-Parkhaus Haus Vorst ist die Anlage unerwartet gut ausgelastet, so dass sie mittlerweile um weitere 250 auf 680 Plätze erweitert wurde.

### Butzweilerhof
Die Linie 5 wurde zum Fahrplanwechsel am 12. Dezember 2010 an ihrem nordwestlichen Ende um 1,85 Kilometer ins Gewerbegebiet Butzweilerhof verlängert. Um das Projekt möglichst schnell umsetzen zu können, wurde der Bau ohne Zuschüsse des Landes oder der Bundesrepublik von der KVB mit Unterstützung der dort ansässigen Betriebe finanziert. 5 Millionen Euro übernahmen die im Gewerbegebiet Butzweilerhof ansässigen Firmen, die restlichen 13 Millionen trug die KVB.
Die Strecke überquert die Bahnstrecke Köln–Frechen und ist nachfolgend auf der Südseite der Hugo-Eckener-Straße bis zur Haltestelle Alter Flughafen Butzweilerhof an der Ecke Köhlstraße trassiert. Dort zweigt die Strecke von der Hugo-Eckener-Straße ab, verläuft über die Haltestelle IKEA Am Butzweilerhof ins Zentrum von Butzweilerhof mit der Endhaltestelle Sparkasse Am Butzweilerhof.
Zwischen den Sommerferien 2010 und dem Eröffnungstermin wurde nicht nur die Verlängerungsstrecke angeschlossen, sondern auch einige Haltestellen entlang der bisherigen Strecke barrierefrei ausgebaut: Die Haltestellen Takuplatz und Ossendorf wurden aufgegeben, der Neubau der Haltestelle Lenauplatz wurde Richtung Takuplatz versetzt.

### Mengenich
Für die Neubausiedlung Bocklemünd/Mengenich plante man Anfang der 1960er Jahre auch einen Straßenbahnanschluss der Trabantenstadt. Dieser sollte als Verlängerung von der alten Endstelle Bocklemünd aus südlich der Militärringstraße mit einer Überquerung der Militärringstraße mittels einer Brücke geschehen. Als weiterer Verlauf war eine Trasse über den links des Ollenhauerrings gelegenen Grünstreifen bis zum Buschweg neben der Autobahn A 1 geplant. Dort sollte die Strecke in einer Wendeschleife enden. Diese anfängliche Planung wurde zunächst zurückgestellt, später durch die Planung einer Tunnelstrecke zum Görlinger-Zentrum ersetzt und zudem durch den Ausbau der Militärringstraße so gut wie unmöglich gemacht. 2002 wurde die Linie 3 oberirdisch von Bocklemünd nördlich der Militärringstraße bis zur neuen Haltestelle Mengenich Ollenhauerring verlängert. Dies ist die erste Baustufe einer ursprünglich geplanten Verlängerung bis Bocklemünd/Mengenich, Görlinger-Zentrum. Die zweite Baustufe sollte als Tunnel erfolgen. Die 944 Meter lange Verlängerung hätte ca. 45 Mio. Euro gekostet und wurde in der Integrierten Gesamtverkehrsplanung NRW mit einem Nutzen-Kosten-Quotienten von −0,37 bewertet, womit keine Möglichkeit auf Landesförderung gegeben war. Stattdessen beschloss der Stadtrat 2006 eine Führung an der Oberfläche, die zwar erheblich kostengünstiger wäre, jedoch nur am Rand der Wohnbebauung entlangführt. Für die mit hoher Priorität verfolgte Verlängerung entlang der Militärringstraße wurden mehrere Varianten erarbeitet, die Haltestellen in Höhe Tollerstraße, Schumacherring oder Buschweg vorsehen und im Laufe des Jahres 2008 zur Bürgerbeteiligung vorgestellt wurden.
Am 6. Februar 2018 erfolgte der symbolische erste Spatenstich auf der Baustellenfläche für die neue Endhaltestelle am Schumacherring für die Hauptarbeiten. Vorausgegangen waren ein Ratsbeschluss zum Bau im September 2009, die Rechtskraft des Planfeststellungsbeschlusses im Dezember 2015, die Freiräumung der Trasse ab Anfang 2016 sowie Arbeiten an neuen und vorhandenen Wasserleitungen durch die Rheinenergie und dann im Herbst 2017 die europaweite Ausschreibung der Aufträge.
Die Eröffnung der neuen Endhaltestelle Görlinger-Zentrum fand am 27. August 2018 statt.
Die Eröffnungsfahrt zum Ollenhauerring war zugleich der erste offizielle Einsatz der neuen Stadtbahnwagen des Typs K5000.

### Brühl
Nach einigen Bauverzögerungen wurde im April 2019 ein zweites Gleis zwischen Brühl Mitte und Brühl-Badorf in Betrieb genommen.

## Ausbau und Ertüchtigung
Neben dem Großprojekt Nord-Süd-Stadtbahn hat für die Kölner Stadtbahn der stufenfreie Einstieg und der barrierefreie Zugang zu allen Bahnsteigen Vorrang. Außerdem wird in der Kölner Stadtpolitik neben kleineren Maßnahmen seit einigen Jahren die Ertüchtigung der Ost-West-Achse diskutiert, die in einen U-Bahntunnel verlegt werden soll. Einen in diese Richtung weisenden Beschluss (Tunnelbau vom Heumarkt bis zum Aachener Weiher mit vier unterirdischen Haltestellen am Heumarkt, Neumarkt, Rudolfplatz und der Kreuzung Moltkestraße/Aachener Straße) fasste der Rat der Stadt am 3. April 2025. Unklar bleibt die Weiterführung zur Dürener Straße westlich und unter dem Rhein nach Deutz östlich der Innenstadt, die in einer späteren Phase eventuell erfolgen soll.

### Stufenloser Zugang zu Bahnsteigen und Zügen

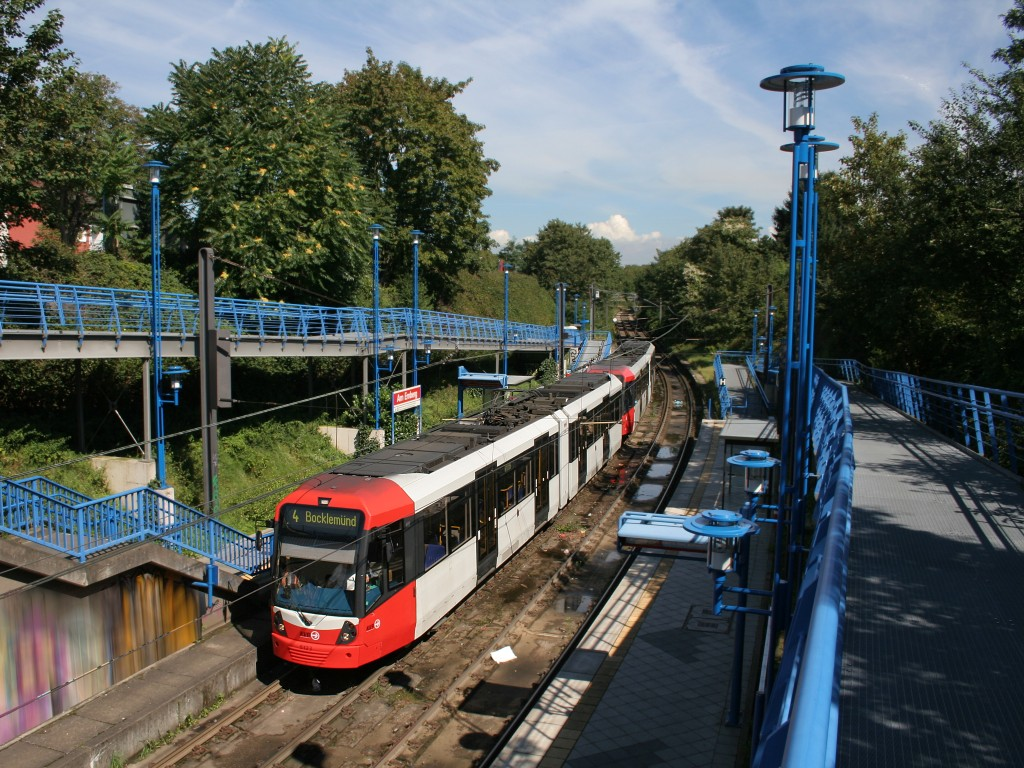
Barrierefrei ausgebaute Haltestelle Am Emberg der Linie 4

Während die Niederflurlinien bereits seit einigen Jahren an allen Stationen über passende Bahnsteige verfügten, konnte im Hochflurnetz der Umbau der Haltestellen des Innenstadtbereichs wegen des früheren Mischbetriebs von Hochflur- und Niederflurlinien erst 2003 begonnen werden. Die Haltestellen des Innenstadttunnels wurden bzw. werden schrittweise auf Hochbahnsteige umgebaut. Ende Mai 2010 wurden die Linien 3 und 4 zu den ersten vollständig umgerüsteten Hochflurlinien in Köln. Nach dem Umbau der meisten Innenstadt-Haltestellen konzentriert sich das Fehlen von Hochflur-Bahnsteigen nun noch auf die Gürtelstrecke (Linien 5 und 13) und die Linie 16. Eine stark frequentierte und bislang nicht barrierefreie Tunnelhaltestelle ist die Haltestelle Friesenplatz; hier fehlen Aufzüge, um vom Straßenniveau zu den Bahnsteigen zu gelangen. Von insgesamt 352 Haltestellen sind 323 barrierefrei. Welche Stationen nicht barrierefrei sind, ist auf dem jeweils aktuellen Liniennetzplan der KVB ausgezeichnet.

### ÖPNV-Roadmap 2018

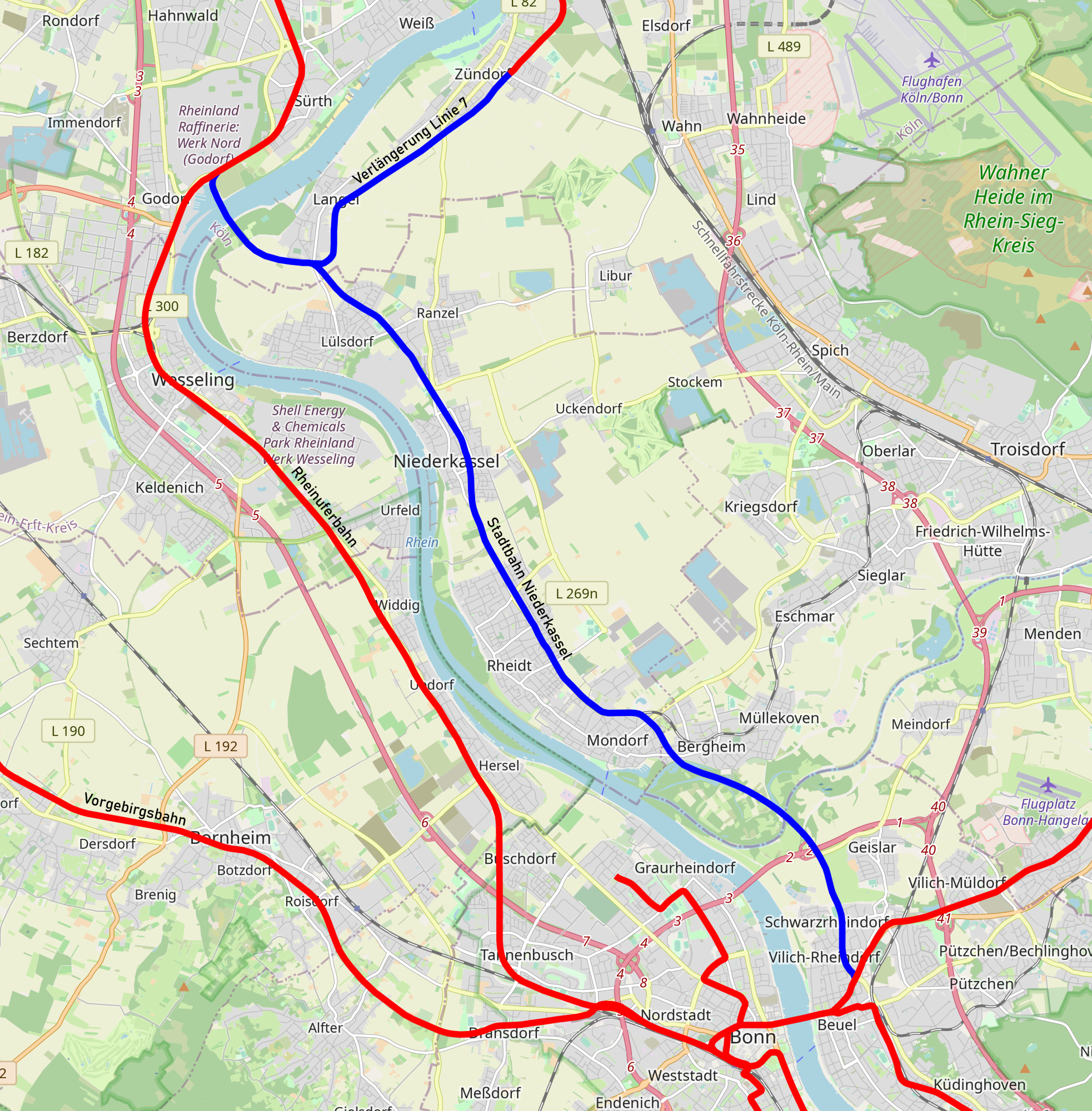
Planungen für eine neue Bahnverbindung Köln-Bonn (blau): Verlängerung der Linien 7 (aus Porz-Zündorf kommend) und 17 (aus dem Linksrheinischen kommend, mit Rheinquerung) in Richtung Bonn-Beuel

Im Rahmen der sogenannten ÖPNV-Roadmap, die im Februar 2018 von der Stadt Köln veröffentlicht wurde, wurden Maßnahmen für den Aus- und Neubau des Stadtbahnnetzes festgelegt:
- Ertüchtigung der Ost-West-Achse zum Betrieb mit Langzügen, d. h. insbesondere Verlängerung der Bahnsteige der Linie 1 zum Einsatz von Dreifach-Traktionen; Näheres siehe unten
- Verlängerung der Nord-Süd-Stadtbahn von Arnoldshöhe südlich nach Köln-Meschenich
- neue Linie vom Messekreisel in Deutz über das Neubaugebiet Mülheim-Süd nach Stammheim und Flittard; langfristig könnte diese Linie im Norden nach Leverkusen und im Süden nach Porz erweitert werden
- Verlängerung der Gürtelbahn (Linie 13) bis ans Rheinufer (Bayenthalgürtel), dort Anschluss an die Linien 16 und 17
- Bahnsteigverlängerungen für die Stadtbahnlinien 4 und 13 auf mindestens 60 m für den Einsatz von 70 m langen Bahnen
- Verlängerung der Stadtbahnlinie 7 nach Süden, siehe unten (Sachstand 2022).

### ÖPNV-Netzentwicklung – Sachstand 2022
In der Übersicht über das zukünftige Streckennetz der KVB bis 2032 und darüber hinaus, die im September 2022 von der Stadt Köln veröffentlicht wurde, waren folgende zusätzliche Ausbaumaßnahmen angegeben:
- Zwei neue Haltestellen der Linie 13 sollen laut einstimmigem Beschluss des Verkehrsausschusses der Stadt Köln vom 1. September 2020[35] an den Kreuzungspunkten Niehler Straße/Gürtel und Boltensternstraße/Gürtel zur besseren Anbindung der Bewohner der Stadtteile Niehl, Riehl und Nippes entstehen.[36]
- Seit 2021 zeichnet sich ab, dass der Anschluss des westlichen Stadtteils Widdersdorf über eine Verlängerung der Linie 4 am sinnvollsten erreicht werden kann; die Verlängerung der Linie 1 nach Widdersdorf, die die Stadt Köln zunächst vorzog,[37] soll entfallen. Auch die Möglichkeit einer späteren Verlängerung von Widdersdorf nach Bergheim-Niederaußem wird von den beteiligten Kommunen und Landkreisen geprüft.[38]
- Zusätzlich zu den Bahnsteigverlängerungen an den Linien 4 und 13 (siehe ÖPNV-Roadmap 2018) soll auch Linie 18 längere Bahnen erhalten.[38][39]
- Linie 17 soll im Falle des Baus einer neuen Rheinbrücke bei Godorf über diese eine dritte Stadtbahnverbindung von Köln nach Bonn schaffen. Dabei wird eine Umstiegsmöglichkeit zur dann ebenfalls verlängerten Linie 7 in Langel-Süd angestrebt, danach führt Linie 17 auf Teilen der RSVG-Strecke weiter über Lülsdorf, Niederkassel, Rheidt, Bonn-Geislar, Bonn-Schwarzrheindorf und Bonn-Beuel Mitte nach Bonn Hbf.[40][41][42]
- Verlängerung der Gürtelbahn (Linie 13) rechtsrheinisch von Mülheim bis Ostheim und später zum S-Bahnhof Frankfurter Straße[43] oder Ausbau zur Ringbahn über eine neue Rheinquerung im Süden Kölns.[44]
- Neubau einer Haltestelle Sürth-Süd auf der Linie 16.
- Neubau einer Haltestelle Bf. Köln-Süd auf Linie 18. Dies soll laut Presseberichten beim Austausch der Bahnbrücken in den Jahren 2028/29 geschehen.[45]
- Stadtbahnanschluss des Stadtteils Neubrück.

### Weitere Vorhaben
Diese Vorhaben sind weder in der ÖPNV-Roadmap noch in der ÖPNV-Netzentwicklung enthalten, aber in der Diskussion bzw. bereits in der konkreten Umsetzung:
- Der Stadtentwicklungsausschuss und der Verkehrsausschuss der Stadt Köln beschlossen in einer gemeinsamen Sitzung am 19. Januar 2023, dass es eine rein rechtsrheinische Stadtbahnlinie der KVB geben sollte, die von Süden kommend das geplante Wohnquartier im Deutzer Hafen mit dem Deutzer Bahnhof verbindet. Über die genaue Trassierung dieser neuen Linie 8 und ihre eventuelle Weiterführung nach Osten sollte verhandelt werden. 2024 stellte die Stadt Köln die Führung zum Deutzer Bahnhof wieder in Frage, da die Anbindung an den U-Bahnhof am Deutzer Bahnhof als zu teuer erachtet wird. Nun soll die neue Linie wie die bestehende Linie 7 über die Deutzer Brücke ins Linksrheinische geführt und der Verkehr zwischen Hafen und Bahnhof mit einer neuen Buslinie sichergestellt werden.[46][47]

- Die KVB gab zudem konkrete Planungen bekannt, wonach begleitend zu den oben genannten Verlängerungen von Bahnsteigen bestimmter Linien der Wagenpark erneuert wird, etwa durch den Kauf von 132 Hochflur-Stadtbahnwagen mit einer Länge von rund 30 Metern, von denen jeweils zwei über eine Schnelltrennstelle zu einem durchgängigen Zug mit einer Länge von ca. 60 Metern verbunden werden, sowie von 34 Zwischenmodulen, mit denen 60-Meter-Züge auf 70 Meter verlängert werden können.[48]

- Eine von der Linie 18 abzweigende Stichstrecke von Hürth-Hermülheim nach Hürth-Mitte (ZOB) ist von der Hürther Verwaltung beschlossen worden.[49]

Alle Planungen für weitere Netzerweiterungen und den Ausbau bestehender Strecken sind wegen des enormen Finanzbedarfs der Nord-Süd-Stadtbahn und den darüber hinaus für Köln mittelfristig nur in geringem Umfang erwartbaren Finanzzuschüssen von Bund und Land auf eine fernere Zukunft verschoben. Einige Vorhaben, die immer wieder zur Diskussion gestellt wurden, sind folgende:
- Verlängerung der Linie 7 im Linksrheinischen nach Kerpen[50]
- Zusammenlegung der Gürtelbahn-Haltestellen (Linien 5 und 13) Nußbaumerstraße und Subbelrather Straße sowie Wiederherstellung der Haltestelle Bahnhof Ehrenfeld
- Verlängerung der Linie 5 über das Gewerbegebiet Am Butzweilerhof hinaus nach Longerich, dort Anschluss an die S-Bahn und/oder die Stadtbahnlinie 15
- Interesse der Stadt Bergisch Gladbach, eine zurzeit an der Kölner Stadtgrenze in Thielenbruch endende Stadtbahnlinie auf das Gladbacher Stadtgebiet zu verlängern und teilweise über das Gelände der stillgelegten Papierfabrik Zanders bis ins Zentrum Bergisch Gladbachs zu führen[51]
- Verlängerung des Tunnels auf der Neusser Straße (Mollwitzstraße bis Wilhelm-Sollmann-Straße)
- neue Stadtbahnlinie als Ringbahn von Ehrenfeld über Innere Kanalstraße, Universität, das neue Viertel „Parkstadt Süd“ und die Südbrücke ins rechtsrheinische Netz der Linie 7[52][53]
- Verlängerung der Linie 1 von Bergisch Gladbach-Bensberg nach Osten über Moitzfeld bis Herkenrath/Spitze (Kürten)[54]
- Verlängerung der Linie 4 von der Haltestelle Schlebusch zum Klinikum Schlebusch oder bis Odenthal, von der Stadt Leverkusen und dem Rheinisch-Bergischen-Kreis diskutiert.[55]

- Durch die Entscheidung zum Bau der unterirdischen Variante der Ost-West-Stadtbahn wird der U-Bahnhof Moltkestraße neu gebaut werden.

### Nord-Süd-Stadtbahn
Die Nord-Süd-Stadtbahn ist das aktuelle Großprojekt, mit dem der Innenstadttunnel (über Appellhofplatz, Neumarkt, Poststraße) entlastet und die Linie 16 (durch Verlegung aus dem Innenstadttunnel in den neuen Nord-Süd-Tunnel) beschleunigt werden soll. Der erste Bauabschnitt der Nord-Süd-Stadtbahn wurde in zwei Röhren von der Marktstraße im Süden aus unter archäologisch interessanten Schichten hindurch gebohrt. Zwischen Dom und Philharmonie wurden sie mit den beiden kleineren Tunneln verbunden, die unter den Gleisanlagen des Hauptbahnhofs zum Breslauer Platz führen. Der zweite Bauabschnitt zweigt an der Haltestelle Bonner Wall vom Tunnel der Nord-Süd-Stadtbahn ab, wurde teilweise an der Oberfläche zum Rhein geführt und schließt an der Haltestelle Schönhauser Straße an die bestehende Rheinuferstrecke an. Die Linie 16 wird dadurch erheblich beschleunigt werden, weil von Süden kommend der Umweg über die Ringe bis zum Barbarossaplatz nicht mehr notwendig sein wird, um dort über den Innenstadttunnel nach Dom/Hauptbahnhof zu gelangen. Außerdem wird dadurch der Mischbetrieb von Hochflur- und Niederflur-Fahrzeugen auf den südlichen Ringen beendet werden.

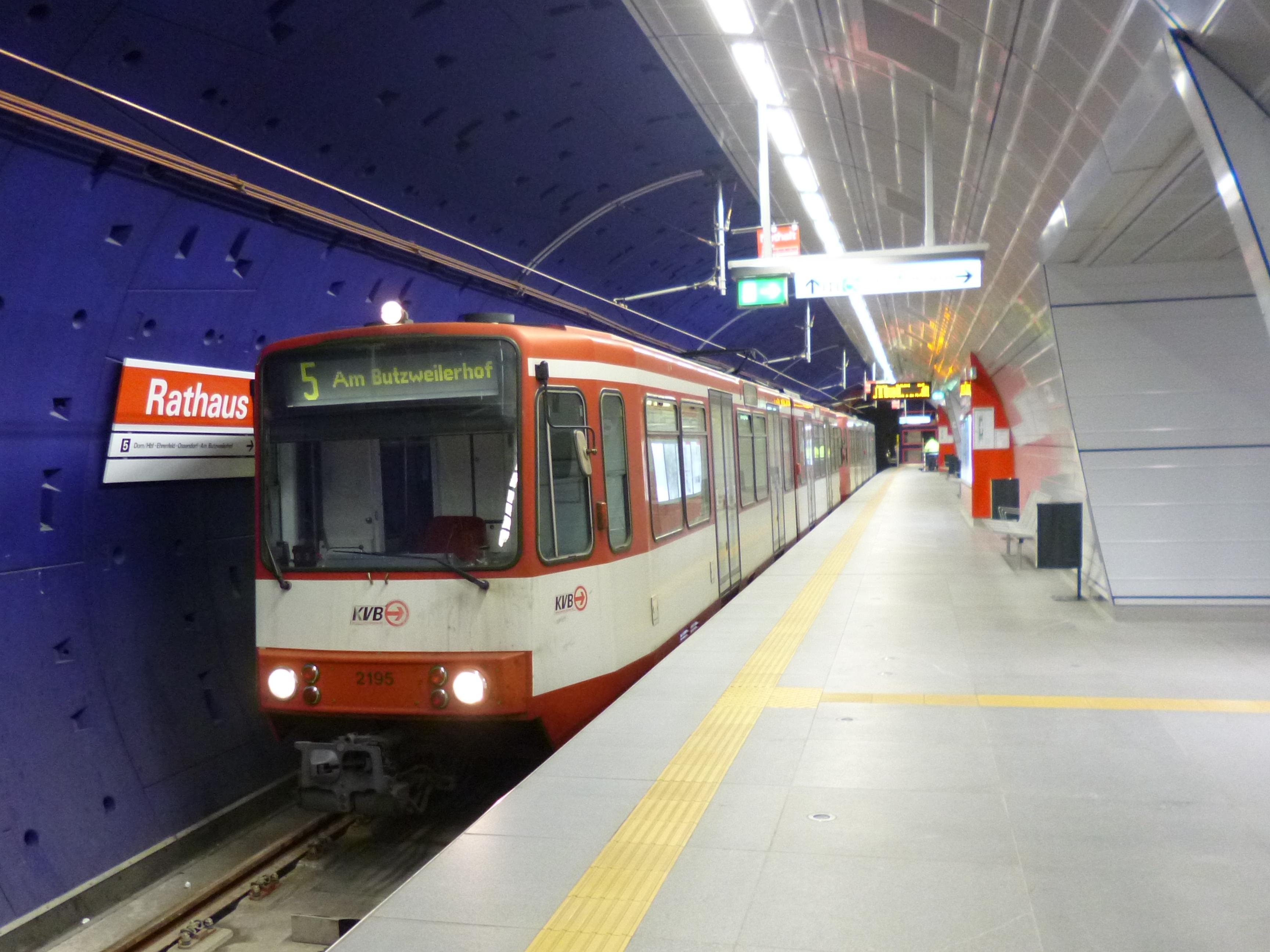
U-Bahn-Haltestelle Rathaus

Die Bauarbeiten für die Nord-Süd-Stadtbahn wurden im Wesentlichen in den 2000er Jahren durchgeführt und abgeschlossen. Lange wurde als mögliche Fertigstellung das Jahr 2010 genannt. Am 3. März 2009 jedoch brach während drei bis fünf Minuten Erdreich in die Baugrube des Gleiswechsels am Waidmarkt, zwischen den beiden geplanten U-Haltestellen Heumarkt und Severinstraße, ein. In den entstehenden Krater stürzten um 13 Uhr 58 das Historische Archiv der Stadt Köln und zwei angrenzende Gebäude. Zwei Bewohner starben.
Dieses schwere Unglück verzögerte die Fertigstellung um viele Jahre. Im Juli 2010 teilte die KVB mit, die vier Kilometer lange Strecke werde frühestens 2015 fertig sein; die Bauarbeiten könnten aber auch bis 2017 dauern. Die KVB nannte als Ursachen für die lange Bauzeit Ermittlungen nach dem Archiveinsturz und die Bergung von verschütteten Archivalien des Stadtarchivs. Während im Februar 2012 von einer vollständigen Inbetriebnahme der Strecke im Jahr 2019 ausgegangen wurde, da sich die Ermittlungen noch weiter hinzogen, war seit 2015 eine Fertigstellung im Jahr 2023 erwartet worden. Im Dezember 2017 gingen die Kölner Verkehrsbetriebe von einer Fertigstellung im Jahr 2025 aus. Nachdem der gerichtlich bestellte Gutachter im Mai 2018 überraschend erklärt hatte, für ihn seien die Untersuchungen zum Einsturz der U-Bahn-Baustelle und des Kölner Stadtarchivs abgeschlossen, erschien es möglich, dass die Bauarbeiten am Waidmarkt kurzfristig wieder aufgenommen würden. Dann wäre eine Fertigstellung der durchgehenden Strecke 2022 denkbar gewesen. Dennoch wurde im März 2019 verlautbart, dass die KVB nun von einer Eröffnung 2026/2027 ausgehe. Um die fertig gebauten Teile der Strecke bereits vorher nutzen zu können, wurden Teilabschnitte in Betrieb genommen. Im Dezember 2012 wurde die Linie 5 bis zur neuen Haltestelle Rathaus verlängert, und seit Dezember 2013 verkehrt sie bis zur nächstfolgenden Haltestelle Heumarkt. Da in diesem Abschnitt des Tunnels ein Gleiswechsel nicht möglich ist, wird nur das Gleis in der westlichen Tunnelröhre genutzt.
Der südliche Teilabschnitt ab Severinstraße wurde am 13. Dezember 2015 von der Linie 17 in Betrieb genommen. Ursprünglich war ihr Einsatz nur zur Hauptverkehrszeit vorgesehen, doch entschied man sich schließlich für einen ganztägigen Betrieb. Die Linie 17 führt seitdem über die vier (unterirdischen) Nord-Süd-Stadtbahn-Haltestellen Severinstraße, Kartäuserhof, Chlodwigplatz und Bonner Wall und von hier weiter (über die zweite Baustufe) an das Rheinufer, wo sie an die bestehende Strecke der Linie 16 angeschlossen ist. Über diese fährt sie bis Rodenkirchen und in der Hauptverkehrszeit bis Sürth. Die Linie 17 ist die am wenigsten genutzte Stadtbahnlinie Kölns, da eine Anbindung in die hochfrequentierte Innenstadt noch fehlt. Sie ist daher die einzige Linie, die mit nur einem Waggon fährt. Nach der vollständigen Inbetriebnahme der Nord-Süd-Stadtbahn (voraussichtlich Ende der 2020er Jahre) sollen die Linien 5 und 16 die Strecke befahren, Linie 5 vom Chlodwigplatz über die Bonner Straße in Richtung Arnoldsweiler, Linie 16 wie bereits jetzt über das Rheinufer nach Rodenkirchen und weiter (jedoch nicht mehr über den Umweg über Neumarkt, Barbarossaplatz, Ringe). Ob dann die Linie 17 erhalten bleibt, ist unklar. In Planungen einer rechtsrheinischen Verbindung von Köln nach Bonn-Beuel wird sie als aus dem Linksrheinischen kommender Ast (mit Rheinquerung bei Köln-Godorf) weiterhin erwähnt.
Die Bauarbeiten der dritten Baustufe zwischen Marktstraße/Raderberg und Arnoldshöhe/Marienburg sollten Anfang 2016 beginnen und bis Ende 2018 fertiggestellt sein. Der Planfeststellungsbeschluss erging im April 2016, wurde jedoch beklagt und der Baustart daher bis zum Zuwendungsbescheid aufgeschoben. Die Klagen gegen den Planfeststellungsbeschluss wurden am 14. Oktober 2017 vom Oberverwaltungsgericht für das Land Nordrhein-Westfalen zurückgewiesen, und mit den für den Bau erforderlichen Baumfällungen wurde am 20. Oktober 2017 begonnen. Die vorbereitenden Arbeiten wurden im März 2018 durch RheinEnergie aufgenommen, parallel begannen die Stadtentwässerungsbetriebe im Oktober 2019 den Bau des Stauraumkanals. Auf der Bonner Straße begannen Anfang Januar 2022 die Bauarbeiten, um bis 2025 die Bahntrasse bis zum Bonner Verteiler zu verlängern.
Die vierte Baustufe (Ausbau von Arnoldshöhe nach Rondorf und Meschenich) befand sich Anfang 2022 in der konkreten Planung. Im Frühjahr 2022 sollte die Trassenführung festgelegt werden. Im November 2024 teilte die Verwaltung mit, dass vorerst nur bis zu einer vorläufigen Endhaltestelle Am Kölnberg in Meschenich-Nord geplant werde. Eine Ortsdurchfahrt Meschenich würde nicht den Anforderungen aller Verkehrsteilnehmer gerecht werden können. Langfristig sei geplant, weitere Flächen im Norden und Westen Meschenichs zu erschließen. Eine Verlängerung der Stadtbahntrasse könne zu gegebener Zeit in diesen Bereichen mitgeplant und eine mögliche Direktanbindung von Meschenich Süd und Brühl geprüft werden.

### Ost-West-Stadtbahn
| \| \| \| von Bensberg und Königsforst \| \| \| \| \| von Zündorf \| \| \| \| \| Deutzer Brücke \| \| \| \| \| Beginn der Ost-West-Tunnels \| \| \| \| \| Heumarkt (kreuzt Nord-Süd-Stadtbahn) \| \| \| \| \| Neumarkt (kreuzt Innenstadttunnel) \| \| \| \| \| \| \| \| \| \| Abzweig nach Sülz, Tunnelende \| \| \| \| \| Rudolfplatz (kreuzt Ringe-Tunnel) \| \| \| \| \| Moltkestraße \| \| \| \| \| Ende des Ost-West-Tunnels \| \| \| \| \| Universitätsstraße \| \| \| \| \| nach Weiden und Frechen \| \| |  |                                      |                                      |
| U-Bahn-Strecke |  | von Bensberg und Königsforst         | von Bensberg und Königsforst         |
| U-Bahn-Abzweig geradeaus und von links |  | von Zündorf                          | von Zündorf                          |
| U-Bahn-Brücke über Wasserlauf |  | Deutzer Brücke                       | Deutzer Brücke                       |
| U-Bahn-Tunnelanfang |  | Beginn der Ost-West-Tunnels          | Beginn der Ost-West-Tunnels          |
| U-Bahn-Turmbahnhof mit Tunnelstrecke (im Tunnel) |  | Heumarkt (kreuzt Nord-Süd-Stadtbahn) | Heumarkt (kreuzt Nord-Süd-Stadtbahn) |
| U-Bahn-Turmbahnhof mit Tunnelstrecke (im Tunnel) |  | Neumarkt (kreuzt Innenstadttunnel)   | Neumarkt (kreuzt Innenstadttunnel)   |
| U-Bahn-Abzweig geradeaus und nach links (im Tunnel) · U-Bahn-Strecke von rechts (im Tunnel) |  |                                      |                                      |
| U-Bahn-Strecke (im Tunnel) · U-Bahn-Tunnelende |  | Abzweig nach Sülz, Tunnelende        | Abzweig nach Sülz, Tunnelende        |
| U-Bahn-Turmbahnhof mit Tunnelstrecke (im Tunnel) |  | Rudolfplatz (kreuzt Ringe-Tunnel)    | Rudolfplatz (kreuzt Ringe-Tunnel)    |
| U-Bahn-Haltepunkt / Haltestelle (im Tunnel) |  | Moltkestraße                         | Moltkestraße                         |
| U-Bahn-Tunnelende |  | Ende des Ost-West-Tunnels            | Ende des Ost-West-Tunnels            |
| U-Bahn-Haltepunkt / Haltestelle |  | Universitätsstraße                   | Universitätsstraße                   |
| U-Bahn-Strecke |  | nach Weiden und Frechen              | nach Weiden und Frechen              |

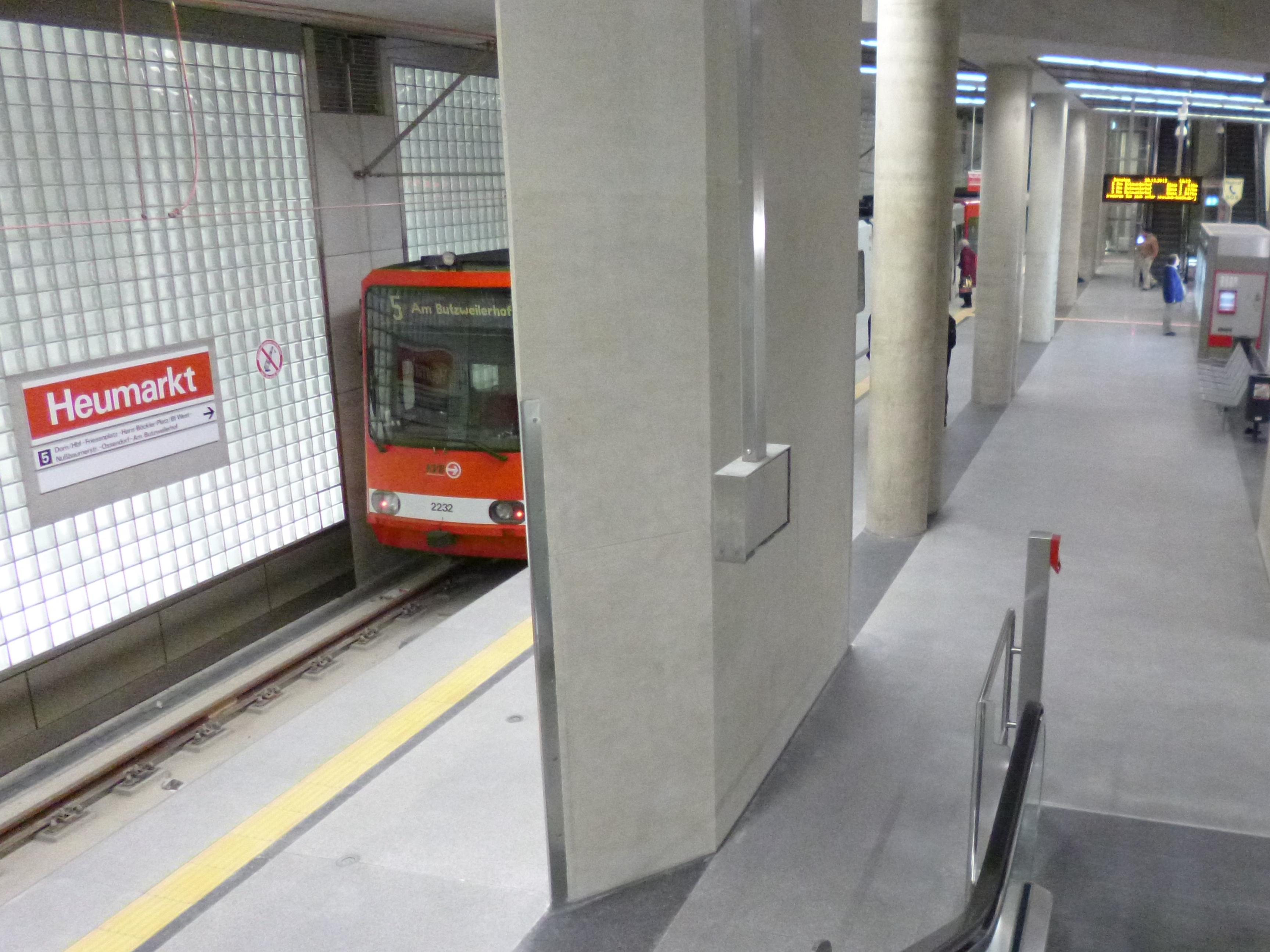
Unterste Ebene des U-Bahnhofs Heumarkt

Seit den 1970er Jahren wurde in der Kölner Stadtgesellschaft immer wieder diskutiert, die Ost-West-Linien in der Innenstadt in einen Tunnel zu verlegen. Daher wurde das Zwischengeschoss der U-Bahnhaltestelle Heumarkt von Anfang an so angelegt, dass es die Ost-West-Linien hätte aufnehmen können. Auch beim Bau des Ringe-Tunnels wurde die Haltestelle Rudolfplatz in einer Weise geplant, die den späteren Bau einer dritten Ebene aus architektonischer und statischer Sicht ermöglicht hätte (Turmbahnhof). (Nach neustem Stand können diese Provisorien jedoch nicht für einen eventuellen neuen Tunnel genutzt werden und müssten von der Ost-West-Stadtbahn unterfahren werden. Die Verbindung zwischen den Bahnsteigen auf verschiedenen Ebenen dürfte insbesondere am Neumarkt kompliziert ausfallen.)
Im Februar 2006 fasste der Rat der Stadt Köln den Beschluss, die Planungen für einen Ost-West-Tunnel zu konkretisieren. Dadurch sollte der Bahnverkehr beschleunigt sowie Platz für eine Neuordnung des Oberflächenverkehrs geschaffen werden, um beispielsweise durch die vollständige Verlegung des Kfz-Verkehrs auf die Südseite des Neumarkts dessen „Insellage“ zu beenden. Die Aufenthaltsqualität für Fußgänger in Teilen der Innenstadt soll sich so verbessern. 
Die Initiative des Stadtrats war von Anfang an massiver Kritik ausgesetzt, insbesondere mit der Begründung, dass an der Oberfläche bestehende Strecken bereits einen hohen Ausbaustand aufweisen und ein neuer U-Bahnbau dem als überholt anzusehenden Konzept von einer autogerechten Stadt entspräche. Neben der Partei der Grünen lehnte auch das Forum Kölner Verkehrsinitiativen, in dem u. a. die ökonomischen und ökologischen Verkehrsklubs VCD, ADFC, Pro Bahn und der Arbeitskreis Schienenverkehr im Rheinland organisiert sind, eine unterirdische Führung aus städtebaulichen und finanziellen Gründen ab. Die Streckenführung im Tunnel böte laut den Kritikern kaum Vorteile für den Fahrgast. So wurde gefordert, stattdessen die Stadtbahnstrecken an der Oberfläche zu belassen und die Verkehrsfläche des Kfz-Verkehrs erheblich einzuschränken sowie Finanzmittel, die in den U-Bahnbau fließen würden, für den Ausbau anderer ÖPNV-Projekte (siehe unten) einzusetzen. Als ökonomisch und ökologisch sinnvolle Alternative zum Ost-West-Tunnel wurden etwa Vorrangschaltungen für die Stadtbahn gefordert, die ermöglichen sollen, dass Bahnen und Kfz-Verkehr an den Haltestellen gleichzeitig anhalten, während der Querverkehr die Kreuzungen passiert, sowie etwa der Ausbau der oberirdischen Haltestelle Neumarkt zu einer Doppelhaltestelle mit längeren, breiteren Bahnsteigen, an denen zum Zweck der Zeitersparnis zwei Züge hintereinander gleichzeitig abgefertigt werden könnten. Dazu weitere Maßnahmen zur Fahrplanoptimierung mit Fahrtzeitverkürzung für die Fahrgäste. Kritiker behaupten außerdem, dass ein Tunnel, der alle drei Ost-West-Linien aufnimmt, die Kapazitätsengpässe auf der Strecke nicht beheben könnte.
Am 18. Dezember 2018 stimmte eine aus Grünen, CDU-Vertretern und der Wählergruppe Gut gebildete Mehrheit des Kölner Stadtrats für einen Kompromiss, der vorsah, für die KVB-Trasse zwischen der Deutzer Brücke und dem Aachener Weiher sowohl einen Tunnel (geschätzte Kosten 750 Millionen Euro) als auch einen oberirdischen Ausbau vertieft planen zu lassen, um beide im Detail zu vergleichen. Für eine Übergangsphase sollten die Bahnsteige der gesamten Linie 1, wie schon in der ÖPNV-Roadmap von Februar 2018 vorgesehen, für längere Züge umgebaut werden. Der Kölner Stadtrat beschloss zudem am 10. Juli 2019, ab Dezember 2019 zur Entlastung der Stadtbahn in den Hauptverkehrszeiten die Buslinie 171 von Mülheim über Kalk und Deutzer Brücke zum Breslauer Platz (am Kölner Hauptbahnhof), die Buslinie 172 von Widdersdorf über Lövenich, Müngersdorf und Braunsfeld zum Hauptbahnhof und die Buslinie 173 von Weiden über Junkersdorf und Braunsfeld zum Hauptbahnhof zu führen; auf der Aachener Straße verläuft dabei der Streckenabschnitt zwischen Militärring und Universitätsstraße auf einer eigenen Busspur.
Im Wahlkampf zu den Kommunalwahlen im September 2020 versprachen die Ratsparteien, folgende Lösungen voranzutreiben:
- SPD: Linie 7 weiterhin oberirdisch; Linie 1 und 9 unterirdisch ab Deutzer Freiheit unter dem Rhein in die Innenstadt
- CDU: U-Bahntunnel zwischen Heumarkt und Aachener Weiher mit Abzweig für die Linie 9 nach Sülz
- Grüne: oberirdische Lösung mit Reduzierung des Autoverkehrs auf der Ost-West-Achse
- FDP: Tunnellösung zwischen Heumarkt und Aachener Weiher; Weiterführung der Linie 7 unter der Dürener Straße bis zum Gürtel und von dort wie bisher nach Frechen
- Linke: oberirdische Lösung
- AfD: Tunnellösung

Bei den Wahlen zum Kölner Stadtrat am 13. September 2020 wurden die Grünen mit 28,5 % der abgegebenen Stimmen stärkste Partei. Sie bildeten gemeinsam mit der CDU und Volt eine Koalition im Stadtrat. Der Kooperationsvertrag der Parteien sah vor, weiterhin gleichzeitig die Planung einer ober- und einer unterirdischen Variante zu verfolgen.
Im August 2022 wurde verlautbart, dass die Planung und Ausführung der Verlängerung der Bahnsteige der Linie 1 für den Einsatz von 90 (statt bisher 60) Meter langen Zügen nicht vor dem Jahr 2029 abgeschlossen sein würden. Mit der eventuellen Verlegung eines Teils der Strecke in einen Tunnel sei in den späten 2030er Jahren zu rechnen. Im August 2022 konnten interessierte Bürger Wünsche zur Gestaltung der bis zum Ende des laufenden Jahrzehnts umzubauenden oberirdischen Haltestellen des ersten Bauabschnitts West (Universitätsstraße bis Weiden) äußern. Neue Stadtbahnwagebn wurden bestellt.
Im Mai 2023 wurden Planungsoptionen für eine mögliche Tunnellösung vorgestellt: Danach könnte die Haltestelle Neumarkt um zwei unterirdische Ebenen erweitert werden, eine für die Linien 1 und 7 und eine weitere für Linie 9. Die Anlage von zwei Ebenen würde Linienführungsprobleme hinter dem Neumarkt, wo Linie 9 in Richtung Zülpicher Platz abbiegt, verhindern. Durch eine Änderung der Förderrichtlinien des Bundes könnte zudem bei Vorliegen überzeugender Gründe eine Tunnelführung der Linien 1 und 9 nicht nur bis zur Universitätsstraße, sondern bis hinter die Universitätsstraße/Innere Kanalstraße in die westlichen Vororte möglich sein. Zum Zeitpunkt der Vorlage im Mai 2023 war vorgesehen, dass eine Entscheidung für oder gegen den Tunnelbau im Frühjahr 2024 fallen sollte; die Ratsfraktionen der CDU, SPD und FDP befürworteten die Tunnellösung, die Grünen und die Linkspartei lehnten sie weiterhin ab. Nachdem zwischenzeitlich der Rat der Stadt Köln am 24. Juni 2024 darüber abstimmen sollte, wurde die Abstimmung auf Anfang Oktober 2024 verschoben, erschien dann aber nicht wie angekündigt auf der Tagesordnung der Sitzung des Stadtrates am 1. Oktober. Im Vorfeld der Entscheidungsfindung wurde ein Testlauf auf der oberirdischen Strecke mit den von der KVB avisierten Langzügen (90 m, in Dreifachtraktion) durchgeführt, um die Praxistauglichkeit eines oberirdischen Langzugverkehrs zu evaluieren. Auch dieses Vorhaben war zwischen den Ratsfraktionen umstritten.
Am 3. April 2025 beschloss der Rat der Stadt Köln endlich mit den Stimmen von CDU, SPD, FDP, AFD sowie von Oberbürgermeisterin Henriette Reker den Bau eines Stadtbahntunnels vom Heumarkt über Neumarkt und Rudolfplatz bis zur Haltestelle Moltkestraße auf der Aachener Straße. Des Weiteren wurde beschlossen zu prüfen, ob in einem zweiten Bauabschnitt im Osten ein Tunnel unter dem Rhein nach Deutz und im Westen ein Abzweig Richtung Dürener Straße realisiert werden können. Die KVB verlautbaren auf ihrer Webseite zur Projektplanung: „Der Bereich Innenstadt erstreckt sich von der Universitätsstraße bis zur Deutzer Brücke. Diese Strecke soll für die Linien 1 und 7 unterirdisch ausgebaut werden. Die Linie 9 soll möglichst weiterhin oberirdisch fahren. Zudem ist vorgesehen, mit dem Stadtbahn-Ausbau auch die Oberfläche in der Innenstadt neu zu gestalten.“

### Sanierung der Mülheimer Brücke 2024/2025

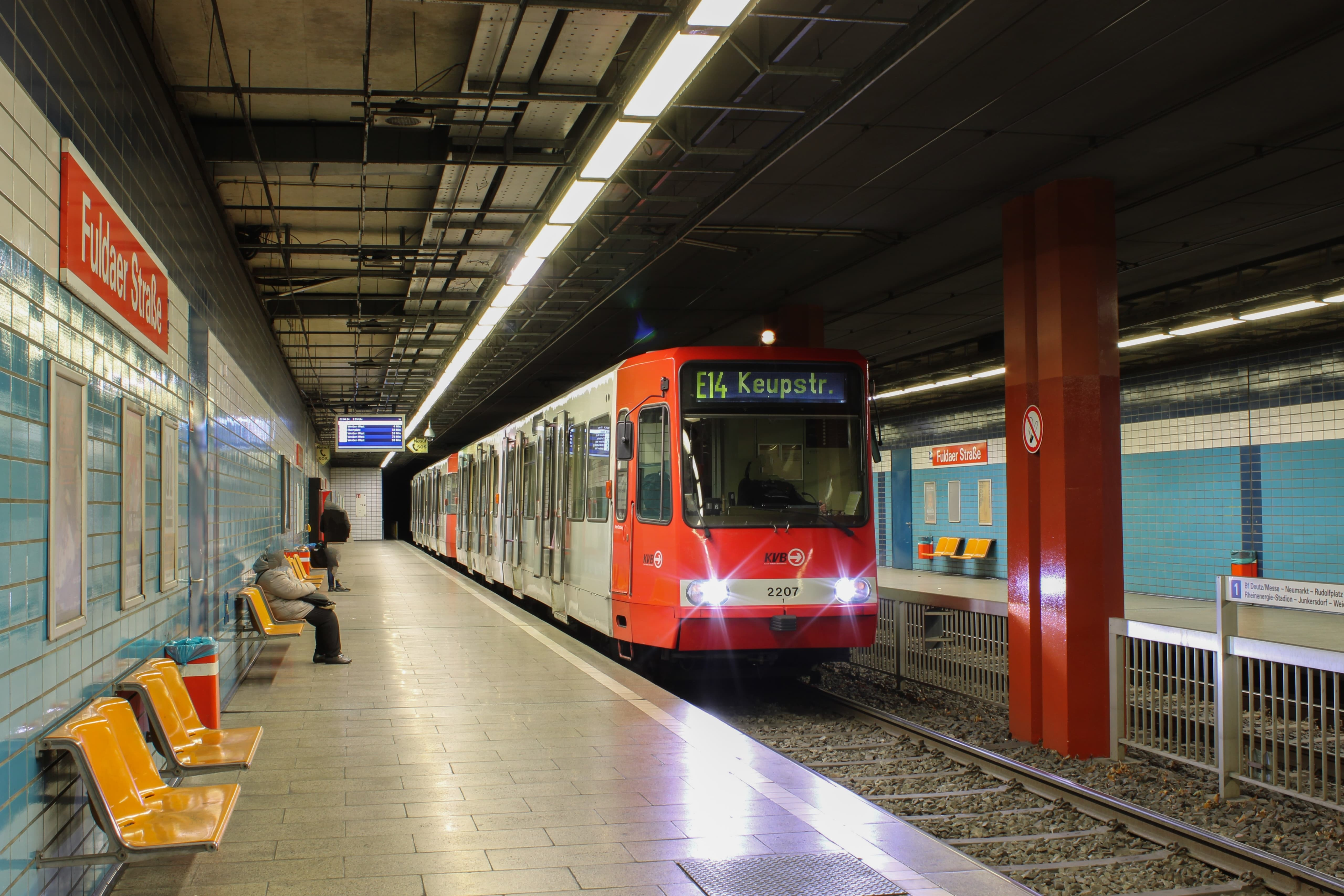
Wagen 2207 als ausrückende Linie 14 an der Haltestelle Fuldaer Straße in Richtung Keupstraße fahrend

Wegen der Sanierung der Mülheimer Brücke wurde am 1. April 2024 der Stadtbahnbetrieb auf der Brücke eingestellt. Daher fahren die Bahnen der Linie 13 zurzeit nur im linksrheinischen Stadtgebiet zwischen Sülzgürtel und Slabystraße; im rechtsrheinischen Köln verkehrt die Linie nicht. Die Bahnen der Linie 18 fahren linksrheinisch aus Bonn, Schwadorf bzw. Brühl kommend bis Slabystraße und von dort zurück; außerdem wird die Linie 18 rechtsrheinisch zwischen Mülheim Wiener Platz und Thielenbruch bedient. Die Linie 3 wurde ganztägig bis Thielenbruch verlängert, und zur Verstärkung der Linie 4 fährt von montags bis freitags Linie 14 von Keupstraße über die Severinsbrücke und Neumarkt zum Ebertplatz. Zudem wurde die Ersatzbuslinie 118 eingerichtet, die von Mülheim Wiener Platz über Stegerwaldsiedlung und Zoo/Flora nach Neusser Str./Gürtel im 10-Minuten-Takt verkehrt.
Als Alternative zum sonst üblichen 5-Minuten-Takt der Linie 18 verkehrte zu Beginn der Baumaßnahme eine temporär eingerichtete Linie 19 zwischen Reichenspergerplatz und Klettenbergpark, die später aufgrund von Kapazitätsengpässen eingestellt werden musste.
Am 24. September 2024 teilte die Stadtverwaltung mit, dass der ursprüngliche Zeitplan für die Fertigstellung der Brücke aufgegeben werden müsse, da im Rahmen von Abbrucharbeiten die Bewehrung teils beschädigt, teils in anderer Lage als angenommen vorgefunden wurde. Die geplante Wiederaufnahme des Stadtbahnbetriebs über die Mülheimer Brücke wurde daher zunächst auf Ende des ersten Quartals 2025, dann auf den 15. September 2025 verschoben.

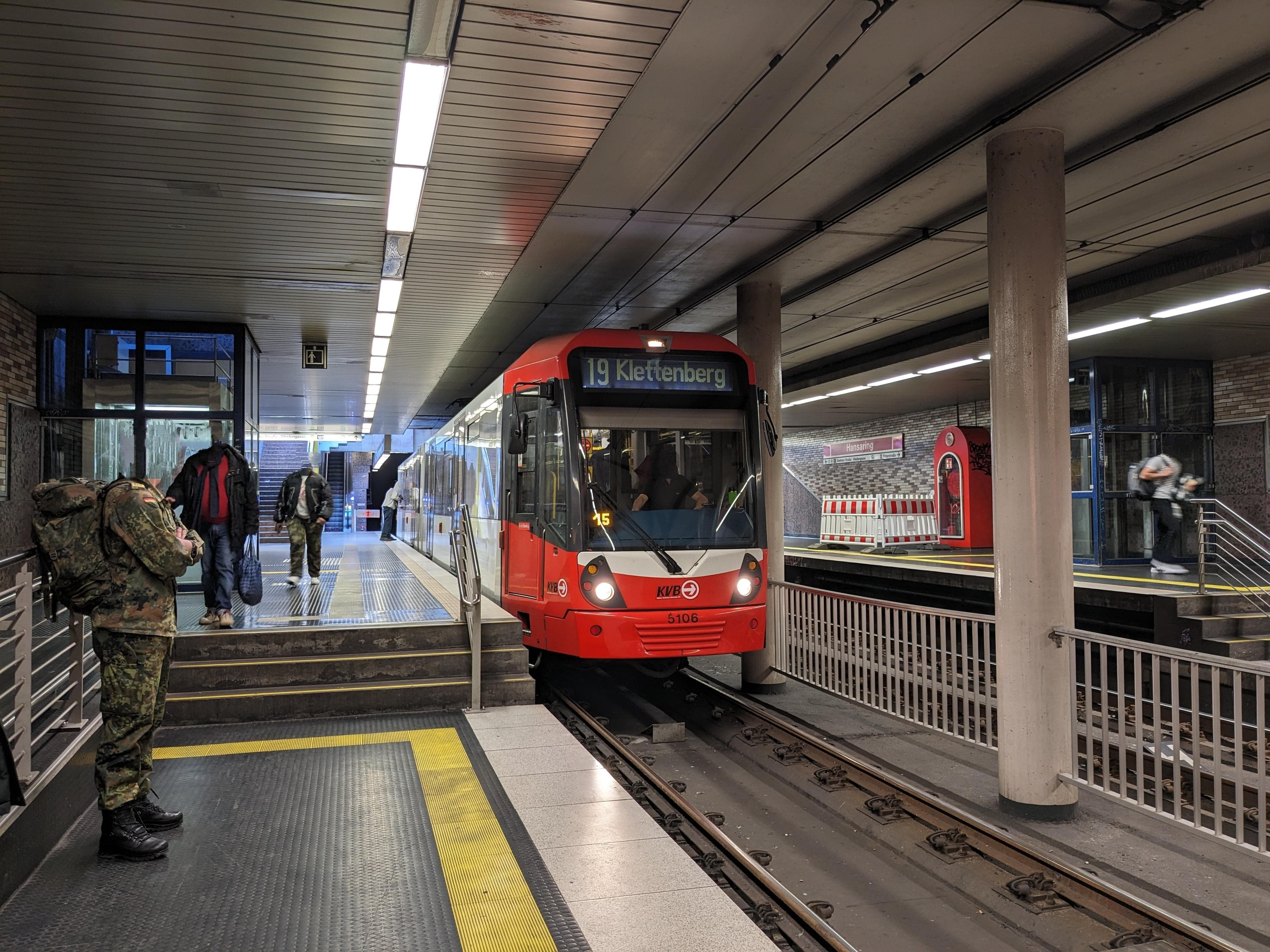
Wagen 5106 als Linie 19 am Hochbahnsteig Hansaring in Richtung Klettenberg fahrend

## Stilllegungen
Auch die Kölner Straßenbahn wurde von den großen Stilllegungswellen der 1950er und 1960er Jahre nicht verschont. Vorangegangen war diesen allerdings der Zweite Weltkrieg, in dem ein großer Teil der Stadt Köln – und mit ihr natürlich auch das Straßenbahnnetz – zerstört wurde. Einige der damals zerstörten Strecken, vor allem im Bereich der Innenstadt, wurden nicht wieder aufgebaut, sondern durch Buslinien oder alternative Streckenführungen ersetzt. Die Kölner Innenstadt innerhalb der Ringstraße wurde erst wieder durch den U-Straßenbahn-Bau, durch die Straßenbahn im Tunnel, attraktiv erschlossen. Die Stilllegungen ab 1955 betrafen überwiegend die Vorortbahnen. Wie kurzsichtig diese Stilllegungen waren, zeigt sich daran, dass in den letzten dreißig Jahren einige dieser Strecken parallel verlaufende S-Bahn-Linien erhielten. Eine andere stillgelegte Strecke wurde wieder aufgebaut.
Es gab in den 1960er Jahren aber auch einige Erweiterungen des Straßenbahnnetzes. So wurden im Norden die Ford-Werke in Niehl und der Stadtteil Longerich an das Netz angeschlossen.

### Stillgelegte Streckenabschnitte
- Die Strecke vom Mannsfeld bis Arnoldshöhe (stillgelegt am 10. September 1951), soll als 3. Bauabschnitt der Nord-Süd-Bahn wieder aufgebaut werden
- Die Strecke von Bonntor über die Brühler Straße bis Raderthal, Annastraße (stillgelegt am 24. Oktober 1955)
- Die Strecke von Köln-Junkersdorf bis Lövenich (stillgelegt am 22. Oktober 1956), seit 2002 wieder aufgebaut und weiter bis Weiden geführt
- Der Abzweig von Buchheim zum Bf. Mülheim (stillgelegt am 22. November 1956)
- Die Strecke von Thielenbruch bis Bergisch Gladbach (stillgelegt am 6. Mai 1957 und 16. November 1958)
- Die Strecke von Nittumer Weg (Stadtgrenze) bis Leverkusen-Schlebusch (Friedhof, am damaligen südlichen Ortsrand) (stillgelegt am 1. Mai 1958)
- Die Strecke über die Niehler Straße nach Niehl (stillgelegt am 26. Oktober 1958). Als Alternativen wurden später der Abzweig von der Neusser Straße über Niehl nach Merkenich sowie die U-Bahn vom Reichenspergerplatz über die Amsterdamer Straße nach Niehl/Sebastianstraße gebaut.
- Die Strecke von Köln-Mülheim über Stammheim, Flittard, Bayerwerk und Wiesdorf nach Opladen (stillgelegt am 26. Oktober 1958), seit 1991 teilweise durch die S-Bahn-Linie S 6 (Köln – Leverkusen – Düsseldorf) ersetzt. Opladen ist mit der Regionalbahn von National Express erreichbar.
- Die Strecke von Deutz/Messe über die Deutz-Mülheimer Straße. Diese Strecke wurde ersetzt durch die Neubaustrecke über den Pfälzischen Ring, blieb auf dem südlichen Reststück als Werksberufsverkehr zu KHD auf dem südlichen Stück zunächst erhalten, wurde dann verkürzt auf zwei Abstellgleise unter der Zoobrücke. Dies blieb bis zum letzten Umbau der Station Deutz/Messe (stillgelegt zw. 16. Dezember 1962 und 27. August 1976).
- Die der Kleinbahn Siegburg–Zündorf gehörende Strecke von Porz-Zündorf über Niederkassel nach Troisdorf und Siegburg (stillgelegt am 6. September 1964). Ein Wiederaufbau des Streckenabschnitts von Zündorf nach Langel und später eventuell weiter über Niederkassel bis Bonn ist seit längerer Zeit im Gespräch.
- Die Strecke vom Dom/Hbf. über die Christophstraße (später ersetzt durch die U-Bahn-Strecke Dom/Hbf. – Appellhofplatz – Friesenplatz) und weiter über die Gladbacher Straße mit einem Abzweig zur Escherstraße (stillgelegt am 11. Oktober 1968)
- Die Strecke Friesenplatz über Brabanter Straße zum Rudolfplatz (stillgelegt am 18. Oktober 1970), bis 1981 noch Nutzung als Betriebsstrecke
- Auf der Querbahn (damals Linie 19) gibt es seit 1981 keinen Personenverkehr mehr. Die Züge fuhren von Brühl Mitte über Brühl Nord, Brühl Brücke, Brühl Ost, Berzdorf Nord, Berzdorf, Wesseling Nord bis Wesseling. Da dort ein umfangreicher Güterverkehr der HGK stattfindet, wurde die Strecke nicht abgebaut. Für Ein- und Ausrückfahrten des Betriebshofes Wesseling wird die Strecke auch von Stadtbahnfahrzeugen befahren.
- Die Schleife Weidenpescher Park von der Neusser Straße über Rennbahnstraße, Weidenpescher Park und Scheibenstraße im Zuge des Tunnelbaus in der Neusser Straße (stillgelegt am 25. August 1974)
- Der Abzweig von der Rheinuferbahnstrecke zur Siegfriedstraße im Ortszentrum von Rodenkirchen wurde anlässlich der Umstellung der Rheinuferbahn auf Stadtbahnbetrieb am 12. August 1978 aufgegeben. Vorher befuhr ihn die Straßenbahnlinie 16.
- Der Abzweig auf der Deutz-Kalker Straße, welcher den Gotenring mit der Haltestelle Deutz Technische Hochschule verbindet. Seit 1994 findet kein regulärer Personenverkehr auf diesem statt, die zur Strecke gehörige Haltestelle „Deutz-Kalker Straße“ wurde stillgelegt. Die Strecke wird nahezu ausschließlich für Betriebsfahrten zum Betriebshof Merheim genutzt, da sie Hoch- und Niederflurnetz miteinander verbindet, auch dient der Abzweig als Umleitungsstrecke.
- Die Strecke von Chlodwigplatz über Bonner Straße, Koblenzer Straße und Goltsteinstraße nach Köln-Marienburg (Linie 6), wurde am 30. August 2002 im Zuge der Vorbereitung des Baus der Nord-Süd-Stadtbahn, ersetzt durch die Buslinie 106

Quellen:

### Stillgelegte oder umbenannte Haltestellen seit 1980

#### Stillgelegte Haltestellen
- Bayenthalgürtel (Marienburg) (später: Goltsteinstraße/Gürtel)
- Betzdorfer Straße (Deutz)
- Bickendorf
- Bonntor (Bayenthal)
- Fixheider Weg (Höhenhaus), ersetzt durch Im Weidenbruch
- Fordwerke, Ölhafen (Niehl)
- Frankstraße (Rodenkirchen)
- Gotenring (Deutz) (später: Deutz-Kalker Straße)
- Goltsteinstraße/Gürtel
- Gumprechtstraße (Ehrenfeld)
- Herler Ring (Buchheim)
- Homarstraße (Vingst)
- Innere Kanalstraße (Ehrenfeld)
- Kalk, Markt (zusätzliche Haltestelle während des U-Bahn-Baus)
- Kalscheurer Weg (Zollstock)
- Keupstraße (auf der Bergisch Gladbacher Straße) (später: Montanusstraße (Mülheim))
- Krückelstraße (Poll)
- Marienburg, Südpark (Marienburg)
- Marienburger Straße (Marienburg)
- Mülheimer Ring (Buchheim)
- Neuenhöfer Allee (Sülz)
- Neurather Ring (Höhenhaus) (später: Höhenhaus, Neurather Weg)
- Ossendorf, 2010 im Zuge der Verlängerung der Linie 5 stillgelegt
- Poll, Autobahn (Poll), ersetzt durch Baumschulenweg
- Rolandstraße (Neustadt-Süd)
- Schönhauser Straße (Bayenthal) (später: Koblenzer Straße), ehemals Linie 6
- Südbrücke (Poll)
- Tacitusstraße (Bayenthal)
- Takuplatz (Neuehrenfeld), 2010 im Zuge der Verlängerung der Linie 5 stillgelegt
- Tulpenweg (Zündorf)
- Venloer Wall (Neustadt-Nord)
- Ziehglaswerke (Zündorf) (später: Porz Glaswerke)

#### Umbenannte Haltestellen
- Iltisstraße (erst Äußere Kanalstraße, dann Iltisstraße/Äußere Kanalstraße)
- Bahnhof Deutz/Messe (zuvor Justinianstraße)
- Bahnhof Deutz/LANXESS arena (erst Constantinstraße, dann Bahnhof Deutz/KölnArena)
- Im Hoppenkamp (zuvor Bensberg)
- Klettenbergpark (zuvor Klettenberg)
- Heinrich-Lübke-Ufer (zuvor Marienburg)
- Koelnmesse (erst Messe/Sporthalle, dann KölnMesse/Osthallen)
- Alter Militärring (zuvor Müngersdorf)
- Mülheim Berliner Straße (zuvor Rixdorfer Straße)
- Rheinenergie-Stadion (zuvor Stadion)
- Deutz Technische Hochschule (bis 2012 Deutz-Kalker Bad, dann bis 2015 Deutz Fachhochschule)[92]
- Melatengürtel (bis 2019 Oskar-Jäger-Straße/Gürtel)
- Rochusplatz (erst Rochusstraße, dann bis 2019 Äußere Kanalstraße)[93]
- Weiden Römergrab (bis 2019 Weiden Schulstraße)[94]
- Eifelwall/Stadtarchiv (bis 2020 Eifelwall)[95]
- Niehl Nord (bis 2021 Niehl)[96]
- Sportpark Höhenberg (bis 2023 Höhenberg Frankfurter Str.)

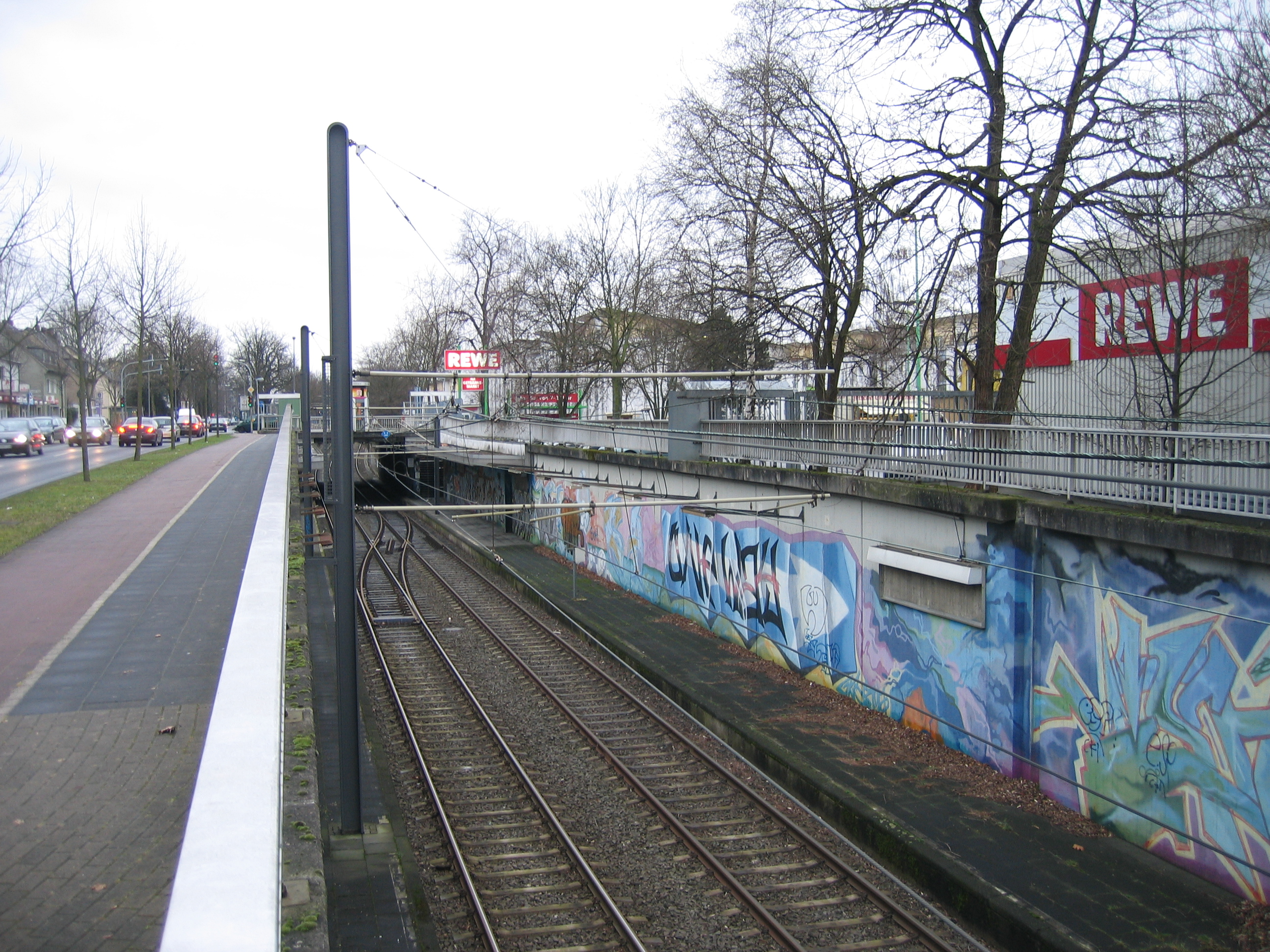
Stillgelegte Haltestelle Fixheider Weg

## Fahrzeugpark
Die Kölner Straßenbahn verfügte schon immer über einen vielfältigen Fahrzeugpark. In der 125-jährigen Geschichte seit der Einführung der Pferdebahn spiegeln sich nahezu alle technischen Entwicklungen im Bereich der Straßen- und Stadtbahn wider. Im Straßenbahn-Museum Thielenbruch sind einige davon zu besichtigen, manche in betriebsfähigem Zustand.

### Vorkriegszeit
Mit der Elektrifizierung der Pferdebahn 1901–1907 und dem etwa gleichzeitigen Ausbau des Streckennetzes in die Vororte wurden innerhalb von 15 Jahren über 300 Triebwagen angeschafft. Wegen der sehr engen und zahlreichen Kurven in der Kölner Innenstadt waren diese Fahrzeuge als Zweiachser ausgeführt.
Hauptlieferanten waren die beiden Kölner Hersteller van der Zypen & Charlier, später Westwaggon und die 1917 von Linke-Hofmann übernommene Waggonfabrik Herbrand. Die Züge verkehrten meist mit ein oder zwei Beiwagen, wozu anfänglich die alten Pferdebahnwagen umgebaut wurden.
Auf einigen Linien der Vorortbahnen wurden bereits seit 1906 vierachsige Wagen eingesetzt. Auch hier war der Beiwagenbetrieb üblich.
Gegen Ende der 1920er Jahre lieferte Westwaggon längere Wagen für die Stadtlinien, immer noch als Zweiachser, aber mit der Möglichkeit des Fahrgastflusses: Der Schaffner musste nicht zu den Fahrgästen gehen, sondern die Fahrgäste kamen beim Einstieg an ihm vorbei. 1939 lieferte Westwaggon für die stark frequentierte Rundbahnlinie 18 erstmals Fahrzeuge, die mit neu entwickelten dreiachsigen Lenkgestellen ausgerüstet waren. Auch die in diesen Fahrzeugen befindliche Haltestellenanzeige mittels Glühlampen war für die damalige Zeit aufsehenerregend.

### Nachkriegszeit
Der Zweite Weltkrieg hatte auch für den Wagenpark verheerende Folgen: Bei Kriegsende waren von ehemals fast 1000 Fahrzeugen nur noch 37 einsatzfähig. Bis Mitte der 1950er Jahre waren kaum Mittel für Neubeschaffungen vorhanden, sodass ein erheblicher Fahrzeugmangel herrschte. Neben der Aufarbeitung beschädigter Fahrzeuge lieferten Westwaggon Aufbauwagen mit neuen Aufbauten auf den Fahrgestellen zerstörter Vorkriegsfahrzeuge.
Als schließlich Geld für ein größeres Beschaffungsprogramm zur Verfügung stand, wurden zunächst Fahrzeuge für die Vorortstrecken bestellt, da sich der Verkehrsanteil dieser Strecken mittlerweile verdoppelt hatte. 1955–1957 lieferte Westwaggon vierachsige Trieb- und Beiwagen, die über zwei Mitteleinstiege verfügten. Der Volksmund nannte sie wegen ihrer leicht schaukelnden Fahrweise Sambawagen. Diese Triebwagen wurden nach der Eingliederung der Vorortbahnen in das Straßenbahnnetz teilweise an die Linzer Lokalbahn verkauft und an die Siegburger- und Siebengebirgsbahn (SSB) vermietet. Weitere Vorortbahnfahrzeuge wurden 1958 von den West-Berliner Deutsche Waggon- und Maschinenfabriken (DWM) beschafft, die wegen der Berlin-Subventionen und der Verwendung von Altteilen sehr preisgünstig liefern konnten. Diese Wagen verfügten nur über einen Mitteleinstieg. Ein Teil dieser Wagen wurden Ende der 1960er Jahre an die Badner Bahn in Wien verkauft, wo sie bis in die 1990er Jahre fuhren.
Für den innerstädtischen Verkehr lieferte Westwaggon 1956 80 vierachsige Großraum-Triebwagen (300–379, später 1301–1380), die mit einer Breite von 2,5 Metern ausgeführt wurden. Nachdem 1957 der Brand eines Straßenbahnzuges mehrere Tote gefordert hatte, bestand ab 1960 ein Verbot des Einsatzes von Wagen mit Holzaufbau im Personenverkehr. Da nun innerhalb weniger Jahre ein Großteil des Fahrzeugparks modernisiert werden musste, gab es aus Kostengründen keinen Folgeauftrag für die Westwaggon-Großraumtriebwagen. Stattdessen lief ein umfangreiches Umbauprogramm an. Es entstanden dabei auch die ersten Gelenkwagen, indem zweiachsige Fahrzeuge mit einem zweiachsigen Nachläufer verlängert wurden. Außerdem lieferten die Berliner DWM 40 sechsachsige Gelenkwagen, die aus Kostengründen mit den Motoren von Vorkriegsfahrzeugen ausgerüstet wurden. Von den 40 Sechsachsern wurden später 30 zu Achtachsern verlängert. Die schwache Motorisierung führte dazu, dass diese Fahrzeuge nicht für den Tunnelbetrieb geeignet waren. So wurden die Fahrzeuge des Umbauprogramms nach 10 bis 15 Jahren ausgemustert. Die Berliner Achtachser erreichten immerhin ein Alter von 20 Jahren.
Zunehmender Personalmangel leitete Anfang der 1960er Jahre eine zweite Modernisierungswelle ein, bei der das Augenmerk auf möglichst große Fahrzeuge und Beiwagen für schaffnerlosen Betrieb lag. Ab 1963 begann die Beschaffung von zwei Serien mit insgesamt 112 sechsachsigen Duewag-Einheitswagen und 60 passenden Beiwagen. Gegenüber den Duewag-Standardwagen waren diese Fahrzeuge mit 2,5 Meter breiter und länger. Ebenso wurden 1964/65 32 achtachsige Duewag-Einheitswagen mit zwei Gelenken geliefert (Serie 38xx). Da der Beiwagenbetrieb in den neuen Tunnelanlagen von der Aufsichtsbehörde nicht genehmigt wurde, begann ab 1968 ein großes Umbauprogramm: Alle Beiwagen wurden dafür verwendet, um aus ihnen die Heckteile von achtachsigen Gelenktriebwagen der Type GT 8 (Serie 30xx und 31xx) zu bauen; die Sechsachser wurden durch neue Mittelteile zu Achtachsern der 37er Serie verlängert. Mit GT-8-Neulieferungen waren es zuletzt 199 Gelenkwagen. Um dem gestiegenen Fahrgastaufkommen Rechnung zu tragen, wurden 1983 39 Düwag-Wagen für den Betrieb in Doppeltraktion umgebaut. So konnte auch die Kapazität der Tunnel trotz gleichbleibender Zahl der Züge erhöht werden. Die letzten Fahrzeuge dieser Serie und damit die letzten klassischen Straßenbahnfahrzeuge in Köln wurden 2006 außer Dienst gestellt.

#### Lackierung
Bis in die 1980er Jahre waren in Köln wie fast in ganz Deutschland die Straßenbahnwagen beige lackiert. Die Westwaggon-Typen hatten einen schmalen blassgrünen Streifen, die Düwag-Wagen den für sie typischen grünen Zierstreifen unterhalb des Fensters mit dem „Düwag-Spitz“ an der Front und im Bereich der Schürzen eine schmale grüne Linie.
Um 1980 wurden die Düwag-Wagen entsprechend den ab 1973 gelieferten Stadtbahnwagen Typ B mit rotem Fensterband und weißer Bande und roter Schürze lackiert, wobei der „Düwag-Spitz“ erhalten blieb.

### Gegenwart
1973 wurden schließlich die ersten beiden Prototypen des Stadtbahnwagens Typ B geliefert. Er wurde ursprünglich eigens für Kölner Bedürfnisse entwickelt und war lange Zeit das häufigste Fahrzeug der Kölner Stadtbahn. Der Hochflur-Stadtbahnwagen B, von dem zwischen 1973 und 1996 in vier Generationen insgesamt 172 Stück beschafft wurden, verkehrt heute auf allen Hochflur-Linien. Die erste Generation (2000er) wurde schrittweise ausgemustert. Die letzten vier Wagen aus dieser Serie werden seit 2023 nicht mehr im regulären Fahrgastbetrieb, sondern nur noch für die Fahrausbildung genutzt. Sämtliche 28 Fahrzeuge der zweiten Generation (2100er) wurden von 2010 bis 2021 umfassend modernisiert. Die ersten der als 2400er bezeichneten Fahrzeuge gingen im Juni 2014 in den Liniendienst, die restlichen folgten sukzessive.
Nunmehr machen Fahrzeuge der Flexity-Swift-Familie des Herstellers Bombardier Transportation den größten Teil der Flotte aus. Auf dem Niederflurnetz fahren seit 1995 insgesamt 124 Niederflur-Stadtbahnwagen K4000, die in den Jahren 2005 bis 2007 durch 69 Fahrzeuge einer Serie K4500 ergänzt wurden, um den durch neu geschaffene Niederflurlinien erhöhten Fahrzeugbedarf zu decken. Die B-Wagen wurden in den Jahren 2002/2003 durch 59 hochflurige K5000 ergänzt; im Jahr 2011 folgten weitere 15 Fahrzeuge.
Gemeinsam mit der Düsseldorfer Rheinbahn erteilten die KVB Bombardier Transportation einen Auftrag über insgesamt 79 neu gestaltete Hochflurtriebzüge des Typs Flexity Swift (davon 59 für die Rheinbahn). Die HF6 genannten Fahrzeuge bieten 64 Sitzplätze auf 28 m Länge und erreichen eine Höchstgeschwindigkeit von 80 km/h. Zu den ursprünglich für Köln bestellten 20 Fahrzeugen kamen zehn weitere hinzu. Im Dezember 2020 trafen zwei Prototypen des Typs HF6 in Köln ein, die nach einer Testphase seit Ende 2021 auf der Linie 3 im Fahrgastbetrieb eingesetzt wurden. Bis Ende 2023 wurden die restlichen 28 Fahrzeuge in Betrieb genommen.
Für den Ersatz der Serie K4000 (Niederflurnetz) bestellten die KVB im Jahr 2020 eine neue Fahrzeuggeneration bei Alstom und Kiepe. Ab 2024 sollten 62 Fahrzeuge einer Langversion und zwei einer Kurzversion ausgeliefert werden. Der Hersteller ist jedoch mit der Auslieferung mehr als zwei Jahre im Verzug und nennt derzeit keinen Auslieferungstermin. Als Option wurde die Lieferung von weiteren elf Langzügen und 25 Kurzzügen vereinbart. Eine K4000-Doppeltraktion soll durch einen sechsteiligen durchgängig begehbaren Langzug mit 60 m Länge ersetzt werden. Die dreiteiligen Kurzzüge können mit Langzügen zu einer 90 m langen Einheit gekuppelt werden. Die Fahrzeuge ähneln den Citadis, die für Frankfurt bestellt sind.
Im Jahr 2022 haben die KVB 132 Hochflurfahrzeuge als Ersatz der B80D-Serien europaweit ausgeschrieben. Die 30-Meter-Fahrzeuge sind dabei mit einem Fahrgastübergang statt Führerstand an einem Ende vorgesehen und müssen somit stets in Doppeltraktion eingesetzt werden. Die dann ungefähr 60 Meter lange, durchgehend begehbare Einheit wird seitens der KVB als HF12 bezeichnet. Hinzu kommen 34 kürzere, als „Zwischenmodule“ bezeichnete Fahrzeuge mit Übergängen an beiden Enden. Mit ihnen sollten die Züge auf ungefähr 70 bis 75 Meter Länge erweitert werden können und dann HFx heiße. Bei Ausschreibung rechneten die KVB mit einem Lieferbeginn der Vorserie (fünf HFx) im Jahr 2026 und der Serie im Jahr 2028. Die Bestellung konnte jedoch erst im Juli 2025 erfolgen. Stadler erhielt den Auftrag. Zu diesem Zeitpunkt wurde der Lieferbeginn im Jahr 2029 erwartet. Die 30-Meter-Fahrzeuge sind gemäß der veröffentlichten Visualisierung wie die HF6 als zweiteilige Jakobsdrehgestellwagen vorgesehen, die Zwischenmodule als einteilige Fahrzeuge auf zwei Drehgestellen. Über die 132 30-Meter-Fahrzeuge und 34 Zwischenmodule hinaus können optional bis zu 60 30-Meter-Fahrzeuge und 23 Zwischenmodule bestellt werden.
Zur Vorbereitung einer weiteren Beschaffung von Niederflurfahrzeugen gaben die KVB im August 2025 die Durchführung einer Markterkundung bekannt. Vorgesehen sind ungefähr 70 und optional 40 weitere Fahrzeugeinheiten.
| Netz       | Typ       | Nummern                      | Anzahl          | Abbildung                        | Baujahr | Anmerkungen |
| ---------- | --------- | ---------------------------- | --------------- | -------------------------------- | --- | --- |
| Hochflur   | B100S     | 2012, 2031, 2032, 2035, 2049 | 5               |                                  | 1973–1978 | geteilte Frontscheibe, Einzeltüren neben der Fahrerkabine; seit August 2023 nur noch als Fahrschulwagen genutzt, Wagen 2012 ist Museumsfahrzeug |
| Hochflur   | B80D      | 2201–2240                    | 40              |                                  | 1987–1992 | Nur ein Führerstand pro Wagen, 2201 und 2202 haben als Prototypen u. a. runde Dachkanten ähnlich der Vorgeneration |
| Hochflur   | B80D      | 2251–2260                    | 10              | 1988–1989                        | Nur ein Führerstand pro Wagen, gebaut von Waggon Union, 2251 und 2252 haben als Prototypen u. a. anders geformte Haltestangen sowie andere Trittstufen. | |
| Hochflur   | B80D      | 2301–2333                    | 33              | 1995–1996                        | | |
| Hochflur   | B100S     | 2401–2428                    | 28              |                                  | Umbau 2010–2021 | Umbau aus den B100S Baujahr 1984/1985 (Serie 2100), nur noch ein Führerstand pro Wagen |
| Niederflur | K4000     | 4001–4124                    | 124             |                                  | 1995–1998, 2002 | Hersteller: Bombardier Transportation. |
| Niederflur | K4500     | 4501–4569                    | 69              | Stadtbahnwagen K4500 am Neumarkt | 2004–2007 | Hersteller: Bombardier Transportation. |
| Niederflur | NF12, NF6 | 47??-47?? 46??-46??          | 64              |                                  | vrsl. 2026 | Hersteller: Alstom. Ersatz für Serie (K4000) 4000/4100. Typ Citadis SX05. Bestellt wurden 62 Fahrzeuge mit 60 m Länge und zwei Fahrzeuge mit 30 m Länge, vertragliche Option für bis zu 11 weitere lange und 25 weitere kurze Fahrzeuge, also insgesamt 47 Fahrzeugeinheiten. Vorserienfahrzeuge (2× 60 m, 2× 30 m) sollten Ende 2023 ausgeliefert werden; Serienauslieferung ab Ende 2024. Durch Verzögerungen seitens des Herstellers verzögert sich die Auslieferung der Fahrzeuge auf unbestimmte Zeit. |
| Hochflur   | K5000     | 5101–5159                    | 59              |                                  | 2002/2003 | Hersteller: Bombardier Transportation. |
| Hochflur   | K5200     | 5201–5215                    | 15              | 2010/2011                        | Hersteller: Bombardier Transportation. Nur geringfügige Änderungen gegenüber dem Typ K5000.                                                             | |
| Hochflur   | HF6       | 5301–5330                    | 30              |                                  | 2020–2024 | Hersteller: Bombardier Transportation bzw. zwischenzeitlich Alstom. 5301 und 5302 Ende 2020 zu Testzwecken ausgeliefert. Die weiteren Fahrzeuge folgten zwischen Januar 2022 und April 2024 sukzessive. Ende Dezember 2021 begann der reguläre Betrieb, zunächst mit den beiden ersten Fahrzeugen. Es gibt pro Wagen nur einen Führerstand. |
| Hochflur   | HF12 HFx  | ?                            | 2 × 66 + 34 Zm. |                                  | voraussichtlich ab 2029 | Hersteller: Stadler Ersatz für Serien (B80D) 2000, 2200 und 2300. Die Fahrzeuge sollen eine Länge von 30 m haben, aber immer zu zweit und durchgängig begehbar gekuppelt sein; diese Züge sollen durch ein 10 m langes Zwischenmodul (34 Module ausgeschrieben) auf insgesamt 70 m verlängert werden können. Die Ausschreibung enthält die Option auf Lieferung von weiteren 60 Fahrzeugen und 23 Zwischenmodulen.                                                                                          |

Auf allen Linien mit Ausnahme der Linie 17 fahren die Fahrzeuge in Doppeltraktion, nur bei Fahrzeugmangel kommen Einzelwagen zum Einsatz. Technisch könnten bis zu vier Fahrzeuge gemeinsam verkehren. Alle unterirdischen Haltestellen mit Ausnahme der ältesten Tunnelstationen haben 90 m lange Bahnsteige und können auch von Dreifachtraktionen bedient werden. Einzelne Stationen der 1970er Jahre erhielten aufgrund der damaligen Förderrichtlinien des Landes Nordrhein-Westfalen 120 m lange Bahnsteige und wären deshalb auch für Vierfachtraktionsbetrieb geeignet. An der Oberfläche wurden jedoch überwiegend Bahnsteige gebaut, an denen nur Doppeltraktionen abgefertigt werden können. Der Einsatz längerer Züge erfordert deshalb meist umfangreiche Umbauten. Mit der Auslieferung der neuen Citadis sind für die Linie 1 Doppeltraktionen aus Langzug und Kurzzug (90 m Länge) vorgesehen.

### Umbauwagen 2400

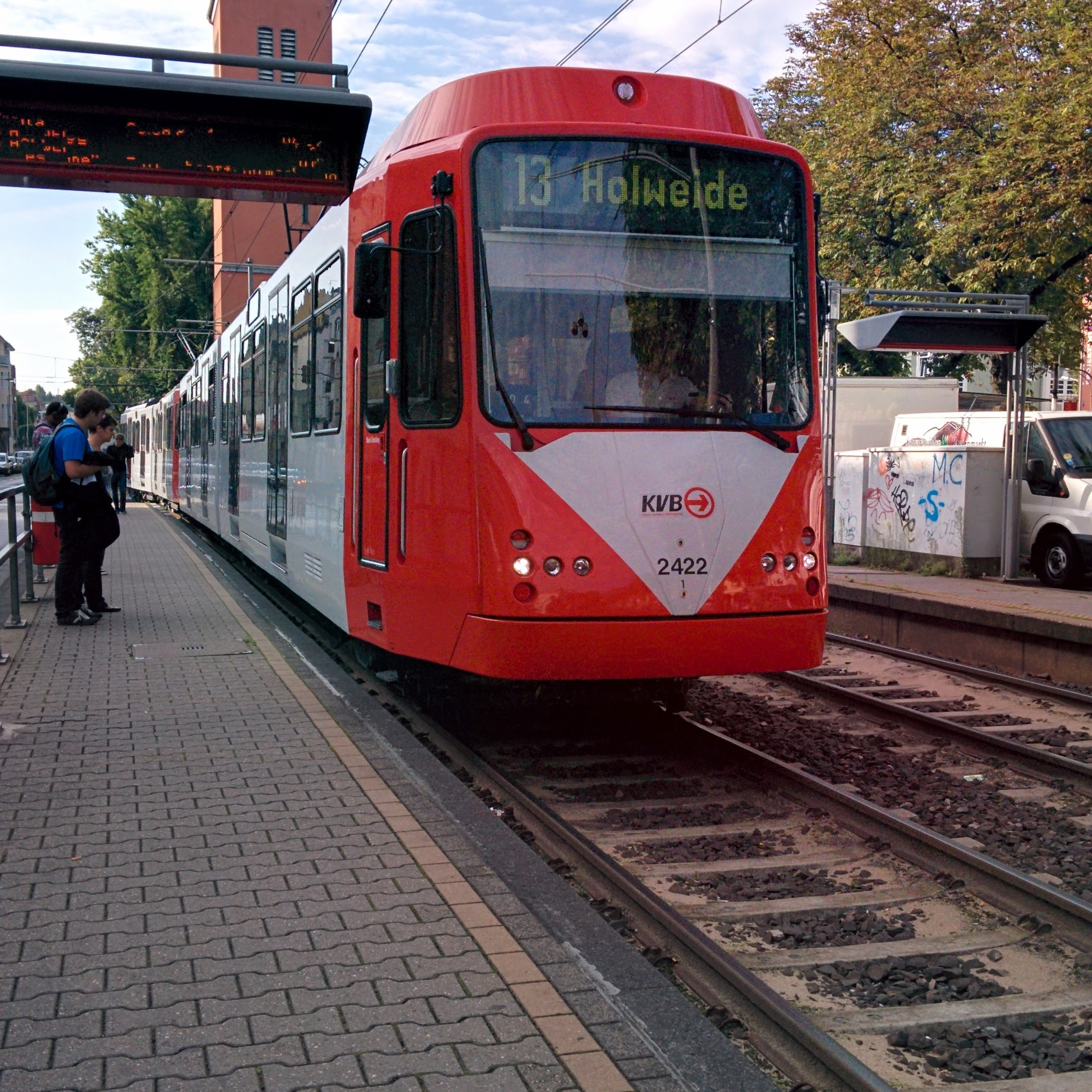
Erneuerter Wagen 2422

Nachdem die 2100er Wagen aus den Jahren 1984/1985 in die Jahre gekommen waren, wurden sie in den 2010er Jahren in der Hauptwerkstatt umfangreich saniert. Neben dem Bremssystem, das erneuert wurde, wurde auch der Wagenkasten komplett überholt und mit einem neuen Design versehen. Im Innenraum wurden die Sitze ersetzt, was mehr Bewegungsfreiheit schuf. Außerdem wurde der zweite Führerstand entfernt. Die umgebauten Wagen erhielten statt der 2100er-Wagennummer jetzt eine 2400er-Nummer. Die Kosten wurden auf 1,6 Millionen Euro pro Fahrzeug geschätzt. Neben der Kölner Modernisierung führen parallel auch die Stadtwerke Bonn eine Zweiterstellung ihrer Wagen aus den Jahren 1974 bis 1977 durch.
Seit dem 20. Juni 2016 haben die Wagen die EBO-Zulassung. Damit können die Fahrzeuge jetzt auch auf den Eisenbahnstrecken der Häfen und Güterverkehr Köln (HGK) eingesetzt werden.

## Betriebshöfe
Wie bei allen größeren Straßen- und Stadtbahnbetrieben gab es auch in Köln die Tendenz, anstelle vieler kleiner Betriebshöfe wenige große zu betreiben. Um die notwendigen Ein- und Ausrückfahrten nicht zu lang werden zu lassen, gibt es zudem noch einige Abstellbahnhöfe, wo mehrere Wagen außerhalb der Bedarfsspitzen abgestellt werden können. Dazu gibt es auch einige Verbindungsstrecken, um die Betriebshöfe und Abstellbahnhöfe einfacher zu erreichen. Außerdem ist bei den meisten Ein- und Ausrückfahrten die Mitfahrt von Fahrgästen bis eine Haltestelle vor den Betriebshof üblich. Allerdings werden diese Fahrten nicht immer in den Fahrplänen veröffentlicht.

### Derzeitige Betriebshöfe

Betriebshöfe und Abstellanlagen

#### Wesseling
Der Betriebshof Wesseling ist als Betriebshof der Rheinuferbahn der Köln-Bonner Eisenbahnen (KBE) bereits seit 1906 in Betrieb. Mit der Einstellung der KBE-Linien wurden die Anlagen 1986 von der KVB übernommen und ausgebaut. Heute sind hier Fahrzeuge für den Einsatz auf den Hochflur-Linien 16 und 18 beheimatet. Wesseling ist der kleinste der Kölner Betriebshöfe und wurde im Zusammenhang mit Fusionsüberlegungen der Verkehrsbetriebe aus Köln und Bonn immer wieder als Schließungskandidat genannt.
Mittlerweile hat die KVB ein ehemaliges Industriegrundstück in Wesseling gekauft, auf dem der alte Betriebshof in den kommenden Jahren durch einen erheblich größeren Neubau ersetzt werden soll.

#### West

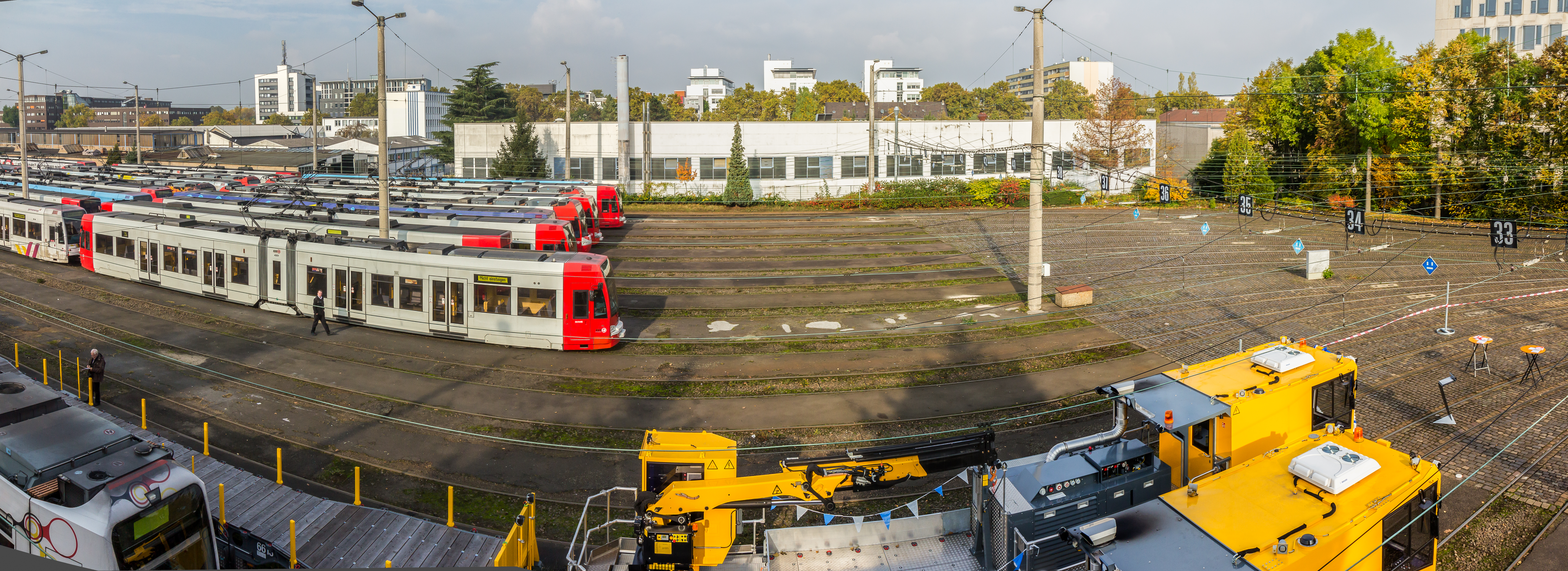
Betriebshof West

Der Betriebshof West in Köln-Braunsfeld gilt als Herz der KVB. Auf dem Gelände des Betriebshofs befinden sich auch die zentrale Leitstelle, die Verwaltung und der Bauhof. Der Betriebshof wurde 1924 eröffnet und seitdem mehrfach ausgebaut. Problematisch ist, dass das Gelände nicht erweitert werden kann, da Wohn- und Bürogebäude das Terrain vollständig umgeben. Daher gab es in den 1980er Jahren Pläne, einen neuen Betriebshof zwischen Ossendorf und Longerich zu bauen. Diese wurden jedoch aus finanziellen Gründen wieder gestrichen.

#### Merheim
Der modernste Betriebshof der KVB ist die Anlage in Merheim. Sie wurde 1994 auf dem Gelände einer ehemaligen Mülldeponie in Betrieb genommen. Der Betriebshof bietet Abstellflächen sowie Hallen zur Wartung und Reinigung für bis zu 150 Fahrzeuge. Eine mögliche Erweiterung der Anlage für weitere 50 Fahrzeuge wurde in den Bauplanungen bereits vorgesehen.
Bislang ist der Betriebshof nur an die Strecke von Deutz über Kalk nach Bensberg angebunden. Eine weitere Anbindungsstrecke nach Norden an die Strecke Mülheim–Thielenbruch ist zwar seit Beginn der Bauplanungen vorgesehen, wurde bisher aber noch nicht errichtet.

#### Abstellanlage Stadion
Schon beim Bau der Sportanlagen in Müngersdorf 1923 wurde an der Aachener Straße eine größere Abstellanlage errichtet und in den folgenden Jahrzehnten immer wieder modernisiert. Diese dient vor allem zur Bereitstellung von Zügen für Zuschauer nach einer Sportveranstaltung.
Da die auf der Aachener Straße betriebene Stadtbahnlinie 1 mittlerweile die Linie mit den meisten Fahrgästen in Köln ist, wird der Takt in den Hauptverkehrszeiten verdichtet. Ein Teil der dafür benötigten Triebwagen wird außerhalb der Hauptverkehrszeiten auf der achtgleisigen Abstellanlage am Rheinenergiestadion geparkt.

#### Abstellanlage Porz
Kurz hinter der Haltestelle Porz Markt befindet sich eine zweigleisige Abstellanlage, in der die morgendlichen Verstärkerzüge zur Universität abgestellt werden.

#### Abstellanlage Zündorf
Am südlichen Endpunkt der Linie 7 in Zündorf befindet sich eine weitere, eingleisige Abstellanlage, die im Jahr 2000 gebaut wurde. Sie wurde nötig, da die Ausfahrwege von den Betriebshöfen Merheim und West bis ins entfernte Zündorf zu lang und umständlich sind, die günstiger gelegenen Betriebshöfe Porz und Deutz aber nicht mehr existierten und die nahe gelegene Abstellanlage Porz zu klein wurde. Sie liegt zwischen den Haltestellen Rosenhügel und Zündorf.

#### Abstellanlage Deutz
Die unterirdische Abstellanlage in Deutz befindet sich östlich der Haltestelle Bahnhof Deutz/Messe. Sie entstand beim Bau des Deutzer U-Bahn-Tunnels 1983. Die Planungen für den Neubau des Betriebshofs Merheim und die damit verbundene Schließung des Betriebshofs Deutz waren zu dieser Zeit bereits so konkret, dass der Bau dieser viergleisigen Abstellanlage als betrieblich notwendig erachtet wurde.

#### Abstellanlage Merkenich
Erst im Jahr 2005 wurde hinter der Endstation der Linie 12 in Merkenich eine weitere Abstellanlage erbaut. Hier übernachten einige Fahrzeuge der Linien 12 und 15, die wegen der weiten Entfernung zu den Betriebshöfen sonst eine zu lange Anfahrtszeit zum morgendlichen Betriebsbeginn hätten. Sie ist zweigleisig, wobei jedes Gleis für sechs Stadtbahnwagen ausreicht. Im Oktober 2013 wurde die Anlage um ein drittes Gleis erweitert. Nun wenden die Zweirichtungsfahrzeuge auf einem Stumpfgleis (durch Prellbock und Sh 2 verkürztes altes Gleis 1). Abgestellt werden jeweils drei Züge auf dem ehemaligen Gleis 2 (links) und dem neuen Gleis 3. Auch die Wagen der Linie 15 im Rahmen des 5-Minuten-Takts in den Hauptverkehrszeiten pausieren hier und fädeln dann ab Wilhelm-Sollmann-Straße in die normale Strecke ein. Man kann diese Züge auch als Zusatzzüge der Linie 12 betrachten, da sie hier auch Passagiere aufnehmen, jedoch als Linie 15 verkehren. Ebenfalls verkehren einzelne Züge als Linie 15 bis Longerich Friedhof und nehmen dabei ebenfalls Passagiere auf. Beide Varianten sind nicht eindeutig im Fahrplan gekennzeichnet.

#### Abstellanlage Weidenpesch
Im April 2021 eröffnete in Weidenpesch eine neue Abstellanlage. Diese befindet sich unmittelbar westlich der Hauptwerkstatt und ist mit dieser über ein Gleis verbunden. Die Abstellanlage verfügt über 16 Abstellgleise für 64 Stadtbahnen, sowie über eine Waschanlage, Besandungsanlage und ein Fahrdienstgebäude. Im Gegensatz zu den anderen Betriebshöfen und Abstellanlagen der KVB, wo die Abstellung größtenteils unter freiem Himmel erfolgt, liegen die Abstellgleise in einer Halle. Mit dem Streckennetz ist die Abstellanlage durch eine neue Zulaufstrecke verbunden, die mit einem Gleisdreieck an die Neusser Straße angebunden ist. Diese Strecke verläuft zum Teil auf der Trasse des früheren Eisenbahnanschlussgleises der Hauptwerkstatt.

### Stillgelegte Betriebshöfe

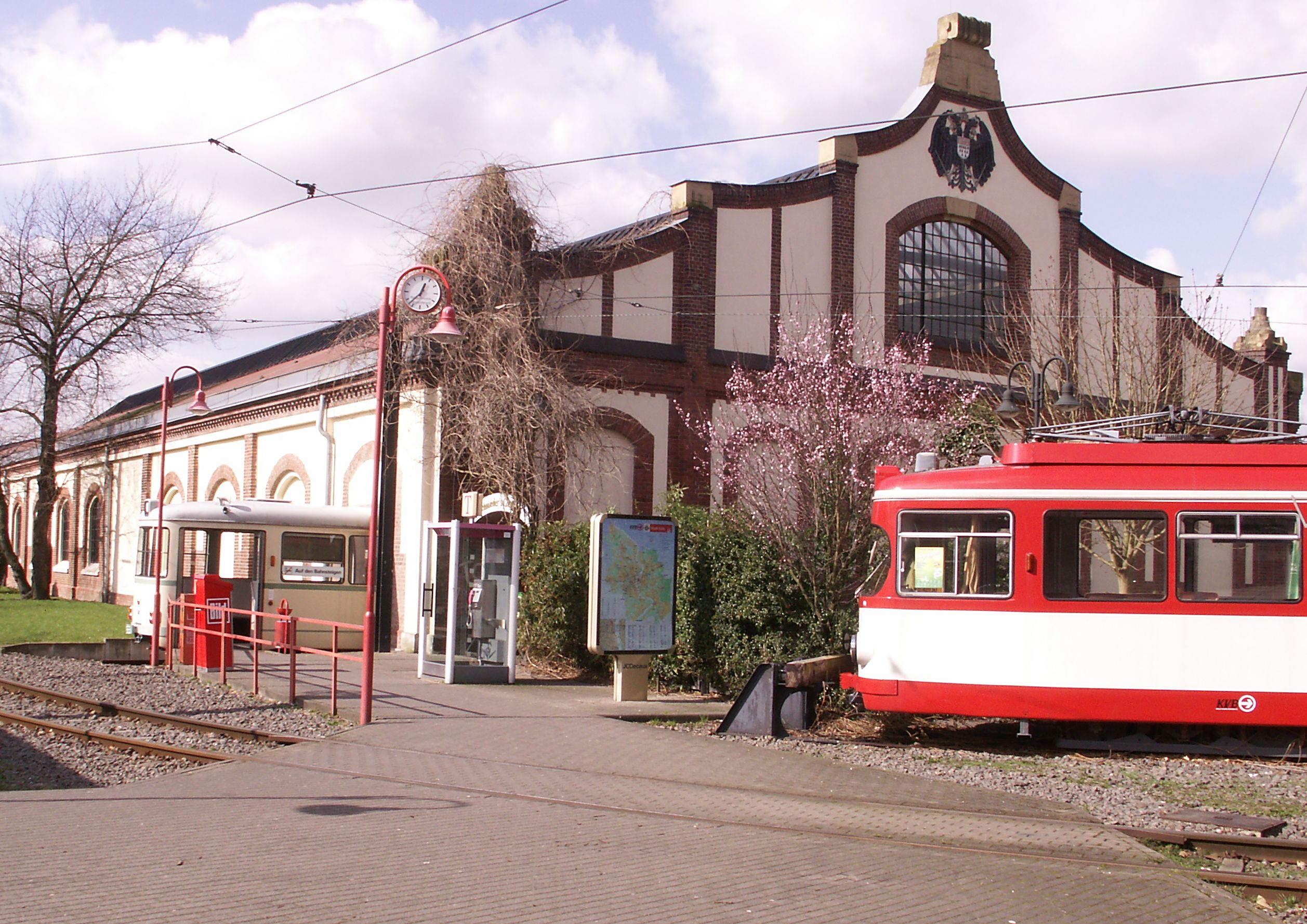
Eingangsbereich der Haltestelle Thielenbruch in der Halle des ehemaligen Betriebshofs

Bereits mit der Umstellung der Pferdebahn auf elektrischen Betrieb wurden mehrere damals so genannte Depots stillgelegt. Im Zuge der Erweiterungen des Streckennetzes in die Vororte ergaben sich weitere Veränderungen. In der folgenden Auflistung werden die geschlossenen Anlagen nach Schließungsdatum absteigend aufgeführt:

#### Thielenbruch
Der im Stadtteil Dellbrück gelegene Betriebshof Thielenbruch wurde 1906 eröffnet, um die Vorortbahnzüge der beiden Linien nach Bergisch Gladbach aufzunehmen. Nach dem Ende des Verkehrs auf dem Abschnitt Thielenbruch – Bergisch Gladbach 1958 lag der Betriebshof an der Endhaltestelle.
Durch die Eröffnung des Betriebshofs Merheim wurde Thielenbruch entbehrlich und 1994 geschlossen. Zudem wäre eine Erweiterung oder Modernisierung der unter Denkmalschutz stehenden Anlagen nur schwer zu bewerkstelligen gewesen. In eine der Hallen zogen die Museumsfahrzeuge der KVB ein, in die andere Halle wurde die dortige Endhaltestelle der heutigen Linien 3 und 18 verlegt.

#### Ost
Mit der Eröffnung des Betriebshofs Merheim wurde 1994 auch der rechtsrheinische Betriebshof Ost in Deutz an der Gummersbacher Straße geschlossen. Dieses Depot war 1902 mit der Aufnahme des elektrischen Betriebs auf der rechten Rheinseite eröffnet und in den Folgejahren mehrfach erweitert und modernisiert worden. Er diente Straßen- und Vorortbahnen als Einsatzstelle.
Das Gebäude wurde nach der Schließung abgerissen. An seiner Stelle befinden sich heute Wohnhäuser entlang der Deutz-Kalker Straße, ein Park und das Trainingszentrum der Kölner Haie.

#### Sülz
Der Betriebshof in Sülz, an der Endhaltestelle Hermeskeiler Platz (heutige Linie 9) gelegen, wurde 1927 eröffnet. Mangelnde Erweiterungsmöglichkeiten und die Lage inmitten eines Wohngebiets führten 1986 zur Schließung. Als Ersatz wurde der ehemalige Betriebshof der KBE in Wesseling für die Stadtbahn hergerichtet. Heute ist das Gelände in Sülz mit mehrstöckigen Wohnhäusern bebaut. In Sülz waren von 1950 bis 1959 auch die wenigen Kölner O-Busse beheimatet.

#### Porz
Der kleine Betriebshof in Porz war für die Vorortbahnzüge der Linie nach Porz zuständig. Mit dieser Strecke wurde er 1909 eröffnet. Nach der Integration der Vorortlinien in das Straßenbahnnetz wurde er überflüssig und 1975 geschlossen. Für einige Zeit diente er noch als Busdepot.

#### Weidenpesch
Ebenfalls zu den kleineren Betriebshöfen gehörte die 1902 eröffnete Anlage in Weidenpesch, nur wenige Meter südlich der Hauptwerkstatt gelegen. Der Betriebshof wurde 1969 geschlossen, als wegen des Baus der U-Bahn unter der Neusser Straße sowieso größere Veränderungen im Streckennetz des Kölner Nordens bevorstanden. 2021 eröffnete eine neue Abstellanlage in Weidenpesch.

#### Süd
Der Betriebshof Süd in Bayenthal wurde bereits 1877 für die Pferdebahn errichtet und später mehrfach umgebaut und vergrößert.
Ab 1955 diente er zunehmend als Busdepot, während von den drei am Betriebshof vorbeiführenden Straßenbahnlinien zwei in den 1950er Jahren stillgelegt wurden. Nach der Vergrößerung und Modernisierung der Betriebshöfe Ost und Braunsfeld wurde er 1967 für den Straßenbahnbereich geschlossen. Ein kleiner Teil der Gleisanlagen diente aber noch lange Zeit als Abstellanlage für einige dort übernachtende Züge der Linien nach Marienburg, Zollstock und Rodenkirchen.
Da ab den 1990er Jahren ein zunehmender Teil des Busverkehrs der KVB an private Unternehmen übertragen wurde, ging der Busbestand des Unternehmens zurück. So wurde der Betriebshof Süd 1996 vollständig geschlossen und anschließend abgerissen.

#### Mülheim

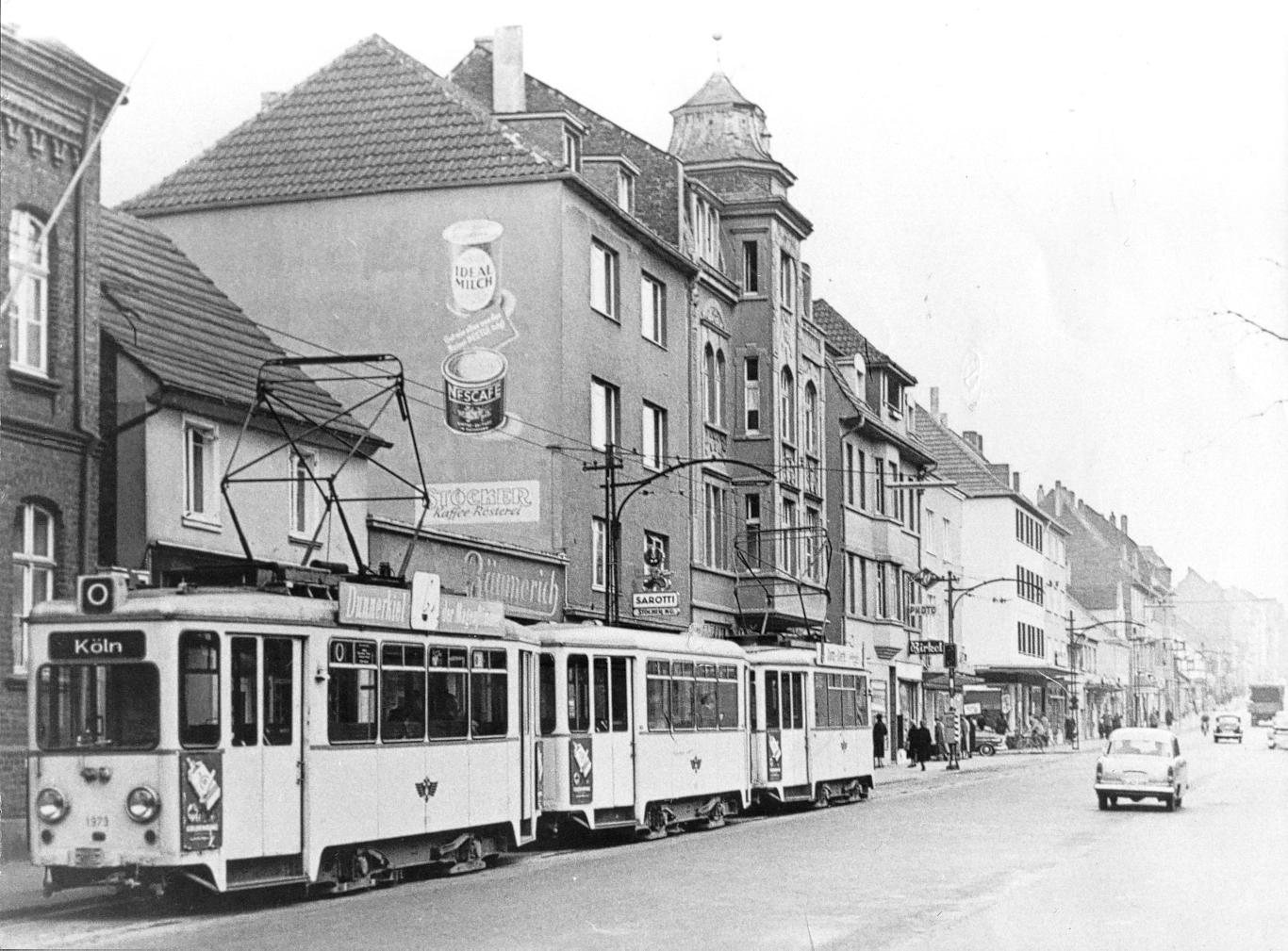
Linie O, Endstelle 1955 in Opladen

Der Betriebshof in Mülheim wurde 1913 als Betriebshof der damals noch selbstständigen Mülheimer Kleinbahnen errichtet. Nach der Übernahme dieser Gesellschaft durch die städtischen Bahnen 1933 diente er vor allem für die Fahrzeuge der Vorortbahn nach Opladen über Leverkusen. Diese Strecke mit der Linie O wurde im Herbst 1958 eingestellt, was auch die Schließung des Betriebshofs mit sich brachte.

#### Nord
Der neben dem Zoo in Riehl gelegene Betriebshof Nord war bis 1907 der letzte Betriebshof der alten Pferdebahn. Für die elektrische Straßenbahn wurde er bis 1950 betrieben, wobei sich dort bis zum Umzug auf das neue Gelände in Weidenpesch 1923 auch die Werkstatt befand. Die durch die Verlegung der Werkstatt frei gewordene Fläche wurde dann als erster Busbetriebshof Kölns genutzt. Da sich der Busbestand der Kölner Verkehrsbetriebe in den 1950er Jahren stetig vergrößerte, wurde der zu klein gewordene Betriebshof 1956 an die Friedrich-Karl-Str. in Niehl verlegt, wo er nach wie vor existiert.

#### Ehrenfeld
Ebenfalls bereits für die Pferdebahn im Jahr 1877 eröffnet wurde der Betriebshof in Ehrenfeld. Er befand sich auf der Gutenbergstraße zwischen der Venloer Straße und der Subbelrather Straße. Nach einem schweren Luftangriff im Juli 1941 wurde er nicht mehr in Betrieb genommen und die Überreste in der Nachkriegszeit abgeräumt.

### Hauptwerkstatt
Die Hauptwerkstatt der Kölner Stadtbahn befindet sich in Weidenpesch. Sie ist seit 1923 in Betrieb. Hier sind zwar keine Fahrzeuge beheimatet, doch werden hier alle Hauptuntersuchungen und größere Reparaturen vorgenommen. Ebenso werden hier die neuen Fahrzeuge in Betrieb und abgängige Alt-Fahrzeuge außer Betrieb genommen. Zum An- und Abtransport dieser Fahrzeuge war die Hauptwerkstatt an das (Güterverkehrs-)Schienennetz der HGK angebunden. Mit dem Bau der benachbarten Abstellanlage Weidenpesch wurde das Gleis stillgelegt und abgebaut.
In den Nachkriegsjahren und zu Beginn der 1960er Jahre wurden umfangreiche Fahrzeugumbauten ausgeführt, die teilweise fast einem Neubau glichen. Auch für Umbauten ausgemusterter Fahrzeuge zu Dienstfahrzeugen ist die Hauptwerkstatt zuständig. Zudem werden hier auch Zweisystem-Stadtbahnwagen anderer Verkehrsunternehmen gewartet.

## Stationen

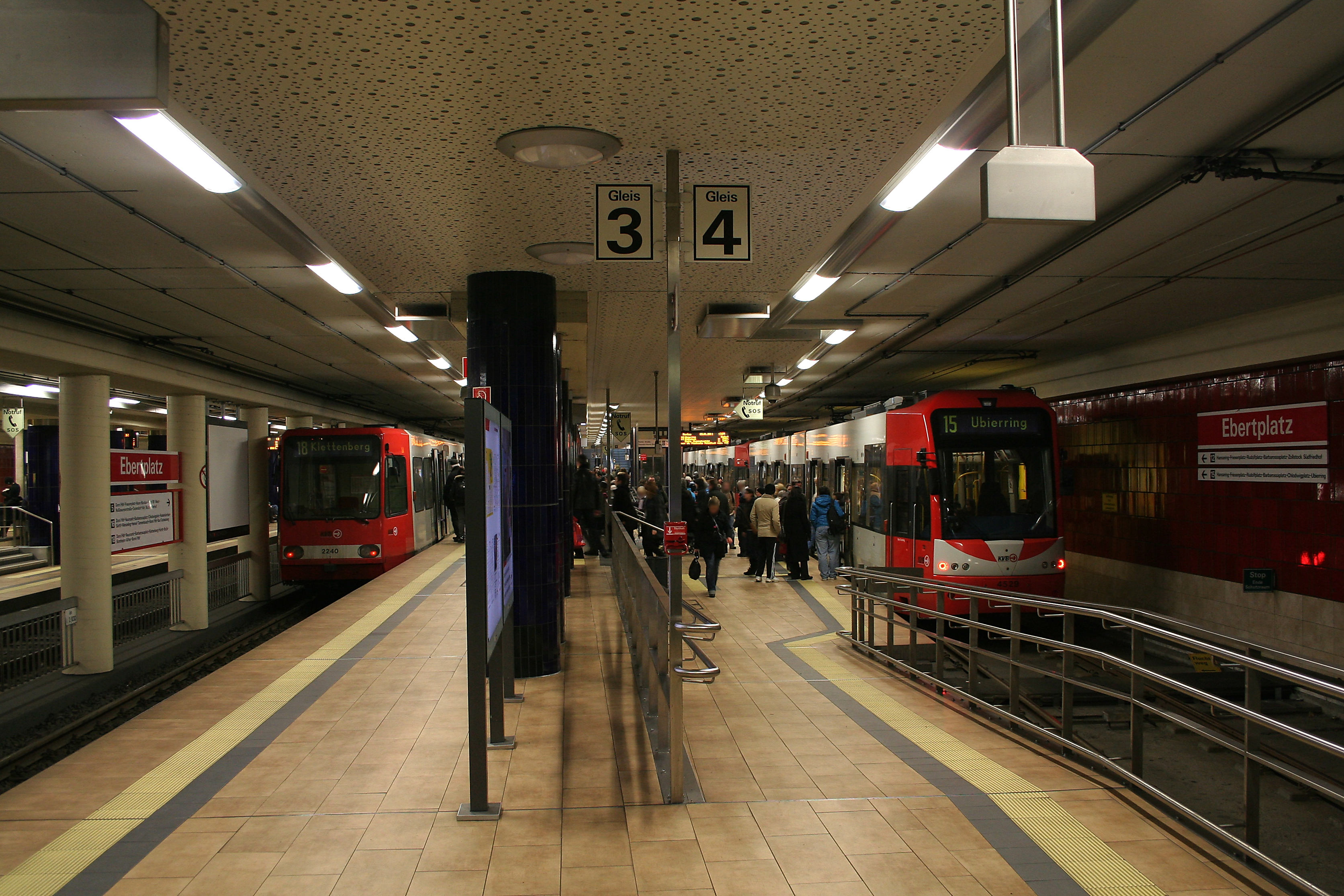
Seit Anschluss des Umbaus am U-Bahnhof Ebertplatz ist der Einstieg in Hoch- und Niederflurwagen stufenlos möglich, zudem wurden Blindenleitlinien angebracht.

2025 gibt es in fast allen Stationen elektronische Zugzielanzeiger sowie akustische Ansagen bei Einfahrt, die Bahnsteige sind über Rampen oder Aufzüge barrierefrei erreichbar.
Fast alle Stationen haben Blindenleitlinien und Blindenschrift an den Treppen als Orientierungshilfe.
Alle Stationen sind nachts beleuchtet, haben Sitzgelegenheiten, Fahrplan und Netzplan in Vitrinen sowie Wetterschutz.

## Technik

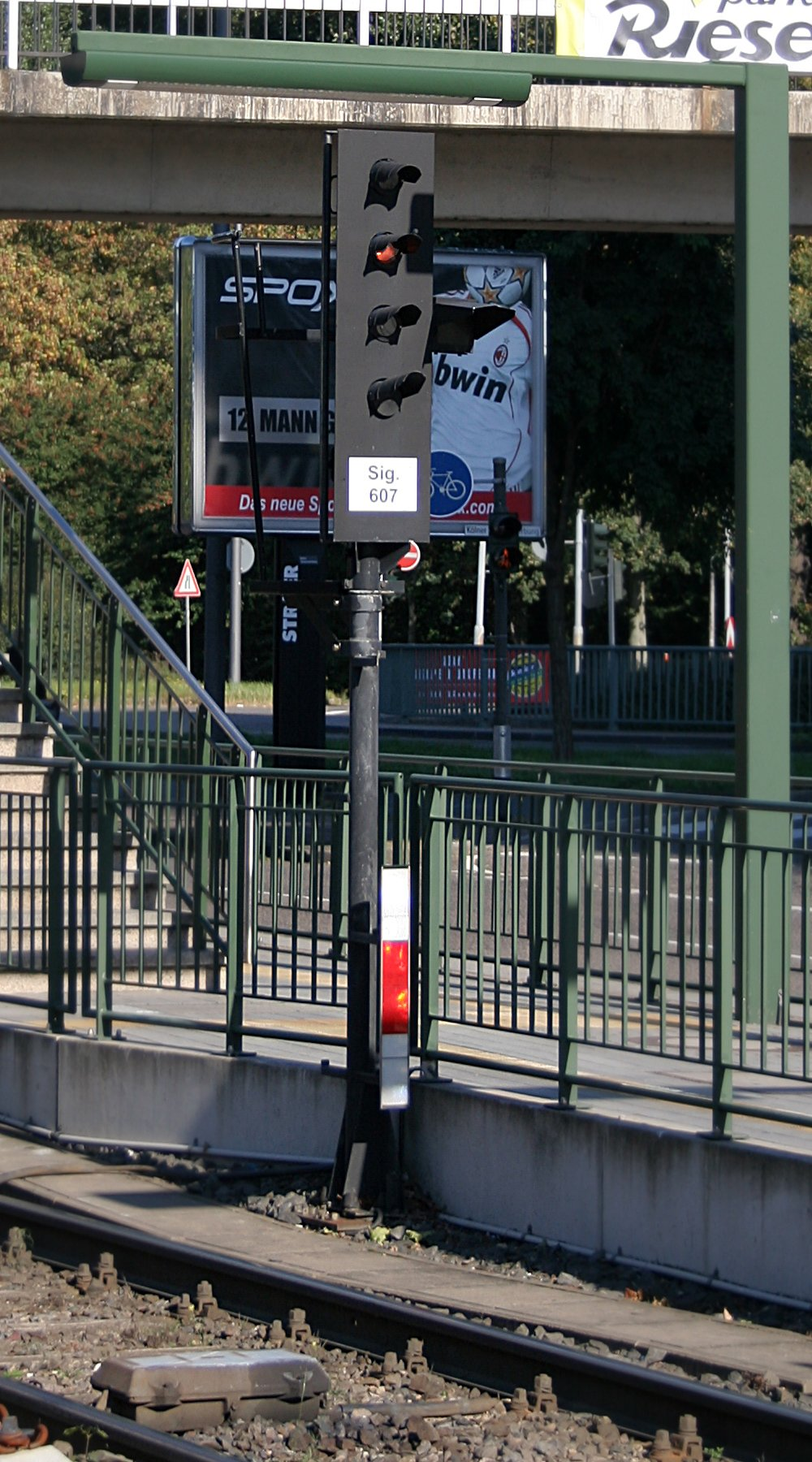
Signal mit Signalbegriff Hp 3, gesichert durch magnetische Fahrsperre zwischen den Schienen

Wie in den meisten deutschen Stadtbahnnetzen fahren die Fahrzeuge auf Normalspur-Gleisen und werden über Oberleitungen versorgt. In den Fahrdraht wird Gleichstrom mit einer Spannung von 800 V eingespeist, die Fahrzeuge sind für eine Netzspannung von 750 V ausgelegt. Bedingt durch die Entwicklung der Stadtbahn aus dem Straßenbahnnetz finden sich in älteren Anlagen wie dem Innenstadttunnel und auf Straßenkreuzungen verhältnismäßig enge Kurvenradien bis etwa 25 Meter. Zum Vergleich: Bei der Stadtbahn Stuttgart wurden die Strecken mit einem Mindestkurvenradius von 50 Metern trassiert.
Die Fahrzeuge nutzen die maximale im Straßenraum zulässige Fahrzeugbreite von 2,65 Metern aus. In den Fahrzeugen sind vier Sitze nebeneinander in Sitzgruppen angeordnet, bei den neueren Serien K5000 und K4500 teilweise auch in Reihenbestuhlung. Die Bahnsteighöhe im Hochflurnetz liegt bei 90, die im Niederflurnetz bei 35 Zentimetern über der Schienenoberkante. Die Bahnsteige sind alle mindestens für eine knapp 54 Meter lange Doppeltraktion ausgelegt. Die kürzesten Bahnsteige der oberirdischen Haltestellen haben eine Länge von 50 Metern und erfordern somit punktgenaues Anhalten, die längsten Bahnsteige finden sich mit 110 Metern Länge in der Tunnelhaltestelle Fuldaer Straße.

### Stellwerke
Das Streckennetz der KVB wird (Stand: 2015) durch 16 Stellwerke gesteuert, die alle von der zentralen Leitstelle im Betriebshof West ferngesteuert werden. Die meisten Stellwerke arbeiten in Relaistechnik, die drei Stellwerke der Bahnhöfe Dom, Appellhofplatz und Neumarkt im Innenstadttunnel wurden 2006/2007 durch elektronische Stellwerke (ESTW) ersetzt.
Die Streckenabschnitte, die sich im Streckennetz der HGK befinden, werden von der Netzleitzentrale in Kendenich gesteuert; ferngesteuerte Stellwerke befinden sich außerdem in Brühl-Vochem, Merten, Roisdorf, Hersel, Sürth und Wesseling sowie Frechen und Bickendorf, Niehl (beide nur Güterverkehr). Die Zentralisierung der Leittechnik in Kendenich ist mit der Umschaltung der Rheinuferbahn-Stellwerke vom Zentralstellwerk Wesseling nach Kendenich seit 2008 abgeschlossen. Die Stellwerke der Rheinuferbahn (Linie 16) sind ferngesteuerte Relaisstellwerke. Die Stellwerke der Vorgebirgsbahn (Linie 18) sowie Frechen sind ESTW (SIMIS-B und SICAS). In Niehl und Bickendorf gibt es je ein ferngesteuertes Relaisstellwerk der Bauart SpDrL 30.

### Signalsystem
Auf den meisten Strecken an der Oberfläche wird mit Fahrsignalen auf Sicht gefahren. Auf Zugsicherung wird in allen Tunneln sowie auf einigen oberirdischen auf unabhängigem Bahnkörper verlaufenden Strecken gefahren. Das Signalsystem der KVB kennt nur Hauptsignale, wobei neben den üblichen Signalen Hp 0 (rotes Licht, „Halt“) und Hp 1 (grünes Licht, „Fahrt“) ein zusätzliches Signal Hp 3 (gelbes Licht, „Fahrt! Halt erwarten“) als Vorsignal-Ersatz eingefügt wurde. Der Signalbegriff Hp 2 (grünes über gelbem Licht, „Langsamfahrt“) existiert auf KVB-Strecken dafür nicht.
Eine Besonderheit ist das Signal Hp 3 mit zusätzlichem Geschwindigkeitssignal „2“: Dieser Signalbegriff signalisiert die Einfahrt in einen noch teilweise besetzten Gleisabschnitt mit höchstens 20 km/h und wird im Innenstadttunnel genutzt, um eine dichtere Zugfolge zu ermöglichen.
In den Tunnelbereichen der Stadtbahn ist die Beleuchtung standardmäßig abgeschaltet. Es gilt daher die Besonderheit, dass, sobald die Lampen eingeschaltet sind, Fahren auf Sicht mit maximal 40 km/h angeordnet ist. Die eingeschaltete Tunnelbeleuchtung gilt als eigenes Signal (=Lf 8).
Auf den Strecken der HGK entsprechen die Signale der Eisenbahn-Signalordnung.

### Zugbeeinflussung
Im gesamten signalisierten Bereich des Stadtbahnnetzes inklusive der EBO-Stadtbahnstrecken und der Stadtbahn Bonn werden magnetische Fahrsperren als Zugbeeinflussungssystem eingesetzt. Zusätzlich gibt es eine Vielzahl von ständig oder signalabhängig wirksamgeschalteten Geschwindigkeitsprüfabschnitten. Die Strecken der KVB werden auch mit Zugbeeinflussung mit maximal 70 km/h befahren, auf den Strecken der HGK waren teilweise 100 km/h zulässig. Diese Geschwindigkeit wurden mit dem neuen Geschwindigkeitsheft der HGK auf 80 km/h begrenzt.

### Fahrgastinformation

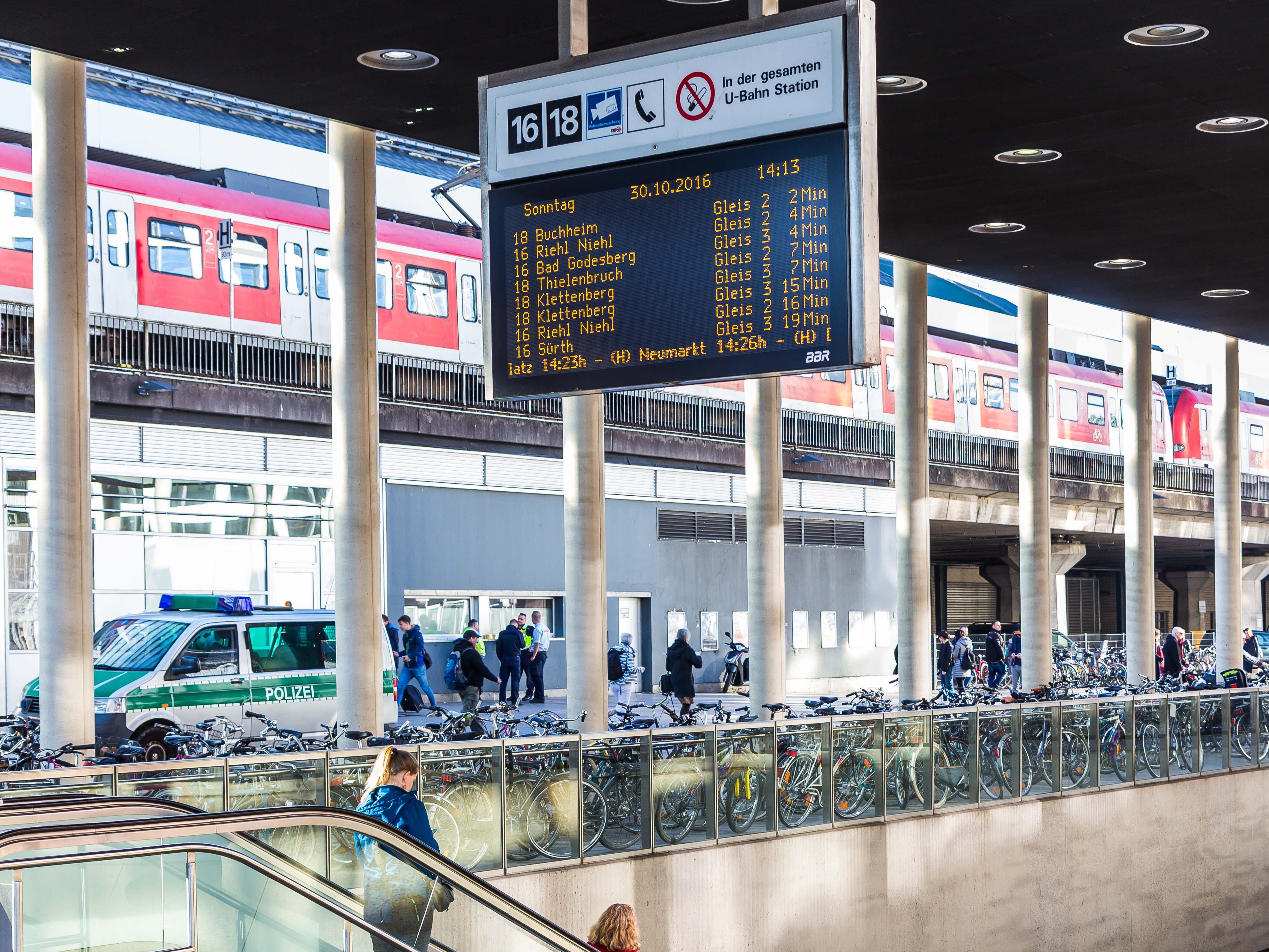
Großflächenanzeiger am Abgang zur Haltestelle Breslauer Platz

In den Stadtbahnwagen gab es seit der Indienststellung Bandansage-Geräte, die ab Ende der 1970er Jahre auch in den Straßenbahnwagen nachträglich eingebaut wurden. Anfang der 1990er Jahre wurden in allen Stadtbahnfahrzeugen mindestens zwei Anzeigen für die nächste Haltestelle nachgerüstet. Da die bisherigen Ansagen bei Netzänderungen teilweise deutlich hörbar zusammengestückelt wurden und dialektgefärbt waren, wurden ab 2003 von Petra Glunz-Grosch komplett neu eingesprochene Ansagen verwendet. Die letzte Haltestelle, die noch eine dialektgefärbte Ansage aufwies, war der U-Bahnhof Chlodwigplatz.
Zum Fahrplanwechsel am 12. Dezember 2010 wurden die Ost-West-Linien (1, 7, 9) mit neuen Ansagen ausgestattet, die – basierend auf den Ergebnissen der Linie 13, wo sie zuvor getestet wurden – einen erhöhten Informationsgehalt besitzen und somit alle möglichen Umstiege (Stadtbahn, Bus, Regional-, Fernverkehr) ansagen. Erstmals in Köln wurden an wichtigen Stationen wie z. B. an der Stadtbahnhaltestelle Bahnhof Deutz/Messe/LANXESS arena auch englische Ansagen eingesetzt, diese sagten aber nur bedeutende Umstiege für Touristen an und werden mittlerweile (2019) nicht mehr verwendet. Seit dem 1. Dezember 2012 werden auf allen Stadtbahnlinien Ansagen mit Umstiegsmöglichkeiten verwendet, die nicht mehr von einer menschlichen Stimme, sondern einer Computerstimme (Sprachsynthese) angesagt werden.
Aufgrund der Vielzahl von Seitenbahnsteigen wird die Ausstiegsseite nur angesagt, wenn sich der Bahnsteig in Fahrtrichtung links befindet.
Die Haltestellen des Innenstadttunnels wurden im Laufe der Zeit mit Zugzielanzeigern ausgestattet, die bei Annäherung Linie und Ziel des nächsten Zuges anzeigen. Die übrigen Strecken wurden schrittweise mit dynamischen Fahrgastinformations-Anzeigen, in Köln als MOFIS bezeichnet, ausgerüstet, die die voraussichtliche Abfahrtszeit der nächsten zwei Züge anzeigen, teilweise um eine dritte Zeile für aktuelle Betriebsinformationen ergänzt. Seit Mitte der 2000er Jahre wurden beide Systeme teilweise durch damals neue, größere Anzeiger ersetzt, die mehr Züge darstellen (drei Zeilen plus eine Zeile für Betriebsinformationen) und einfahrende Züge mit zusätzlichen Hinweisen zum Laufweg ansagen.
Die MOFIS-Anzeiger und die seit den 2000er-Jahren errichteten Anzeiger werden seit Februar 2021 sukzessive durch neue Anzeiger ersetzt, die mehr Züge darstellen können. Nach einem Systemupdate ab Mitte 2022 sollten Angaben auch farbig und per Video dargestellt werden und alternative Fahrtmöglichkeiten bei Störungen zur Verfügung stehen. In einem weiteren Schritt wird nach und nach auch die bisherige Fahrgastinformation in den Bahnen durch diese Anzeiger ersetzt.
Zusätzlich zu den Anzeigen am Bahnsteig werden an Umsteigehaltestellen zunehmend Großflächenanzeiger installiert, die Züge (und teilweise auch Busse) aller Richtungen anzeigen.

## Definitionsfragen
Die Frage, ob es sich bei der Stadtbahn Köln vollständig um ein Stadtbahnnetz oder in Teilen nach wie vor um eine Straßenbahn handelt, ist nicht eindeutig zu beantworten und letztendlich von der verwendeten Definition der beiden Begriffe abhängig.
Die Unterscheidung zwischen Stadtbahn und Straßenbahn wird zusätzlich dadurch erschwert, dass Hochflur- und Niederflur-Linien teilweise dieselben Strecken befahren und an den gleichen Bahnsteigen halten, dort also nur Niederflur-Fahrzeugen einen stufenlosen Einstieg bieten. Für die Bezeichnung der Niederflur-Netze als Stadtbahnlinien spricht, dass gerade diese Linien für den Einsatz der K4000-Wagen umfangreich umgerüstet wurden.
Neben der durchgängigen Ausstattung mit niedrigen Bahnsteigen verfügen diese Linien auf weiten Strecken über eigene Bahnkörper mit Vorrangschaltungen an den Kreuzungen. Die deutlichste Abweichung von diesem Standard findet sich auf dem im Herbst 2007 fertiggestellten Südast der Linie 12. Zwar fahren die Wagen nicht auf eigenem Bahnkörper, aber sie haben an den Kreuzungen Vorrangschaltungen, und die Mittelbahnsteige ermöglichen einen stufenlosen Einstieg. Außerdem entspricht das Niederflurfahrzeug K4000 – abgesehen von seiner Fußbodenhöhe – in seinen Eigenschaften eher einem Stadtbahnwagen als einer klassischen Straßenbahn. Insbesondere stellt es an den Mindestkurvenradius Anforderungen, die für eine Straßenbahn als untypisch gelten, weswegen zahlreiche enge Wendeschleifen durch Kehrgleisanlagen ersetzt werden mussten. Zusammenfassend kann festgehalten werden, dass die Niederflurlinien – entsprechenden Fahrzeugeinsatz vorausgesetzt – beim derzeitigen Ausbaustand die Stadtbahn-Qualitätskriterien Trennung vom Straßenverkehr und stufenloser Einstieg ebenso gut erfüllen wie die Hochflurlinien.
Wo allerdings auch weiterhin die Fahrspur mit dem Automobilverkehr geteilt werden muss, wird eine erhöhte Stauanfälligkeit vorhanden und weiterhin ein Fahren auf Sicht (§ 49 BOStrab) die Regel sein.

## Statistik
| Jahr                                   | 1883 | 1901 | 1914  | 1928  | 1939  | 1948  | 1960  | 1980  | 1999  | 2009  | 2010  | 2012  | 2013  | 2016  | 2017  | 2019  | 2020  |
| -------------------------------------- | ---- | ---- | ----- | ----- | ----- | ----- | ----- | ----- | ----- | ----- | ----- | ----- | ----- | ----- | ----- | ----- | ----- |
| Triebwagen                             | –    | 110  | 510   | 611   | 569   | 280   | 374   | 306   | 348   | 367   | 372   | 382   | 382   | 382   | 382   | 382   | 384   |
| Beiwagen                               | 106  | 339  | 594   | 752   | 607   | 301   | 254   | –     | –     | –     | –     | –     | –     | –     | –     | –     | –     |
| Streckenlänge (km)                     | 35   | 55,9 | 134,3 | 156,0 | 174,4 | 148,3 | 130,0 | 157,5 | 190,3 | 192,2 | 193,8 | 194,4 | 194,8 | 198,0 | 198,0 | 198,6 | 198,6 |
| Betriebsleistung (Mio. Wagenkilometer) | 1,7  | 6,7  | 26,2  | 55,5  | 49,3  | 20,6  | 26,8  | 17,0  | 17,0  | 17,1  | 17,2  | 17,2  | 17,3  | 17,7  | 17,5  | ?     | ?     |
| beförderte Fahrgäste (Millionen)       | ~7   | 31,0 | 124,9 | 202,8 | 172,2 | 147,1 | 131,3 | 129,2 | 172,5 | 201,0 | 206,7 | 208,9 | 209,8 | 210,8 | 213,0 | 286,0 | 167,7 |

Im Jahr 2020 wurden durch die mehrfachen Lockdowns in der weltweiten Corona-Pandemie weniger Fahrgäste befördert.